# アイドルマスターシリーズの作品一覧
アイドルマスターシリーズの作品一覧（アイドルマスターシリーズのさくひんいちらん）は、バンダイナムコエンターテインメント（旧：ナムコ、バンダイナムコゲームス）のゲーム「アイドルマスターシリーズ」から派生した作品についての一覧。
アイドルマスターシリーズは、765PRO ALLSTARSを主軸とした『アイドルマスター』、2011年に展開が開始された『アイドルマスター シンデレラガールズ』、2013年に展開が開始された『アイドルマスター ミリオンライブ!』、2014年に展開が開始された『アイドルマスター SideM』、2018年に展開が開始された『アイドルマスター シャイニーカラーズ』、2024年に展開が開始された『学園アイドルマスター』の6つのブランドで展開されている。
また、独自の世界観として、2007年に放送されたテレビアニメ『アイドルマスター XENOGLOSSIA』、2017年に韓国で放送された実写ドラマ『THE IDOLM@STER.KR』、2023年より展開を開始したバーチャルアイドル企画『PROJECT IM@S vα-liv』がある。

## 『アイドルマスター』からの展開
765プロダクションに所属する13名のアイドル「765PRO ALLSTARS」を主軸とした作品群。シンボルカラーは   赤。シンボルマークはAMCGエンジェル。
シリーズ15周年特設サイトでは『XENOGLOSSIA』も本分類に含まれている。

### ゲーム
| 2005 | THE IDOLM@STER               |
| 2006 |                              |
| 2007 | THE IDOLM@STER（Xbox 360版） |
| 2008 | LIVE FOR YOU!                |
| 2009 | SP                           |
| 2009 | Dearly Stars                 |
| 2010 |                              |
| 2011 | 2                            |
| 2011 | シンデレラガールズ           |
| 2012 | SHINY FESTA                  |
| 2013 | ミリオンライブ!              |
| 2014 | ワンフォーオール             |
| 2014 | SideM                        |
| 2015 | マストソングス               |
| 2015 | スターライトステージ         |
| 2016 | プラチナスターズ             |
| 2016 | ビューイングレボリューション |
| 2017 | ステラステージ               |
| 2017 | シアターデイズ               |
| 2017 | LIVE ON ST@GE!               |
| 2018 | シャイニーカラーズ           |
| 2019 |                              |
| 2020 |                              |
| 2021 | ポップリンクス               |
| 2021 | スターリットシーズン         |
| 2021 | GROWING STARS                |
| 2022 |                              |
| 2023 | Song for Prism               |
| 2024 | 学園アイドルマスター         |
| 2024 | ツアーズ                     |

発表されているゲーム作品は以下の通り。詳細については各ゲームの記事を参照。
- THE IDOLM@STER（アーケード）
- THE IDOLM@STER（Xbox 360）
- THE IDOLM@STER LIVE FOR YOU!（Xbox 360）
- THE IDOLM@STER SP（PSP）
- THE IDOLM@STER Dearly Stars（DS）
- THE IDOLM@STER 2（Xbox 360・PS3）
  - アイドルマスター グラビアフォーユー!（PS3）
- THE IDOLM@STER SHINY FESTA（PSP・iOSアプリ）
- アイマスチャンネル（PS3）
  - THE IDOLM@STER SHINY TV（PS3）
  - アイドルマスター グラビアフォーユー!（PS3）
- アイドルマスター ワンフォーオール（PS3）
- アイドルマスター マストソングス（PS Vita）
- アイドルマスター プラチナスターズ（PS4）
- アイドルマスター ステラステージ（PS4）
- アイドルマスター スターリットシーズン（PS4・Steam）

以下、上記のゲーム作品を基幹として展開したものを記述する。

### ラジオ
詳細は各番組の記事を参照。

#### 地上波ラジオ
THE IDOLM@STER RADIO（2006年4月9日 - 2009年7月26日）
パーソナリティ：たかはし智秋、今井麻美
THE IDOLM@STER STATION!!!（2009年8月2日 - 2013年3月31日）
パーソナリティ：沼倉愛美、原由実、今井麻美（第1回 - 第88回）、浅倉杏美（第89回 - 第192回）

#### インターネットラジオ
ラジオdeアイマSHOW!
アニメイトTV：2006年4月27日 - 2007年10月25日
パーソナリティ：中村繪里子、今井麻美、落合祐里香（第1期）、仁後真耶子（第2期 - 第3期）
WEBラジ☆ショッピングマスター
THE IDOLM@STER公式サイト内「マーケットプレース」：2007年3月23日 - 7月27日
パーソナリティ：天海春香（声：中村繪里子）、星井美希（声：長谷川明子）、双海亜美・真美（声：下田麻美）
アイドルマスター Radio For You!
アニメイトTV：2007年11月15日 - 2008年9月24日
パーソナリティ：中村繪里子、今井麻美、仁後真耶子
アイドルマスター P.S.プロデューサー
アニメイトTV：2008年10月8日 - 2009年9月16日
パーソナリティ：中村繪里子、長谷川明子
ラジオdeアイマSTAR☆
アニメイトTV：2009年10月8日 - 2011年3月31日
パーソナリティ：中村繪里子、長谷川明子、仁後真耶子
ラジオdeアイマCHU!!
アニメイトTV：2011年4月21日 - 2014年11月27日
パーソナリティ：仁後真耶子、下田麻美、長谷川明子
アイマスタジオ
HiBiKi Radio Station：2011年4月8日 - 2016年2月20日
パーソナリティ：中村繪里子、今井麻美
THE IDOLM@STER webラジオ
ニコニコ動画：2011年12月23日 - 2019年3月5日
ナムコの一番くじとプライズで展開されているアイドルマスターの商品を宣伝する番組。
時折休止期間を挟みながら、タイトルとパーソナリティを交代しつつ月1回ずつ配信されている。
一番くじ & プライズスペシャル!（2011年12月23日 - 2012年2月14日）
パーソナリティ：浅倉杏美、下田麻美
〜一番くじ & クレーンキングスペシャル〜 きゅぴぴぴーん★うがー!!（2012年10月12日 - 2013年3月8日）
パーソナリティ：平田宏美、沼倉愛美
〜一番くじ & クレーンキングスペシャル〜 皆さん、高槻やよいの部屋へようこそ!（2013年6月18日 - 2014年3月11日）
パーソナリティ：仁後真耶子
〜クレーンキング&一番くじスペシャル〜 響チャレンジ! -プロデューサー! 全員集合だぞ!!-（2014年5月7日 - 2015年3月3日）
パーソナリティ：沼倉愛美
〜クレーンキング&一番くじスペシャル〜 つかんでひいてパンパカパーン!わたしたちも盛り上げM@S!（2015年4月7日 - 2016年3月1日）
パーソナリティ：浅倉杏美→松嵜麗→平田宏美→青木瑠璃子
〜バンプレストスペシャル〜 ラジオは……遊びでは、ないですから。（2016年4月4日 - 9月6日）
パーソナリティ：今井麻美
〜バンプレストスペシャル〜 やるときはやる、いつかは未定!（2016年10月4日 - 2017年3月7日）
パーソナリティ：五十嵐裕美
〜バンプレストスペシャル〜 にゃんにゃんラジオ、はじまるにゃ!（2017年4月4日 - 9月5日）
パーソナリティ：高森奈津美
〜バンプレストスペシャル〜 ウサミン星からう〜どっかーん!（2017年10月3日 - 2018年3月6日）
パーソナリティ：三宅麻理恵
〜バンプレストスペシャル〜 カホーは寝て待てっ!（2018年4月3日 - 9月4日）
パーソナリティ：五十嵐裕美
〜バンプレストスペシャル〜 にゃんにゃんラジオ! 帰ってきたにゃ!（2018年10月2日 - 2019年3月5日）
パーソナリティ：高森奈津美
THE IDOLM@STER STATION!!+
超!A&G+：2013年4月1日 - 2014年9月29日
パーソナリティ：沼倉愛美、原由実
THE IDOLM@STER STATION!!!
ニコニコ生放送：2014年10月8日 - 2018年10月16日
パーソナリティ：沼倉愛美、原由実、浅倉杏美

#### インターネット配信
ディアリーステーション（2009年7月11日 - 2009年8月31日）
パーソナリティ：花澤香菜、戸松遥、三瓶由布子
ぷちます! 増刊号（2012年12月27日 - 2013年3月30日）
パーソナリティ：原由実、浅倉杏美

### アニメ
THE IDOLM@STER（アニメ）

2011年7月よりTBS他で放送された。2013年2月10日に劇場版の制作が発表され、2014年1月25日、『THE IDOLM@STER MOVIE 輝きの向こう側へ!』のタイトルで劇場公開された。
ぷちます! -プチ・アイドルマスター-

同名4コマ漫画の「ぷちアニメ化」。アイドルマスターのコミックからアニメ化される初の作品。

### CD
CDは大きく分けるとゲーム中の楽曲を収録した音楽CD、ドラマCD、ラジオ関連CD、その他に分類される。このうち、音楽CDは「MASTER」を冠した複数のシリーズに分けられている。詳細については下記参照。
音楽CDの多くはコロムビアから発売されているが、『ファミソン8BIT』シリーズは5pb.から、『XENOGLOSSIA』『ミリオンライブ!』『SideM』『シャイニーカラーズ』関連はランティス（現在販売元はバンダイナムコアーツ、ランティスはレーベル名）から、ドラマCD及び『ぷちます!』関連はフロンティアワークスから、『KR』関連はインタラクティブメディアミックスから発売されている。
ラジオ関連CDは番組毎にコロムビア・フロンティアワークス・ランティス・ブシロードミュージックのいずれかから発売されている。
なお、2010年1月に、『アイドルマスター』関連CDの累計出荷枚数が100万枚を超えたと発表されている。

#### 音楽CDシリーズ
MASTERPIECE シリーズ
アーケード版の音源や、それらのフルバージョンなどを収録したシリーズ。01から05まで全5枚。

MASTERWORK シリーズ
Xbox 360版で初出された歌のフルバージョンと、アーケード版から存在する曲の別バージョンを収録したシリーズ。00から03まで、全4枚。00に関しては完全初回限定・PVのDVD付のため、現在では入手が困難になっている。

MASTER BOX シリーズ
ゲームで使用された楽曲を全キャラクター分収録したもの。いずれも限定生産品のため、入手は困難。
THE IDOLM@STER MASTER BOX
2006年7月19日発売。CD3枚組。アーケード版に収録された全10曲を、アーケード版から登場している9人それぞれのソロバージョンとボーカルのないカラオケバージョンで収録（計100曲）。
生産数はナムコにちなんでか7650組と明記されており、外箱にシリアルナンバーが書かれている。オリコン最高位86位。
「1st ANNIVERSARY LIVE」の会場では会場限定の「060723バージョン」が765組限定で販売された。
THE IDOLM@STER MASTER BOX II
2007年4月4日発売。CD2枚とDVD1枚組。オリコン最高位20位。
CDにはXbox 360版での新曲6曲を新キャラクターである美希も含めた全10人それぞれのソロバージョンとカラオケ、そしてアーケード版からの10曲の美希ソロバージョンを収録（計76曲）。
DVDでは全16曲のダンスを春香・千早・美希の3人ユニットで収録。
「THE IDOLM@STER ALL STAR LIVE 2007」の会場では会場限定の「070401バージョン」が発売された。
THE IDOLM@STER MASTER BOX I & II ENCORE
2008年2月6日発売。『MASTERBOX』及び『MASTERBOX II』の計176曲（全16曲×10キャラクター+カラオケ）を集めたCD5枚組。
THE IDOLM@STER MASTER BOX III
2008年4月30日発売。『Live For You!』で使用可能な曲の内、REMIX-Aバージョンのソロバージョンとカラオケを各キャラクター分、計176曲収録。同梱のブックレットには、曲の歌詞以外に担当声優へのインタビューが収録されている。オリコン最高位39位。
THE IDOLM@STER MASTER BOX IV
2008年5月23日発表。同年9月24日発売。『Live For You!』で使用可能な曲の内、DLC配信されているREMIX-Bバージョンのソロとカラオケを計176曲収録したCD5枚と、「Go to the NEXTSTAGE!! THE IDOLM@STER GREAT PARTY」のライブパートダイジェスト映像が収録されたDVDの6枚組。ブックレットの収録内容は『アイドルマスター』関連楽曲の作詞者・作曲者へのインタビュー。オリコン最高位46位。
「Go to the NEW STAGE! THE IDOLM@STER 3rd ANNIVERSARY LIVE」会場のみで販売されたバージョン違いのMASTER BOX IVはBOXのデザインが異なり、DVDが付属していない。
8月6日→8月27日→9月24日と、発売日が2度延期されている。
THE IDOLM@STER MASTER BOX V
2009年3月18日発売。DLC新曲として配信された「shiny smile」「Do-Dai」「my-song」「i」「ふるふるフューチャー☆」「神さまのBirthday」のソロとカラオケの計66曲を収録したCD2枚組。なお、「i」に関しては『MASTER ARTIST』に収録されたもののエディットバージョン。
『MASTERBOX』以来となるシリアルナンバー入りの限定生産。今回のブックレットは『MASTER ARTIST』以降ジャケットイラストを担当する杏仁豆腐によるイラストの解説となっているが、曲順の記載ミスがあることと良品への交換を行うことが発売前に発表されている。
THE IDOLM@STER MASTER BOX catalog 08,09,11 COMPLETE
「THE IDOLM@STER 4th ANNIVERSARY PARTY SPECIAL DREAM TOUR'S!!」会場限定商品。
「shiny smile」「Do-Dai」「my song」「i」のREMIX-A/Bの両バージョンのソロとカラオケを10人分、全88曲収録したCD4枚組。店頭販売はされない。
THE IDOLM@STER MASTER BOX VI
2010年3月31日発売。7650組の限定発売。『THE IDOLM@STER SP』で使用された「I Want」「キラメキラリ」「迷走Mind」「目が逢う瞬間」「スタ→トスタ→」「隣に…」「フタリの記憶」「Kosmos, Cosmos」「いっぱいいっぱい」の9曲を、765プロメンバーに美希、響、貴音の961プロメンバーを含めた12人のソロ+カラオケで、全117曲収録。CD3枚組。
THE IDOLM@STER MASTER BOX VII
「THE IDOLM@STER 6th ANNIVERSARY SMILE SUMMER FESTIV@L!」会場限定商品。後にアニメイトでの通信販売も行われている。
「Colorful Days」「オーバーマスター」「キミはメロディ」「またね」「L・O・B・M」の5曲のゲームバージョン12人分とカラオケ、全65曲収録したCD2枚組。店頭販売はない。
なお、雪歩の歌は浅倉杏美による新録。5つの会場で別バージョンのステッカーが貼られる。
THE IDOLM@STER MASTER BOX VIII
「THE IDOLM@STER MUSIC FESTIVAL OF WINTER!!」会場限定商品。
『2』の使用曲「The world is all one !!」「MEGARE!」「きゅんっ!ヴァンパイアガール」「愛 LIKE ハンバーガー」「Honey Heartbeat」「Little Match Girl」の6曲のゲームバージョン12人分とカラオケ、全78曲収録のCD2枚組。
MASTER ARTIST シリーズ
各アイドルの持ち歌・新録曲に加え、実在アーティストのカバーを収録したシリーズ。01から10とFINALE（フィナーレ）の全11枚。

MASTER LIVE シリーズ
『L4U!』で初出された歌のフルバージョンと、REM@STERと称する過去に発表された曲のバージョン違い、及び各CD用の新曲を収録したシリーズ。00から04、及びENCOREの全6枚が発売された。00は完全初回限定生産であり、THE IDOLM@STER LIVE FOR YOU!先行プロモーション映像のDVDが付属した。

MASTER SPECIAL シリーズ
『SP』の発売に合わせて2009年2月4日よりリリースされたCDアルバムのシリーズ。2008年12月10日に発売されたマキシシングル2枚もこのシリーズに入っている。

ファミソン8BIT☆アイドルマスター シリーズ
2008年1月に発表。懐かしのナムコの曲をアイドルマスターのアイドル達が歌う、というコンセプトのシリーズ。オールドゲームのBGMのリミックスにアイドルマスターの歌を乗せた曲の他、ゲームBGMベースの新曲も収録されている。

DREAM SYMPHONY シリーズ
『Dearly Stars』の発売に合わせて2009年9月9日よりリリースされたCDシリーズ。

BEST OF 765+876=!! シリーズ
5周年目に発売されたベストアルバムシリーズ。全3枚。メモリアル限定版と通常版がある。

MASTER ARTIST 2 シリーズ
『2』の発売に合わせて2010年9月22日よりリリースされたCDシリーズ。

ANIM@TION MASTER シリーズ
アニメ『THE IDOLM@STER』のサウンドトラックCDシリーズ。

ANIM@TION MASTER 生っすかSPECIAL シリーズ
『2』で初出の楽曲のフルバージョンなどを収録したシリーズ。01 - 05と、カーテンコール、初恋組曲の全7枚。第1弾の『THE IDOLM@STER ANIM@TION MASTER 生っすかSPECIAL 01』は第54回日本レコード大賞にて企画賞を受賞した。

Twelve Seasons! シリーズ
アニメ『ぷちます! -プチ・アイドルマスター-』キャラクターシングルCDシリーズ。全12枚。

GRE@TEST BEST! シリーズ
アーケードゲームからアニメまでの楽曲から代表曲を収録したベストアルバムシリーズ。

Twelve Campaigns! シリーズ
アニメ『ぷちます!! -プチプチ・アイドルマスター-』キャラクターソングCDシリーズ。全6枚。

MASTER ARTIST 3 シリーズ
『ワンフォーオール』の楽曲などを収録したキャラクターソングシリーズ。

PLATINUM MASTER シリーズ
『プラチナスターズ』の楽曲などを収録したキャラクターソングシリーズ。

MASTER PRIMAL シリーズ
アイマスの原点回帰をテーマとしたキャラクターソングシリーズ。

STELLA MASTER シリーズ
『ステラステージ』の楽曲などを収録したキャラクターソングシリーズ。

MASTER ARTIST 4 シリーズ
「MASTER ARTISTシリーズ」の第4弾。

#### その他の音楽CD
THE IDOLM@STER Your Song
2007年1月18日発売。
ウェブ上で集められたプレイヤーからのリクエストで楽曲を構成するという企画CD。2枚組。限定発売のため、現在では入手困難となっている。
社長の誕生日プレゼントに歌を贈るという計画のため休日に765プロに集合したが、当の社長がやって来てしまったという設定。
各キャラクターが歌った曲は以下の通り。なおアーケード版時代の物であるため、美希は登場していない。括弧内は元歌のアーティスト。
1. 天海春香 / 大スキ!（広末涼子）
2. 高槻やよい / ふたりのもじぴったん（古原奈々）
3. 菊地真 / 仮面舞踏会（少年隊）
4. 三浦あずさ / You're My Only Shinin' Star（中山美穂）
5. 萩原雪歩 / 津軽海峡・冬景色（石川さゆり）
6. 双海亜美・真美 / ラムのラブソング（松谷祐子）
7. 水瀬伊織 / ドゥー・ユー・リメンバー・ミー（岡崎友紀）
8. 如月千早 / 鳥の詩（Lia）
9. 秋月律子 / 東京は夜の七時 〜the night is still young〜（ピチカート・ファイヴ）
10. 音無小鳥 / やさしさに包まれたなら（荒井由実）

なお、上記カバー曲は後日、先述のMASTER ARTISTシリーズに全て収録された。
THE IDOLM@STER Christmas for you!
2007年12月19日発売。完全初回限定生産、限定BOXパッケージ仕様。765プロ所属アイドルによるクリスマスアルバム。参加は天海春香、如月千早、高槻やよい、菊地真、星井美希。オリコン最高位25位。
ジャケットイラストに描かれたクリスマス仕様の衣装は、『Live For You!』のエクステンド衣装「ホーリーナイトドレス」としてDLCで配信された。
クリスマスソングのカバーと、オリジナル新曲「メリー」、トークパートを収録。「メリー」のソロバージョン（天海春香、高槻やよい、如月千早、菊地真、星井美希の5バージョン。美希ソロバージョンのみ『MASTER SPECIAL 06』に収録）は、携帯サイトで12月22日・23日から25日の期間限定で、着うたフルとして配信された。2009年12月23日に行われた「THE IDOLM@STER 2009 H@ppy Christm@s P@rty!!」会場の物販で300枚だけ販売が行われた。
カバー曲は以下の通り。括弧内は元のアーティスト。
- 天海春香 / 雪に願いを（槇原敬之）
- 高槻やよい / サンタクロースはどこのひと（ドラえもん（大山のぶ代））
- 如月千早 / PEARL-WHITE EVE（松田聖子）
- 菊地真 / DING DONG（PRINCESS PRINCESS）
- 星井美希 / 星の降る街（渡瀬マキ）
- 全員 / サンタが町にやってくる（クリスマスソング）

THE IDOLM@STER Vacation for you!
2008年7月23日発売（当初は7月9日発売予定だったが制作の都合で延期された）。初回限定生産で、限定BOXパッケージの仕様も同じ。765プロ所属アイドルによるサマーアルバム。オリコン最高位10位。ちなみに仮題は「Summer for you!」だった。
パッケージイラスト及び参加メンバーは「Christmas for you!」と対になる構成になっており、メンバーは「Christmas for You!」に参加しなかった双海亜美・真美、三浦あずさ、水瀬伊織、萩原雪歩、秋月律子。
「Christmas for you!」同様に、夏を題材とした曲のカバーに加え、トークパートとオリジナル新曲「サニー」を収録する。「メリー」同様、「サニー」のソロバージョン（双海亜美・真美、三浦あずさ、水瀬伊織、萩原雪歩、秋月律子の5バージョン。亜美真美のソロバージョンのみ『MASTER SPECIAL 02』に収録）も携帯サイトで7月28日から1ヶ月間限定で着うたフルとして配信された。
カバー曲は以下の通り。括弧内は元歌のアーティスト。
- 水瀬伊織 / カナリア諸島にて（大瀧詠一）
- 秋月律子 / Sunny Day Sunday（センチメンタル・バス）
- 三浦あずさ / 愛より青い海（上々颱風）
- 双海亜美・真美 / 夏空グラフィティ（いきものがかり）
- 萩原雪歩 / 夏影（Lia）
- 全員 / VACATION（コニー・フランシス）

THE IDOLM@STER BEST ALBUM 〜MASTER OF MASTER〜
2008年9月19日発表、同年11月19日発売。

THE IDOLM@STER Vocal Collection
フロンティアワークスから発売。第1弾は2010年2月24日、第2弾は2010年4月21日にそれぞれ発売。

THE IDOLM@STER 2 765pro H@PPINESS NEW YE@R P@RTY !! 2011
2011年1月10日に行われた同名のライブイベントの会場限定販売CD。2枚組。「Christmas for you!」「Vacation for you!」「MASTER SPECIAL WINTER」「MASTER SPECIAL SPRING」の各CD収録のオリジナル曲「メリー」「サニー」「Large Size Party」「あったかな雪」「チェリー」の5曲のソロリミックス及びカラオケの計27曲を収録。「サニー」「チェリー」の雪歩ソロは浅倉杏美による新録。
The world is all one !!

2011年2月9日に日本コロムビアから発売。
SMOKY THRILL

2011年2月9日に発売。竜宮小町のシングル
THE IDOLM@STER Jupiter

2011年11月23日発売。Jupiterのミニアルバム
THE IDOLM@STER Catch me☆Get you! 〜BANPRESTO NO UTA〜
2012年10月にバンプレストから発売された「一番くじ アイドルマスター PART2」A賞の景品。ポスターとのセット。非売品。
表題の新曲「Catch me☆Get you! 〜バンプレストのうた〜」（歌:菊地真・四条貴音・我那覇響）と、ランダム再生で運勢を占う「おみくじドラマ」14トラックを収録。
THE IDOLM@STER ミュージックディスクコレクション
バンプレストから発売された「一番くじプレミアム アイドルマスター」の景品。非売品。
各CDにカバー曲2曲とドラマパートが収録されている。
CDタイトル・開催時期・収録カバー曲は以下の通り。括弧内は元歌のアーティスト。
PART 1 F賞景品（2013年7月）
MAKOTO & HIBIKI COVER -SUMMER SONGS-
- 菊地真 / シーズン・イン・ザ・サン（TUBE）
- 我那覇響 / 少年時代（井上陽水）

YAYOI & YUKIHO COVER -SUMMER SONGS-
- 萩原雪歩 / How do you do?（SAYAKA）
- 高槻やよい / 夏祭り（JITTERIN'JINN）

PART 2 F賞景品（2014年1月）
HARUKA & CHIHAYA COVER -WINTER SONGS-
- 如月千早 / サイレント・イヴ（辛島美登里）
- 天海春香 / クリスマス・イブ（山下達郎）

AMI/MAMI & AZUSA COVER -WINTER SONGS-
- 双海亜美・真美 / 雪國（吉幾三）
- 三浦あずさ / Everything（MISIA）

PART 3 G賞景品（2014年6月）
MIKI & TAKANE COVER -SPRING SONGS-
- 四条貴音 / 春よ、来い（松任谷由実）
- 星井美希 / 手紙 〜拝啓 十五の君へ〜（アンジェラ・アキ）

IORI & RITSUKO COVER -SPRING SONGS-
- 水瀬伊織 / 卒業（菊池桃子）
- 秋月律子 / NEW LIFE（GReeeeN）

M@STERPIECE

2014年1月29日発売。劇場用アニメ「THE IDOLM@STER MOVIE 輝きの向こう側へ!」の主題歌「M@STERPIECE」等を収録したCDシングル。
初回限定盤はCDとBlu-ray AUDIOの二枚組。
THE IDOLM@STER MOVIE 輝きの向こう側へ! オリジナルサウンドトラック
2014年2月5日発売。劇場版用新曲のSHORT VERISIONと劇伴曲、及び「ANIM@TION MASTER」に収録されなかったTVアニメの劇伴曲を収録。
初回限定盤はCDとBlu-ray AUDIOの二枚組。
THE IDOLM@STER M@STERS OF IDOL WORLD!!2014
2014年2月開催の同名のイベント会場限定販売。2枚組。「SHINY FESTA」の使用曲である「MUSIC♪」「ビジョナリー」「edeN」「Vault That Borderline!」のソロリミックス及びカラオケ、計28曲を収録。
「ぷちます!!-プチプチ・アイドルマスター-」エンディングテーママキシシングル
2014年5月28日発売。「ぷちます!! -プチプチ・アイドルマスター-」の月替わりエンディング3曲とそのカラオケを収録したCD。
ラムネ色 青春

2014年6月18日発売。劇場用アニメ「THE IDOLM@STER MOVIE 輝きの向こう側へ!」の挿入歌「ラムネ色 青春」と、「SHINY TV」用新曲「待ち受けプリンス（M@STER VERSION）」を収録したCDシングル。
初回限定盤はCDとBlu-ray AUDIOの二枚組。
The Remixes Collection THE IDOLM@STER TO D@NCE TO

2014年7月23日発売。バンダイナムコスタジオのサウンドチームのクリエイターによるリミックスアルバム。
オリコンアルバム週間ランキング42位。
虹色ミラクル

2014年8月13日発売。劇場用アニメ「THE IDOLM@STER MOVIE 輝きの向こう側へ!」のエンディング曲「虹色ミラクル」等を収録したCDシングル。
初回限定盤はCDとBlu-ray AUDIOの二枚組。
THE IDOLM@STER 9th ANNIVERSARY WE ARE M@STERPIECE!! 自分REST@RT & SMOKY THRILL
2014年8月の9周年記念ライブ大阪・名古屋会場限定販売。「自分REST@RT」と「SMOKY THRILL」のソロリミックス計12曲を収録。
THE IDOLM@STER 9th ANNIVERSARY WE ARE M@STERPIECE!! We Have A Dream & カーテンコール
2014年10月の9周年記念ライブ東京会場限定販売。「We Have A Dream」と「カーテンコール」のソロリミックス及びカラオケと「自分REST@RT」のカラオケ、計15曲を収録。
THE IDOLM@STER ORIGINAL CD SET - 1111 BRIGHTS and MAGICS -
2014年12月28日〜30日に開催された、コミックマーケット87のアニプレックスブースで販売されたCD。2枚組。
天海春香の「お願い!シンデレラ」と島村卯月の「M@STERPIECE」、中村繪里子・大橋彩香・福原綾香・原紗友里によるトークを収録。
アニメに関わっているスタッフによる特別座談会、シンデレラプロジェクト14名からのスペシャルメッセージを収録したブックレットが付属。
アニプレックスの公式通信販売サイト「ANIPLEX+」でも、2014年12月30日から2015年1月6日までの期間限定で販売された。コミックマーケットではマフラータオルとセットの特別限定盤も販売されている。
THE IDOLM@STER M@STERS OF IDOL WORLD!!2015 M@STERPIECE & 10th Anniversary Mix
2015年7月の10周年記念会場限定販売CD。2枚組。「M@STERPIECE」のソロリミックス12曲と、10年分の楽曲をノンストップDJMIXに編曲した10th Anniversary Mixを収録。
THE IDOLM@STER PRODUCER MEETING 2017 765PRO ALLSTARS -Fun to the new vision!! 会場オリジナルCD「MiracleResistanceアマテラス」
2017年1月開催の同名のイベントの会場先行発売。「Miracle Night」「僕たちのResistance」「アマテラス」のソロリミックス計12曲を収録。後日通信販売が行われた。
THE IDOLM@STER ニューイヤーライブ!! 初星宴舞
2018年1月開催の同名のイベントの会場先行発売。「SMOKY FRUITS」「インセインゲーム」のソロリミックス及び『THE IDOLM@STER MASTER ARTIST 3』シリーズの連動購入特典として限定配信された「キミ＊チャンネル（M@STER VERSION）」、「99 Nights（M@STER VERSION）」、「静かな夜に願いを…（M@STER VERSION）」、「Good-Byes（M@STER VERSION）」計12曲を収録。後日通信販売が行われた。
THE IDOLM@STER PRODUCER MEETING 2018 What is TOP!!!!!!!!!!!!!?
2018年8月開催の同名のイベントの会場先行発売。「Vertex Meister」「星彩ステッパー」「そしてぼくらは旅に出る」のソロリミックス計12曲を収録。後日通信販売が行われた。

#### ドラマCD
フロンティアワークスからドラマCDがScene.01から06まで全6枚発売された。全巻初回版にはボーナストラックあり。EXTRA STAGEシリーズは初回版にリライタブルカード封入。また、2006年12月より家庭版の新キャラである星井美希を加えたNEW STAGEシリーズが01から03まで全3枚発売された。2008年12月からは、PSP版の新キャラ2人を迎え、ドラマCDシリーズ第3弾「Eternal Prism」が発売。全巻購入特典として、各巻用に書き下ろされたオリジナル新曲を収録したCDのプレゼントキャンペーンが行われた。
THE IDOLM@STER ドラマCD Scene.01
THE IDOLM@STER ドラマCD Scene.02
THE IDOLM@STER ドラマCD Scene.03
THE IDOLM@STER ドラマCD Scene.04
THE IDOLM@STER ドラマCD Scene.05 EXTRA STAGE 1
THE IDOLM@STER ドラマCD Scene.06 EXTRA STAGE 2
ドラマCD Scene.01 - 06についての詳細はTHE IDOLM@STER#ドラマCDを参照。
THE IDOLM@STER DRAMA NEW STAGE 01
2006年12月22日発売。ゲストは豊口めぐみ。
ここからNEW STAGEシリーズはON STAGE編、OFF SHOT編、EXTRA STAGE編の3編から構成される。
THE IDOLM@STER DRAMA NEW STAGE 02
2007年1月25日発売。ゲストは天田真人。
EXTRA STAGE編は「DJCDラジオdeアイマSHOW! Vol.3」に別録。
THE IDOLM@STER DRAMA NEW STAGE 03
2007年2月25日発売。ゲストは川上とも子。
ドラマCD アイドルマスター Eternal Prism 01
2008年12月25日発売。ゲストは久川綾。書き下ろし新曲は「ストレートラブ!」。
ドラマCD アイドルマスター Eternal Prism 02
2009年1月23日発売。書き下ろし新曲は「白い犬」「黒い犬」の2曲。また、黒井社長が初めて登場する。
ドラマCD アイドルマスター Eternal Prism 03
2009年2月25日発売。書き下ろし新曲は「Melted Snow」。

#### アニメ関連
THE IDOLM@STER No Make!
2012年6月に行われた7周年記念ライブの会場限定販売。2枚組。後にアニメイトでも初回生産限定で販売された。
アニメの放映期間中、TVでの放映と同日に3つのモバイルサイトでそれぞれ配信された、アニメ本編のサイドストーリーにあたるオーディオドラマ全75編を収録。

ぷちます! かんしゃさい 〜すぺしゃるCD〜
2014年4月18日発売。
2013年5月に行われたイベント「ぷちます!感謝祭」の模様を収録したCD。2枚組。

#### ラジオ関連
それぞれの詳細についてはリンク先の項目を参照。
- THE IDOLM@STER RADIO
  - THE IDOLM@STER RADIO 〜歌姫楽園〜
  - THE IDOLM@STER RADIO TOP×TOP!
  - THE IDOLM@STER RADIO スタジオコースト出蝶版!
  - THE IDOLM@STER RADIO VOCAL MASTER
  - THE IDOLM@STER RADIO COLORFUL MEMORIES
  - THE IDOLM@STER RADIO 歌道場
  - THE IDOLM@STER RADIO LONG TIME
- ラジオdeアイマSHOW!
  - SHINING STAR★彡< コミックマーケット70限定版>
  - DJCD ラジオdeアイマSHOW! vol.1 - 5、SP、4.5
  - ラジオdeアイマSHOW! プレミアムCD
  - ラジオdeアイマSHOW! 出張版 〜コミックマーケット71であなたとEngage!〜
- アイドルマスター Radio For You!
  - DJCD アイドルマスター Radio For You! Vol.0 - Vol.2
  - DJCD SP アイドルマスター Radio For You! 結納〜you-i know〜
  - DJCD EXTRA アイドルマスター Radio For You! KOTORIMIX
  - DJCD SP アイドルマスター Radio For You! Radio For 結〜you-i 〜
- アイドルマスター P.S.プロデューサー
  - DJCD EXTRA アイドルマスター P.S.プロデューサー PR For You!
  - DJCD アイドルマスター P.S.プロデューサー Vol.1 - 3
- THE IDOLM@STER STATION!!!
  - THE IDOLM@STER STATION!!! FIRST TRAVEL
  - THE IDOLM@STER STATION!!! SECOND TRAVEL 〜Seaside Date〜
  - THE IDOLM@STER STATION!!! THIRD TRAVEL WANTED!!!
  - HEART AND SOUL -THE IDOLM@STER STATION!!!-
  - THE IDOLM@STER STATION!!! Nouvelle Vague
  - THE IDOLM@STER STATION!!! Amazing grace
  - THE IDOLM@STER STATION!!! FAVORITE TALKS
  - THE IDOLM@STER STATION!!! in WonderRadio
  - THE IDOLM@STER STATION!!! Summer Night Party!!!
  - THE IDOLM@STER STATION!!! Long Travel 〜BEST OF THE IDOLM@STER STATION!!!〜
- ラジオdeアイマSTAR☆
  - DJCD ラジオdeアイマSTAR☆ SP01
  - DJCD ラジオdeアイマSTAR☆ Summer Stage 2010
  - DJCD ラジオdeアイマSTAR☆ SP02〜Graduation〜
- ラジオdeアイマCHU!!
  - DJCD ラジオdeアイマCHU!! EXTRA
  - DJCD ラジオdeアイマCHU!! SP01 - SP02
  - DJCD ラジオdeアイマCHU!! スペシャルCD
  - DJCD ラジオdeアイマCHU!! ワールドCHUアー!!
  - DJCD ラジオdeアイマCHU!! ますたーぴーCHU!!
- アイマスタジオ
  - ラジオCD「iM@STUDIO」Vol.1 - 19
  - アエイウエオア!
- THE IDOLM@STER STATION!!+
  - THE IDOLM@STER STATION!!+ WINTER MEMORIES
  - THE IDOLM@STER STATION!!+ Monday Night Fever☆

### DVD / Blu-ray
発売元、販売元は特に記載がない限り日本コロムビア。
THE IDOLM@STER Lovable Days
2006年3月10日発売のDVD。発売元はエンターブレイン。アーケード版のエンディング映像などを収録。
THE IDOLM@STER MASTER MOVIE
2006年9月27日発売のDVD。2006年7月23日に行われたイベント「THE IDOLM@STER 1st ANNIVERSARY LIVE」の模様を収録。
THE IDOLM@STER 4th ANNIVERSARY PARTY SPECIAL DREAM TOUR'S!!
2009年9月26日発売のDVD/ブルーレイディスク。2009年5月に行われたイベント「THE IDOLM@STER 4th ANNIVERSARY PARTY SPECIAL DREAM TOUR'S!!」の模様を収録。
THE IDOLM@STER 5th ANNIVERSARY The world is all one !! DVD/Blu-ray BOX
2011年3月16日発売のDVD/ブルーレイディスク。2010年7月に行われたイベント「THE IDOLM@STER 5th ANNIVERSARY The world is all one !!」の模様を収録。また、Blu-ray BOXには特典として2011年1月に行われたイベント「THE IDOLM@STER 2 765pro H@PPINESS NEW YE@R P@RTY !! 2011」のダイジェスト映像を収録したDVDが付属。なお、2010年10月21日頃、一部の通販サイトで発売中止と告知されていたが、日本コロムビアから翌日に発売延期が発表された。
THE IDOLM@STER 6th ANNIVERSARY SMILE SUMMER FESTIV@L! DVDダイジェスト版
THE IDOLM@STER 6th ANNIVERSARY SMILE SUMMER FESTIV@L! DVD / Blu-ray BOX
2011年12月14日発売のDVD/ブルーレイディスク。2011年6月 - 7月にかけて行われたイベント「THE IDOLM@STER 6th ANNIVERSARY SMILE SUMMER FESTIV@L!」の模様を収録。BOX版には音声特典として出演者8名によるオーディオコメンタリーが収録されている。
THE IDOLM@STER 7th ANNIVERSARY 765PRO ALLSTARS みんなといっしょに! DVD / Blu-ray BOX
2012年11月28日発売のDVD/ブルーレイディスク。2012年6月に行われたイベント「THE IDOLM@STER 7th ANNIVERSARY 765PRO ALLSTARS みんなといっしょに!」の模様を収録。音声特典として出演者13名によるオーディオコメンタリーが収録されている。
オリコン週間BDランキングにて、最高1位を獲得した。
THE IDOLM@STER MUSIC FESTIV@L OF WINTER!! DVD / Blu-ray / Blu-ray BOX
2013年7月3日発売のDVD/ブルーレイディスク。2013年2月に行われたイベント「THE IDOLM@STER MUSIC FESTIV@L OF WINTER!!」の模様を収録。昼公演（day-time）・夜公演（night-time）をそれぞれ収録したDVD/BD単品と、セットになった特典付きBlu-ray BOXがある。全商品に、出演者9名のオーディオコメンタリー収録。
Blu-ray BOX の特典として、夜公演のうち6曲を複数のアングルで試聴できるマルチアングル機能付きBlu-ray DISCが封入。
THE IDOLM@STER 8th ANNIVERSARY HOP!STEP!!FESTIV@L!!! DVD / Blu-ray / Blu-ray BOX
2014年2月19日発売のDVD/ブルーレイディスク。2013年に行われたイベント「THE IDOLM@STER 8th ANNIVERSARY HOP!STEP!!FESTIV@L!!!」の模様を収録。DVD/BD単品は横浜公演収録の@YOKOHAMA0804、幕張公演（2日目）収録の@MAKUHARI0922の2種類。そして、名古屋・大阪（2回）・福岡・幕張（1日目）の5公演から厳選映像を収録した“Summer Memories”を加えたBlu-ray BOXがある。
THE IDOLM@STER 9th ANNIVERSARY WE ARE M@STERPIECE!! Blu-ray Day-1 / Day-2 / PERFECT BOX
2015年5月13日発売のブルーレイディスク。発売元はバンダイナムコエンターテインメント、販売元はランティス。2014年10月に行われたイベント「THE IDOLM@STER 9th ANNIVERSARY WE ARE M@STERPIECE!!」の東京公演の模様を収録。単品は10月4日東京公演収録のDay-1と10月5日東京公演収録のDay-2の2種類で各2枚組。そして、両公演に特典映像BDとして、東京公演で披露していない地方公演映像27曲に加え、メイキング、ライブで上映したキャストトーク映像を同梱した"PERFECT BOX"がある。
THE IDOLM@STER PRODUCER MEETING 2017 765PRO ALLSTARS -Fun to the new vision!!- Event Blu-ray Day-1 / Day-2 / PERFECT BOX
2017年11月22日発売のブルーレイディスク。発売元はランティス、販売元はバンダイビジュアル。2016年1月に行われたイベント「THE IDOLM@STER PRODUCER MEETING 2017 765PRO ALLSTARS -Fun to the new vision!!-」の模様を収録。単品は28日公演収録のDay-1と29日公演収録のDay-2の2種類で各2枚組。そして、両公演に特典映像BDとして、765プロのキャスト12名が全員出演する初のバラエティ映像『765PRO ALLSTAR みんな一緒に打ち上げ旅行! in GUNMA』を同梱した"PERFECT BOX"がある。
THE IDOLM@STER ニューイヤーライブ!! 初星宴舞 LIVE Blu-ray 一日目 / 二日目 / 絢爛装丁版
2019年1月30日発売のブルーレイディスク。発売元はバンダイナムコエンターテインメント、販売元はバンダイナムコアーツ。2019年1月に行われたライブイベント「THE IDOLM@STER ニューイヤーライブ!! 初星宴舞」の模様を収録。単品は6日公演収録の一日目と7日公演収録の二日目の2種類で各2枚組。そして、両公演に特典映像BDとイベントで初披露された「THE IDOLM@STER 初星-mix ロングイントロver.」を収録したCDを同梱した"絢爛装丁版"がある。
THE IDOLM@STER PRODUCER MEETING 2018 What is TOP!!!!!!!!!!!!!!? EVENT Blu-ray DAY-1 / DAY-2 / PERFECT BOX
2019年7月31日発売のブルーレイディスク。発売元はバンダイナムコエンターテインメント、販売元はバンダイナムコアーツ。2018年8月に行われたイベント「THE IDOLM@STER PRODUCER MEETING 2018 What is TOP!!!!!!!!!!!!!!?」の模様を収録。単品は4日公演収録のDay-1と5日公演収録のDay-2の2種類で各2枚組。そして、両公演に特典映像BD同梱した"PERFECT BOX"がある。

### 765所属アイドルバースデーシリーズ
公式サイトにおいて、アイドル候補生達の誕生日記念グッズとして期間限定で受付が行われたアイテム。
765所属アイドルバースデーシリーズ vol.1 萩原雪歩
ポストカード3点セット。2005年12月24日 - 2006年1月1日の限定発売。
765所属アイドルバースデーシリーズ vol.2 如月千早
カバーソング・マキシシングルCD「Gratitude 〜グラッティテュード・感謝〜」。如月千早のカバー3曲+音無小鳥とのドラマCD。収録曲は杏里の『オリビアを聴きながら』、笠原弘子の『空へ…』、平原綾香の『Jupiter』の3曲。当初は765枚限定発売とされていたが、最終的に2006年3月10日12時から3月13日16時30分の76.5時間限定での受付となった。2007年9月に古原奈々の『ふたりのもじぴったん』を追加したバージョンがアニメイトで一般販売された。
765所属アイドルバースデーシリーズ vol.3 高槻やよい
手作りのカエルのポシェット+オリジナル缶バッジ5個セット。
765所属アイドルバースデーシリーズ vol.4 天海春香
オリジナルケーキ皿・ティーカップ・ソーサーと、高槻やよいとのドラマCD「アン・ハッピーバースデー?」のセット。
765所属アイドルバースデーシリーズ vol.5 水瀬伊織
伊織愛用のウサちゃん人形。
765所属アイドルバースデーシリーズ vol.6 双海亜美・真美
オリジナルハンドウォッチと、2枚組（亜美編と真美編）のドラマCD「Ami&Mami's Super Birthday!」のセット。なおドラマCDではプロデューサー（泰勇気）と萩原雪歩が出演。
765所属アイドルバースデーシリーズ vol.7 秋月律子
律子の眼鏡と、如月千早・菊地真とのドラマCD「Sound of Raindrops」のセット。
765所属アイドルバースデーシリーズ vol.8 三浦あずさ
三浦あずさ「運命の瞬間（とき）」フィギュア（製作：グッドスマイルカンパニー）
765所属アイドルバースデーシリーズ vol.9 菊地真
菊地真一レーシンググッズ（キャップ+Tシャツ）とスペシャルドラマCD「晴れ時々曇り後台風、後晴れ」のセット。
CDでの共演者は天海春香・如月千早・音無小鳥・菊地真一（声：星野充昭）。
765所属アイドルバースデーシリーズ vol.10 星井美希
『アイドルマスター Live for You!』限定版と星井美希リミテッドドール（製作：メガハウス）のセット。

### 書籍
週刊アイドルマスター Vol.1〜Vol.4（全4巻）
ソフトバンククリエイティブ発行のキャラクターファンブック。タイトル通り、2007年1月26日から2月17日までの4週に亘り、連続で発行された他、Amazon.com等の通信販売では4冊セットでの販売も行われた。
Vol.1で天海春香、萩原雪歩、秋月律子、Vol.2で如月千早、双海亜美・真美、三浦あずさ、Vol.3で高槻やよい、水瀬伊織、菊地真、Vol.4で星井美希を取り上げている。
ゲーマガ誌の別冊としての「週刊シリーズ」のひとつとして制作された。

### 漫画
コミックオリジナルのキャラクターが登場し、コミックオリジナルのストーリーとなっているケースが多い。
アイドルマスター

アイドルマスター relations
アイドルマスター -Your Mess@ge-

ぷちます! -PETIT IDOLM@STER-

『電撃マ王』誌上連載（2008年7月 - ） 原作：バンダイナムコゲームス、作画：明音
アイドルマスターからのスピンオフ作品。「ぷちどる」という、アイドル達にそっくりな姿をした謎の生き物と765プロのアイドル達の日常風景がゆる〜いノリで描かれる4コマ漫画。なお、作画担当の明音は、#漫画のジャケットイラストも担当している。ぷちどる達の初出は明音が個人サイトで不定期に連載している4コマ漫画で、明音の二次創作だった。『電撃PlayStation』にも出張版と称して毎月1話だけ連載されている。
アイドルマスターブレイク!

アイドルマスター SplashRed for ディアリースターズ
アイドルマスター InnocentBlue for ディアリースターズ
アイドルマスター NeueGreen for ディアリースターズ

アイドルマスター2 眠り姫
アイドルマスター2 Colorful Days
アイドルマスター2 The world is all one !!

Jupiter 〜THE IDOLM@STER〜
『花とゆめ』2012年18号から連載が開始されたジュピターを主役にした漫画。作画はミユキ蜜蜂。
1. 2013年3月25日発売 ISBN 978-4-592-19610-5

D@YS OF Jupiter 〜THE IDOLM@STER〜
『花とゆめonline』で2012年8月24日から連載が開始された、同じくジュピターが主役の漫画。作画は麻菜摘。
1. 2013年3月25日発売 ISBN 978-4-592-19766-9

ジュピターさん 〜THE IDOLM@STER〜
『ザ花とゆめ』2012年11月1日号から連載が開始されたジュピターが主役の4コマ漫画。作画はぷろとん。
掲載4コマは『アイドルマスターシリーズぷろとん4コマ集2005-2015 』（Kindleのみ）に収録されている。
THE IDOLM@STER
朝焼けは黄金色 THE IDOLM@STER

765プロの台所
アイドルマスター公式Twitterにて連載。作画はくまみね。

### 携帯サイト
アイドルマスターモバイル
2009年に、各キャリア向けに公開された。略称は『アイモバ』。アーケード版の連携が主体だった従来の携帯サイトから大幅にリニューアルされ、アイドルマスター関係の携帯電話向けコンテンツを配信するようになった（アーケード版との連携はアーケード連動コーナーに移動、現在は閉鎖）。また、過去には『DS』とのQRコード読み込み機能を使った連携も行われていた（ニンテンドーDSi・DSi LL・ニンテンドー3DS専用）。なお、2010年7月4日の『2』発表に合わせ、ロゴデザインがリニューアルされている。
docomoは7月23日、SoftBankには8月12日、auは8月13日にそれぞれ公開されている。
独自の企画として、アイドル達の書き下ろしイラスト壁紙の配布や、アイドル達がある特定のシチュエーションになりきるもの（雪歩が女王様キャラ、真が王子様キャラ、やよいの姉キャラといったものから、貴音が保育園の先生、春香が3歳児といったキャラクターになるものもある）、童話の登場人物になるもの、公募による着ボイス配信などが行われている。
2010年12月21日の2度目のリニューアルから、キャラクターのプロフィールが『2』仕様に更新され、『無印』『SP』『DS』時点のプロフィールは以前の年齢のページ（春香の場合、「天海春香（Age.16）」と表記される）に移動した。
かつては担当アイドルを設定し、サイトの利用状況に応じて親密度が変動する（挨拶ボイスや表情が変化する）要素があったが、現在は後述するエリアゲームのプレイ状況で親密度が変動するようになっている。
エリアゲーム
2010年12月21日の2度目のリニューアルからプレイ可能になったゲーム。
このゲームでは、『2』本編では非プレイヤーキャラクターとなった「竜宮小町」のメンバーと律子もプレイヤーキャラクターとして選択することが可能である。携帯電話の位置情報を利用して実際にプレイヤーがその場所に行き、ファンと制覇したエリア（全505エリア）を増やしていくことが目的である。
ゲームのプレイ状況に応じて担当するアイドルとの親密度が変動し、挨拶ボイスが変化する。親密度は表示されているアイドルのグラフィックで確認出来る（数値の確認は出来ない）。親密度が0になると、アイドルが引退してゲームオーバーになる。また、担当アイドルは毎月5・6・7日の3日間に限り変更が可能。エリアゲームでのみ取得出来る着信ボイスや特定の場所で取得出来る待ち受け（イラスト：伊能津）も存在する他、ライブイベントの行われる都市で、ライブ時に、特定のアイドルをプロデュースしている場合に限り入手出来る着信ボイスが配信されたこともある。
2011年には2月の千早の誕生日を記念して今井麻美が「★アサミンゴス★P」、5月には初のライブツアー参加となる浅倉杏美が「あずみんP」としてそれぞれエリアゲームに登場するというイベントが行われた。
2011年9月にバンダイナムコゲームスが運営するID制サービス「バンダイナムコID」を導入し、プレイにはIDが必須となった。ただし、キャリアを乗り換えてもIDが同じであればプレイ状況のデータを引き継ぐことが出来るようになっている。
1 minute show（ワンミニッツショー）
携帯サイトでのみ配信されている着ボイス形式のウェブラジオ。アイドル達が配信しているという体裁を取っていて、当番のアイドルが1人で自由なトークを繰り広げるのが特徴。携帯電話の制約上、ラジオとして確保された時間は1分間のみのため、最後は時間がなくなってしまうこともしばしば。不定期更新だが、アイドルの誕生日には誕生日を迎えたアイドルが必ず登場するようになっている。2011年12月7日の配信で最終回を迎えている。

### アプリ
アイドルマスターモバイルi
2012年3月に発表された、iPhone版エリアゲーム。略称は『アイモバi』。アイドルマスターモバイルのエリアゲーム（以下フィーチャーフォン版）と同等の機能をアプリとして移植し、端末のカメラを利用してアイドルを写した合成写真を撮影出来る機能、twitterの閲覧・投稿が出来るクライアント機能、担当アイドルが時間を教えてくれたりアイドルにタッチ出来るなどの新機能が搭載されている。フィーチャーフォン版にある特定エリアのみの待ち受けや着ボイスが取得出来る機能は搭載されていない。また、フィーチャーフォン版からiPhone版へは片方向のみデータを引き継ぐことが出来る（iPhone版からフィーチャーフォン版にはデータを戻せない）。2016年1月18日正午にサービス終了し、スタート画面及びアプリケーションインストール直後の案内を除いて全機能を利用出来なくなり、2017年秋に64bitOSであるiOS 11インストール端末ではAppleによる32bitAPP動作制限（下位互換性切捨て）により完全に起動しなくなった。最終日時点の1〜1000位までの各集計別ランキング結果掲載サイトは同年3月末日まで公開され、同ゲームの最終目的とされた全国505エリア制覇達成者は283名（内、実際に現地に赴きGPS情報を取得しゲームプレイした505エリア制覇者は53名）、全505エリア達成及び全アイドルのファン人数を1000万人突破させた真・アイドルマスターは188名と発表された。サービス終了日時の案内は2カ月前に発表されていた。
THE IDOLM@STER SHINY FESTA

アイマスチャンネル
2013年10月2日から無料で配信されているPlayStation 3用ホームアプリ。キャッチコピーは「いろんなアイマス いつもここから」。
様々なアイマスコンテンツを遊ぶための入り口となるホームアプリであり、トップ画面から項目を選択する事でディスク交換の手間をかけずに、複数のコンテンツを遊ぶ事が可能となっている。ゲームコンテンツの他、アイマスの最新情報が配信される「ニュース」や、ログインボーナスなどで手に入った画像を閲覧できる「ギャラリー」がある。
以下はアプリ上でプレイ出来るゲーム。
- THE IDOLM@STER SHINY TV
- アイドルマスター グラビアフォーユー!
- アイドルマスター ワンフォーオール

### ボイノベ
ボイノベはバンダイナムコゲームスによる電子書籍サービスの名称。詳細は当該項目を参照。
無尽合体キサラギ
原作：バンダイナムコゲームス / 構成・監修：髙橋龍也 / 作：兵頭一歩 / 協力：水無月徹 / イラスト：上田夢人
アニメ版のスピンオフ作品。アニメ15話において765プロのアイドル達が出演した劇中映画『無尽合体キサラギ』の前史にあたるTVシリーズのノベライズ版という設定。

### トレーディングカードゲーム
ブシロードから発売されているトレーディングカードゲームヴァイスシュヴァルツのシュヴァルツサイド参加作品として登場。商品は以下の通り。
トライアルデッキ THE IDOLM@STER
2009年7月25日発売。いわゆるスターターパックで、構築済みデッキのカード50枚の他、ルールシート、プレイブック、デッキ解説書、プレイマットがセットになっている。
ブースターパック THE IDOLM@STER
2009年8月22日発売。1パック8枚入り。
エクストラパック THE IDOLM@STER Dearly Stars
2010年1月9日発売。1パック6枚入り。限定初回生産のみで入手が困難になっていたが、2012年に発売されたTVアニメ版のブースターパックに再録されている。
また、それ以外にも2009年発売のアイマス関連商品の販促として、限定カード（プロモーションカードと呼称）が付属していることもある。
トライアルデッキ THE IDOLM@STER 2
2011年5月21日発売。いわゆるスターターパックで、構築済みデッキのカード50枚の他、ルールシート、プレイブック、デッキ解説書、プレイマットがセットになっている。
ブースターパック THE IDOLM@STER 2
2011年8月27日発売。1パック8枚入り。
トライアルデッキ アニメ「アイドルマスター」
2012年7月14日発売。トライアルデッキ「THE IDOLM@STER 2」と同様の構成。
ブースターパック アニメ「アイドルマスター」
2012年8月4日発売。1パック8枚入り。アニメの他、限定販売されたエクストラパック「THE IDOLM@STER Dearly Stars」のカードが再録されている。

### イベント
アイドルマスターミニライブ
2004年1月17日開催。サンシャインシティコンベンションセンター東京で行われたアニメエキスポ東京2日目のイベントとして、今井麻美・中村繪里子の出演していたインターネットTV番組「アギュー」公開録画と同時開催。出演は中村繪里子、今井麻美。司会はおたっきぃ佐々木。なお、公開録画では下田麻美も出演し、当時開発中であったアイドルマスターのゲーム紹介とプロモーションビデオの上映を行った。
アイドルマスター6/9（きゅうぶんのろく）
2005年2月19日開催。幕張メッセで行われたAOU2005アミューズメントエキスポ内のイベントとして、ナムコブースで行われた。参加声優は中村繪里子、落合祐里香、下田麻美、たかはし智秋、仁後真耶子、若林直美の6名で、イベントタイトルはそこから取られている。
アイドルマスターシークレットライブ
2006年1月21日開催。MASTERPIECEシリーズ発売記念として、購入すると付いてくる応募券で応募した者から抽選で入場者が決められた。会場は赤羽会館。通称「赤羽ライブ」。参加声優は中村繪里子、今井麻美、たかはし智秋、落合祐里香、平田宏美、若林直美、仁後真耶子、下田麻美。
THE IDOLM@STER 1st ANNIVERSARY LIVE
2006年7月23日開催。THE IDOLM@STERリリース1周年記念として、新木場STUDIO COASTで行われた。参加声優は中村繪里子、落合祐里香、若林直美、たかはし智秋、今井麻美、平田宏美、釘宮理恵、仁後真耶子、下田麻美、滝田樹里の10名で、アイドル候補生の声優が全員登場した初イベントとなった。
また、この時同時にTHE IDOLM@STER RADIOの公開録音も行われている。
スクープ連発! Xbox 360版アイドルマスターの秘密に迫る! 暴かれた超人気アイドルの秘められた過去と湯けむりの向こう側に幻のしいたけ料理を見た!
2006年9月23日、及び9月24日開催。幕張メッセで行われた東京ゲームショウ2006内のイベントとして、バンダイナムコゲームスブースで行われた。Xbox 360版THE IDOLM@STERの紹介が中心。参加声優は中村繪里子、今井麻美、長谷川明子。
THE IDOLM@STER MASTERWORK 第0弾 私はアイドル♥発売記念 Xm@sイベント
2006年12月20日開催。秋葉原石丸電気ソフトワンにて、MASTERWORK00の発売記念イベントとして行われた。参加声優は中村繪里子、今井麻美、長谷川明子。
THE IDOLM@STER ALL STAR LIVE 2007
2007年4月1日開催。お台場Zepp TOKYOにて行われた。参加声優は中村繪里子、落合祐里香、若林直美、たかはし智秋、今井麻美、平田宏美、釘宮理恵、仁後真耶子、下田麻美、長谷川明子、滝田樹里。
Go to the NEXTSTAGE!! THE IDOLM@STER GREAT PARTY
- @TOKYO 2007年10月28日（東京 渋谷O-EAST）。参加声優は中村繪里子、今井麻美、下田麻美、仁後真耶子、平田宏美、若林直美、滝田樹里。
- @OSAKA 2007年11月3日（大阪心斎橋BIG CAT）。参加声優は中村繪里子、今井麻美、下田麻美、仁後真耶子、長谷川明子、たかはし智秋、滝田樹里。
- @TOKYO+（プラス） 2007年11月4日（東京 渋谷O-EAST）。参加声優は中村繪里子、滝田樹里、今井麻美、仁後真耶子、下田麻美、若林直美、平田宏美、長谷川明子、および特別参加のたかはし智秋。

Go to the NEW STAGE! THE IDOLM@STER 3rd ANNIVERSARY LIVE
2008年7月27日、パシフィコ横浜国立大ホールにて開催。参加声優は中村繪里子、若林直美、たかはし智秋、今井麻美、平田宏美、釘宮理恵、仁後真耶子、下田麻美、長谷川明子、滝田樹里の他、新キャラクターの声優となった沼倉愛美、原由実。声の出演に徳丸完、細井治。映像出演に落合祐里香。特別ゲストとして串田アキラが「おはよう!!朝ご飯（REM@STER-A） featuring YAKINIKUMAN!」に参加した。
PSP版新作ゲームTHE IDOLM@STER SPに765プロのライバルとして、黒井社長率いる961プロダクション、新キャラクターの我那覇響、四条貴音に加え、移籍をした星井美希の3名がゲストキャラクターとして参加することが発表された。また、ライブではその3名、プロジェクトフェアリーによる新曲「オーバーマスター」が披露された。
THE IDOLM@STER SP Presents『765プロダクション新曲発表会 in TGS 2008.10.11』
2008年10月11日、幕張メッセで開催された東京ゲームショウ2008のイベントステージにて行なわれた。THE IDOLM@STER SPのパーフェクトサン、ワンダリングスター、ミッシングムーン各ソフトに登場する765プロダクション所属アイドルの担当声優として、中村繪里子、下田麻美、今井麻美が出演し、新曲「Colorful Days」を披露した。また、シークレットゲストとして961プロダクション所属アイドルの担当声優、長谷川明子、沼倉愛美、原由実が出演し、新曲「オーバーマスター」を披露した。
THE IDOLM@STER 4th ANNIVERSARY PARTY SPECIAL DREAM TOUR'S!!
アイドルマスターのイベントとしては初となる4都市開催となったライブツアー。
- 名古屋公演 2009年5月17日 （名古屋CLUB DIAMOND HALL）。参加声優は中村繪里子、今井麻美、仁後真耶子、長谷川明子、沼倉愛美、原由実。
- 福岡公演 2009年5月24日 （福岡DRUM LOGOS）。参加声優は落合祐里香、若林直美、下田麻美、長谷川明子、沼倉愛美。
- 東京公演 2009年5月30日 （東京JCBホール）。参加声優は中村繪里子、今井麻美、仁後真耶子、若林直美、たかはし智秋、平田宏美、長谷川明子、沼倉愛美、原由実、滝田樹里、戸松遥、花澤香菜。
  - 東京公演の一部はニコニコ動画にて生配信され、その中でTHE IDOLM@STER Dearly Starsの新キャラクターの担当声優の発表が行われ、戸松遥、花澤香菜が出演、三瓶由布子は映像出演した。

- 大阪公演 2009年7月23日 （大阪なんばhatch）。参加声優は中村繪里子、今井麻美、仁後真耶子、平田宏美、原由実、滝田樹里、沼倉愛美。
  - 大阪公演は当初2009年5月23日に予定されていたが、大阪市を含む関西地域での2009年新型インフルエンザの発生に伴い中止となり、その後7月23日に振替開催することが発表された。

アイドルマスター ディアリースターズ スペシャルステージ
2009年9月26日、幕張メッセで開催された東京ゲームショウ2009のバンダイナムコゲームスブース内ステージにて行なわれた。参加声優は戸松遥、及びサプライズゲストの今井麻美。今井による新曲「またね」と、2人による「GO MY WAY!!」が披露された。
THE IDOLM@STER 2009 H@ppy Christm@s P@rty!!
2009年12月23日、新木場STUDIO COASTで行われた。出演は中村繪里子、長谷川明子、今井麻美、平田宏美、下田麻美、原由実、沼倉愛美、若林直美。
THE IDOLM@STER 876pro Secret V@lentine P@rty!!
2010年2月14日、渋谷のパセラリゾーツ グランデにて行われた。特定の店舗にて『DREAM SYMPHONY』シリーズを購入の上、応募した人の中から抽選で選ばれた人が参加することが出来た。参加声優は戸松遥、花澤香菜、三瓶由布子、及びスペシャルゲストの今井麻美。
THE IDOLM@STER 5th ANNIVERSARY The world is all one !!
2010年7月3日、4日に、幕張メッセで開催。参加声優は中村繒里子、長谷川明子、下田麻美、原由実、沼倉愛美、釘宮理恵、仁後真耶子、平田宏美、滝田樹里、今井麻美、たかはし智秋、若林直美、浅倉杏美（4日のみ）。
この公演で『THE IDOLM@STER 2』の制作発表が行われ、2日目にはこれまで雪歩を演じてきた長谷優里奈が降板し、浅倉杏美が後任を務めることも発表された。
THE IDOLM@STER 2 765プロダクション2010年度 決起集会
2010年9月18日、幕張メッセで開催された東京ゲームショウ2010のバンダイナムコゲームスのブース内ステージにて行なわれた。参加声優は若林直美、下田麻美、浅倉杏美、沼倉愛美、原由実。このイベントで961プロダクションのライバルアイドルユニット「ジュピター」の登場と竜宮小町・律子のプロデュース不可、2011年1月のライブ告知、新曲「The world is all one !!」を歌うユニットを人気投票で決めるという告知が行われた結果、いわゆる「9.18事件」と呼ばれる炎上騒動を引き起こした。
THE IDOLM@STER 2 765pro H@PPINESS NEW YE@R P@RTY !! 2011
2011年1月10日、パシフィコ横浜国立大ホールにて開催。参加声優は中村繪里子、今井麻美、仁後真耶子、平田宏美、下田麻美、長谷川明子、若林直美、原由実、沼倉愛美、浅倉杏美。映像出演でたかはし智秋、釘宮理恵、滝田樹里。
このライブにて、アニメ『THE IDOLM@STER』の制作決定が発表された。また、「The world is all one !!」に収録される「The world is all one !!（765プロみんなで合唱VERSION）」の収録も行われた。
THE IDOLM@STER 6th ANNIVERSARY SMILE SUMMER FESTIV@L!
アイドルマスターとしては2度目となるライブツアー。4周年ライブツアーの行われた会場に加え、新たに札幌でも公演が行われた。会場ごとにリーダーとしてライブの進行役となる声優が設定されているのが演出の特徴。
- 東京公演 2011年6月25日 （東京 TOKYO DOME CITY HALL）参加声優は中村繪里子、長谷川明子、今井麻美、原由実、若林直美、沼倉愛美、仁後真耶子、平田宏美、下田麻美、浅倉杏美。リーダーは中村・長谷川。
- 札幌公演 2011年7月2日（札幌 Zepp Sapporo）参加声優は今井麻美、原由実、中村繪里子、仁後真耶子、平田宏美、若林直美、長谷川明子、沼倉愛美。リーダーは今井・原。
- 名古屋公演 2011年7月9日（名古屋 Zepp Nagoya）参加声優は下田麻美、浅倉杏美、中村繪里子、仁後真耶子、平田宏美、若林直美、長谷川明子、沼倉愛美。リーダーは下田・浅倉。
- 福岡公演 2011年7月16日（福岡 Zepp Fukuoka）参加声優は仁後真耶子、平田宏美、中村繪里子、今井麻美、下田麻美、長谷川明子、原由実、浅倉杏美。リーダーは仁後・平田。
- 大阪公演 2011年7月23日（大阪 Zepp Osaka）参加声優は若林直美、沼倉愛美、中村繪里子、今井麻美、下田麻美、長谷川明子、原由実、浅倉杏美。リーダーは若林・沼倉。

東京ゲームショウ2011内イベントステージ
幕張メッセで開催された東京ゲームショウ2011にて、ビジネスデイを含む3日間に渡ってイベントステージが行われた。PS3版『THE IDOLM@STER 2』の紹介が中心。
THE IDOLM@STER TGS SPECIAL EVENT 01 PS3版アイドルマスター2の魅力を全部紹介しちゃいまSHOW!
2011年9月16日（ビジネスデイ）、バンダイナムコゲームスブース内ステージにて行われた。参加声優は長谷川明子、浅倉杏美、沼倉愛美。
THE IDOLM@STER TGS SPECIAL EVENT 02 アニメもゲームもグラビアも!全部まとめてアイドルマスター!!
2011年9月17日、イベントステージにて行われた。参加声優は中村繪里子、長谷川明子、仁後真耶子、平田宏美、浅倉杏美、原由実。
THE IDOLM@STER TGS SPECIAL EVENT 03 アイドル×アイドル!!
2011年9月18日、バンダイナムコゲームスブース内ステージにて行われた。参加声優は若林直美、今井麻美、下田麻美。
THE IDOLM@STER WINTER C@RNIVAL!
2012年1月15日、Shibuya O-EASTにて昼の部である「Daytime C@RNIVAL!」と夜の部である「Night C@RNIVAL!」の二本立で開催された。
- Daytime C@RNIVAL 参加声優は中村繪里子、長谷川明子、下田麻美、浅倉杏美、仁後真耶子、沼倉愛美。
- Night C@RNIVAL 参加声優は中村繪里子、長谷川明子、下田麻美、浅倉杏美、仁後真耶子、原由実。

THE IDOLM@STER 7th ANNIVERSARY 765PRO ALLSTARS みんなといっしょに!
2012年6月23日・24日、横浜アリーナにて開催された。参加声優は中村繪里子・今井麻美・仁後真耶子・浅倉杏美・平田宏美・若林直美・下田麻美・釘宮理恵・たかはし智秋・長谷川明子・原由実・沼倉愛美・滝田樹里・赤羽根健治（場内アナウンス）。アイドル役の声優が2年ぶりに全員参加するイベントとなった。また、全国50ヶ所の映画館でライブビューイングイベントを開催する初の試みも行われ、ライブツアーの形式は取らなかったものの全国でライブの鑑賞が可能となっていた。
東京ゲームショウ2012内イベントステージ
幕張メッセで開催された東京ゲームショウ2012にて、2日間に渡ってイベントステージが行われた。THE IDOLM@STER SHINY FESTAの紹介が中心。
THE IDOLM@STER SHINY FESTA前夜祭 in TGS2012 〜新曲たっぷり聴かせちゃいますスペシャル♪〜
2012年9月22日、イベントステージにて行われた。参加声優は中村繪里子、若林直美、仁後真耶子、下田麻美、長谷川明子、浅倉杏美。
THE IDOLM@STER 生っすか!?サンデー出張版 in TGS2012 〜〜見逃し厳禁!驚きの新情報続々スペシャル!!〜〜
2012年9月23日、バンダイナムコゲームスブース内ステージにて行われた。参加声優は今井麻美、沼倉愛美、原由実。このステージにて、『ぷちます! -PETIT IDOLM@STER-』のプチアニメ化が発表された。
THE IDOLM@STER MUSIC FESTIV@L OF WINTER!!
2013年2月10日、昼夜2部構成で幕張メッセにおいて開催。7周年ライブ同様のライブビューイングが全国で行われた他、2011年に放送されたアニメ『THE IDOLM@STER』の劇場版の制作が発表された。出演声優は中村繪里子・仁後真耶子・浅倉杏美・若林直美・下田麻美・長谷川明子・原由実・沼倉愛美・滝田樹里。
アイドルマスターのライブとしては初めて、カラオケではなく生バンド演奏で行われた。
THE IDOLM@STER 8th ANNIVERSARY HOP!STEP!!FESTIV@L!!!
アイドルマスターとしては3度目のライブツアー。6thからは札幌・東京が抜け、横浜・幕張が加わった。各会場で、『シンデレラガールズ』および『ミリオンライブ!』からゲストが参加。
各会場毎に持ち回りでリーダーユニットを担当し、リーダーユニットが歌う曲はリクエストで決定された。
- 名古屋公演 2013年7月7日開催（名古屋 Zepp Nagoya）。参加声優は中村繪里子、今井麻美、長谷川明子、下田麻美、沼倉愛美、滝田樹里。リーダーは中村・今井。ゲストは山本希望、佳村はるか、大橋彩香。
- 大阪公演 2013年7月20・21日の二回公演（大阪 オリックス劇場）参加声優は仁後真耶子、滝田樹里、中村繪里子、浅倉杏美、下田麻美、若林直美。リーダーは仁後・滝田。ゲストは五十嵐裕美、松嵜麗（以上20・21両日）、高森奈津美（20日のみ）、原紗友里（21日のみ）。
- 横浜公演 2013年8月4日開催（神奈川 パシフィコ横浜・国立大ホール）参加声優は長谷川明子、浅倉杏美、中村繪里子、今井麻美、仁後真耶子、原由実、沼倉愛美、若林直美、赤羽根健治。リーダーは長谷川・浅倉。ゲストは伊藤美来、田所あずさ、山崎はるか。ライブビューイングが全国で行われた。この会場で劇場版のライブシーンで使用された観客の音声が収録されており、スタッフロールにオーディエンス協力者として「THE IDOLM@STER 8th ANNIVERSARY HOP!STEP!!FESTIV@L!!! 2013 パシフィコ横浜のプロデューサーの皆様」名義でクレジットされている。
- 福岡公演 2013年9月15日開催（福岡 Zepp Fukuoka）。参加声優は釘宮理恵、原由実、長谷川明子、今井麻美、沼倉愛美。リーダーは釘宮・原。ゲストは麻倉もも、夏川椎菜。
- 幕張公演 2013年9月21・22日開催 （千葉 幕張イベントホール（東京ゲームショウ2013内））。参加声優は若林直美、下田麻美、沼倉愛美、中村繪里子、長谷川明子、今井麻美、仁後真耶子、釘宮理恵、原由実。リーダーは若林・下田・沼倉。ゲストは福原綾香、大橋彩香、田所あずさ、山崎はるか。22日のみライブビューイングが全国で行われた。このライブにて、アニメ『ぷちます!!』2期製作とPS3用ホームアプリ「アイマスチャンネル」の発表が行われた。

劇場版アイドルマスター シークレットイベント
2013年11月2日に赤羽会館にて開催。参加声優は、中村繪里子、長谷川明子、今井麻美、釘宮理恵、仁後真耶子、下田麻美。
THE IDOLM@STER 9th ANNIVERSARY WE ARE M@STERPIECE!!
アイドルマスターとしては4度目のライブツアー。大阪・名古屋・東京で各2日ずつ公演を行う。
- 大阪公演 2014年8月2・3日開催（大阪 大阪国際見本市会場（インテックス大阪））。参加声優は今井麻美、釘宮理恵、滝田樹里、下田麻美、浅倉杏美、沼倉愛美。映像出演に長谷川明子、仁後真耶子、平田宏美、たかはし智秋、若林直美（中盤のトークパート）、中村繪里子、原由実（アンコールパート、2日目のみ）。
- 名古屋公演 2014年8月16・17日開催（名古屋 名古屋市総合体育館（日本ガイシホール））。参加声優は中村繪里子、今井麻美、平田宏美、滝田樹里、下田麻美、原由実。映像出演に長谷川明子、仁後真耶子、たかはし智秋、若林直美（中盤のトークパート）、浅倉杏美、沼倉愛美（アンコールパート）、釘宮理恵（一本締めパート）。
- 東京公演 2014年10月4・5日開催（東京 東京体育館）。参加声優は中村繪里子、今井麻美、釘宮理恵、平田宏美、下田麻美、浅倉杏美、原由実、沼倉愛美。スペシャルゲストとして、滝田樹里（4日のみ）と茅原実里（玲音役、5日のみ）。映像出演に長谷川明子、仁後真耶子、たかはし智秋、若林直美（アンコールパート）。

アイドルマスター ワンフォーオール 「765プロ、学祭クイーンへの道スペシャル!!」
2014年9月20日、幕張メッセで開催された東京ゲームショウ2014内で行われたイベントステージ。アイドルマスター ワンフォーオールの紹介がメイン。
参加声優は浅倉杏美、沼倉愛美、原由実、『ミリオンライブ!』から木戸衣吹、渡部優衣。
THE IDOLM@STER MOVIE 輝きの向こう側へ!打ち上げパーティー
2015年2月15日にZeppTokyoにて開催。
参加声優は中村繪里子、今井麻美、浅倉杏美、平田宏美、釘宮理恵、原由実、沼倉愛美、滝田樹里、赤羽根健治、『ミリオンライブ!』から木戸衣吹、大関英里、渡部優衣、伊藤美来、雨宮天、夏川椎菜、麻倉もも。10周年西武ドームライブとプロデューサーミーティングが発表された。
THE IDOLM@STER PRODUCER MEETING 2017 765PRO ALLSTARS -Fun to the new vision!!-
2017年1月28日、29日に東京体育館にて開催。
参加声優は中村繪里子、今井麻美、仁後真耶子、浅倉杏美、平田宏美、若林直美、下田麻美、釘宮理恵、たかはし智秋、長谷川明子、原由実、沼倉愛美。スペシャルゲストとして赤羽根健治（両日）、三瓶由布子（28日のみ）、茅原実里（29日のみ）。
THE IDOLM@STER ニューイヤーライブ!! 初星宴舞
2018年1月6日、7日に幕張メッセイベントホールで開催。
参加声優は中村繪里子、今井麻美、仁後真耶子、平田宏美、若林直美、下田麻美、釘宮理恵、たかはし智秋、長谷川明子、原由実、沼倉愛美。
THE IDOLM@STER MR ST@GE!! MUSIC♪GROOVE☆
2018年4月30日から5月27日の期間にDMM VR THEATERで開催。
声優によるライブイベントではなく、ホログラフィックによってステージへ立ったアイドル達が中心となっている。
公演によって主演となるアイドルが異なっている。
2018年9月15日から10月8日までの期間に2nd SEASONが開催された。
2020年2月22日から2月24日までの期間にENCOREが開催された。
THE IDOLM@STER PRODUCER MEETING 2018 What is TOP!!!!!!!!!!!!!?
2018年8月4日、5日に幕張メッセイベントホールで開催。
参加声優は中村繪里子、今井麻美、仁後真耶子、浅倉杏美、平田宏美、若林直美、下田麻美、釘宮理恵、たかはし智秋、原由実、沼倉愛美。ゲストとして赤羽根健治、高橋李依。

### クレジットカード
三井住友カードから提携カードとして「アイマスVISAカード」が発行された。2008年11月17日に募集開始がアナウンスされ、公式HPより申し込むことができる。カードにはパンキッシュゴシックを着た765プロのアイドル11人が描かれている。初年度年会費無料であり、前年度利用実績があれば翌年度も無料となる。入会特典は765プロ所属アイドル1人につき1枚ずつの名刺「アイドル10種オリジナル名刺」である（亜美と真美は二人で1枚）。カード利用上の特典として、税込1,000円の利用につき1ポイント加算されるワールドプレゼントポイントを「アイマスVISAカード限定グッズ」に交換出来る。限定グッズ第1弾は1,000セット限定の「『765プロダクション』プロデューサー名刺」（100枚入り）でありワールドプレゼントポイント200ポイントと交換出来る。限定グッズ第2弾は、1,000セット限定の「『アイドルマスター オリジナル切手シート』」であり、ワールドプレゼントポイント700ポイントと交換出来る。
2011年12月1日以降はカードのデザインが変更され、『2』の浴衣仕様のアイドルが描かれたものに切り替わった。

### テレビ番組
COOL JAPAN〜発掘!かっこいいニッポン〜
2008年8月27日、BS2、BShiにて放送の「アイドル」特集の回で、アーケード版が「アイドル育成ゲーム」として取り上げられ、実際に出演者がアーケード版をプレイした（プレイに選んだアイドルは千早と雪歩の2人ユニットである）。また、アーケード版のプレイシーンで今井麻美がゲームの出演声優として出演している。
MAG・ネット
BS2、BShiにて放送、第15回で『アイドルマスター』特集が組まれ、開発現場へも取材が行われた。スタッフでは石原章弘（ディレ1）、坂上陽三（ガミP）、中川浩二（サウンド。『relations』などの作曲）、遠藤暢子（アニメーション担当）、青木直人（モデリング担当）が、声優では中村繪里子、仁後真耶子がそれぞれ出演。スタジオには上田夢人（漫画家・イラストレーター。『アイドルマスターrelations』作画など）、今井洸一（編集者、フリーライター。電撃マ王で「イマイチP」名義で『アイマス』関係の記事を執筆）、荒木ビビが出演した。
坂上忍の勝たせてあげたいTV〜競輪学校のウラ側&怪物に初めての賞金SP〜
2015年8月8日、日本テレビにて放送、取材された競輪選手田村風起が『アイドルマスター』の萩原雪歩のファンであった事から「アニメ大好き選手初めての賞金は?」という副題が付けられ、ナレーションは萩原雪歩役の浅倉杏美が担当し、サイン色紙を田村選手に提供した。

### 携帯電話
富士通 ARROWS NX F-04G
キャンペーンガールとして、アイドルマスターから四条貴音、アイドルマスターシンデレラガールズから渋谷凛、アイドルマスターミリオンライブから伊吹翼が選ばれた。購入者全員にオリジナル待ち受けとキーボード着せ替えが提供される。また抽選で50名にミニタオル、名刺の他3人の担当声優が購入者のプロデューサー名を吹き込んだ音声をTransferJet経由で直接貰える「スマホハイタッチ会」が平成27年9月5日に開催された。早期購入者には抽選で100名にアイドルマスター10周年ライブ「THE IDOLM@STER M@STERS OF IDOL WORLD!! 2015」の入場券が当たる企画も実施された。

### パチスロ機
THE IDOLM@STER LIVE in SLOT!
サミーより2012年7月2日に発売された。

## 『XENOGLOSSIA』からの展開
テレビアニメ『アイドルマスター XENOGLOSSIA』を基幹として展開したものを下記に記述する。

### アニメ（XENOGLOSSIA）
アイドルマスター XENOGLOSSIA
2007年4月より放送された。

### ラジオ（XENOGLOSSIA）

#### インターネットラジオ（XENOGLOSSIA）
春香とやよいの弥生式らじお（2007年3月9日 - 2008年2月22日）
パーソナリティ：井口裕香、小清水亜美

### CD（XENOGLOSSIA）

#### ドラマCD（XENOGLOSSIA）
アイドルマスター XENOGLOSSIA オリジナルドラマ
- Vol.1「週間十六夜寮」（2007年6月6日、LACA-5637）
- Vol.2「週間モンデンキント」（2007年8月8日、LACA-5673）
- Vol.3「週間アイドルマスター」（2007年11月7日、LACA-5706）

#### サウンドトラック
アイドルマスター XENOGLOSSIA オリジナルサウンドトラック
- vol.1 IMBER（2007年6月27日、LACA-5646）
- vol.2 NUBILUM（2007年9月5日、LACA-5684）

アイドルマスター XENOGLOSSIA BEST COLLECTION （2008年2月6日、LACA-5736）

#### キャラクターソングアルバム
アイドルマスター XENOGLASSIA キャラクターアルバム
- Vol.1『熱唱! 巨大（サンライズ）ロボットアニメソング・無敵』（2007年8月22日、LACA-5678）
- Vol.2『熱唱! 巨大（サンライズ）ロボットアニメソング・嵐』（2007年10月10日、LACA-5694）

#### ラジオCD
アイドルマスター XENOGLOSSIA “春香とやよいの弥生式らじお”恋だもん〜初級編〜（2007年3月21日、LACM-4351）
アイドルマスター XENOGLOSSIA “春香とやよいの弥生式らじお”特別編〜友情だもん〜（2007年7月11日、LACA-5649）

### 書籍（XENOGLOSSIA）

#### 漫画（XENOGLOSSIA）
『アイドルマスターXENOGLOSSIA』

#### 小説（XENOGLOSSIA）
『アイドルマスター XENOGLOSSIA 〜絆〜』
『アイドルマスター XENOGLOSSIA 伊織サンシャイン!』

## 『シンデレラガールズ』からの展開
Mobageのソーシャルゲーム『アイドルマスター シンデレラガールズ』を基幹として展開したものを下記に記述する。シンボルカラーは   青。シンボルマークはペガサス。

### ゲーム（シンデレラガールズ）
- アイドルマスター シンデレラガールズ（Mobage、ソーシャルゲーム）
- アイドルマスター シンデレラガールズ スターライトステージ（iOS・Androidアプリ）
  - アイドルマスター シンデレラガールズ スターライトスポット（iOS・Androidアプリ）
- アイドルマスター シンデレラガールズ ビューイングレボリューション（PlayStation VR）

### ラジオ（シンデレラガールズ）
デレラジ
デレラジ（2012年9月5日 - 2014年12月22日）
パーソナリティ：大橋彩香、福原綾香、佳村はるか
デレラジA（2015年1月5日 - 2016年4月25日）
パーソナリティ：大橋彩香、福原綾香、佳村はるか
デレラジ☆（2016年5月2日 - ）
パーソナリティ：大橋彩香、福原綾香、佳村はるかの3人のうち1人の月交代制と2〜3人のシンデレラガールズキャスト（2017年8月28日まで）
パーソナリティ：完全交代制（2018年9月4日以降）
CINDERELLA PARTY! from アイドルマスター シンデレラガールズ
ニコニコ生放送：2014年10月8日 -
パーソナリティ：原紗友里、青木瑠璃子

### CD（シンデレラガールズ）
CINDERELLA MASTER シリーズ
登場キャラクターのオリジナル楽曲とドラマパートを収録したCDシリーズ。

jewelries! シリーズ
各タイプ別に5人ずつのキャラクタで構成されたユニットのアルバムCDシリーズ。
CD毎の新曲と同じナンバリングの全タイプ共通の新曲、各キャラ別のカバー曲を収録。

ANIMATION PROJECT シリーズ
アニメの使用楽曲を集めた、サウンドトラックシリーズ。

STARLIGHT MASTER シリーズ
「アイドルマスター シンデレラガールズ スターライトステージ」の使用楽曲を集めたCDシリーズ。

STARLIGHT MASTER for the NEXT! シリーズ
「アイドルマスター シンデレラガールズ スターライトステージ」の使用楽曲を集めたCDシリーズの第2弾。

STARLIGHT MASTER GOLD RUSH! シリーズ
「アイドルマスター シンデレラガールズ スターライトステージ」の使用楽曲を集めたCDシリーズの第3弾。

VIEWING REVOLUTION Yes! Party Time!!
2017年1月25日発売。「アイドルマスター シンデレラガールズ ビューイングレボリューション」の使用楽曲を集めたシングルCD。

LITTLE STARS! シリーズ
アニメ「シンデレラガールズ劇場」のエンディングテーマを集めたCDシリーズ。

MASTER SEASONS! シリーズ
各季節を題材としたCDシリーズ。

CG STAR LIVE Stage bye Stage
2018年7月18日発売。CGキャラクターイベント『THE IDOLM@STER CINDERELLA GIRLS new generations★BrilliantParty!』の使用楽曲を集めたシングルCD。
3chord シリーズ
『アイドルマスターシンデレラガールズ』のライブツアー「THE IDOLM@STER CINDERELLA GIRLS 7thLIVE TOUR Special 3chord♪」に合わせて発売されるCDシリーズ。

Spin-off! オウムアムアに幸運を
2019年11月20日発売。シンデレラガールズ8周年企画『Spin-off!』アニメの主題歌「オウムアムアに幸運を」を収録したシングルCD。
CINDERELLA GIRLS 1st LIVE WONDERFUL M@GIC!! "お願い!シンデレラ" ソロ・リミックス
2014年4月開催のイベント「CINDERELLA GIRLS 1st LIVE WONDERFUL M@GIC!!」の会場限定販売。
「お願い!シンデレラ」のソロ・リミックス11曲を収録。
後にアニメイトオンライン限定で通信販売が行われている。
CINDERELLA GIRLS 2nd LIVE PARTY M@GIC!! ススメ☆オトメ 〜jewel parade〜
2014年11月開催のイベント「CINDERELLA GIRLS 2nd LIVE PARTY M@GIC!!」の会場限定販売。
「ススメ☆オトメ 〜jewel parade〜」のソロ・リミックス15曲を収録。
THE IDOLM@STER M@STERS OF IDOL WORLD!!2015 Nation Sapphire アンドロイド
2015年7月開催の10周年記念ライブ会場限定販売CD。
「CINDERELLA MASTER jewelries! 001」収録のユニット曲「Nation Blue」「Orange Sapphire」「アタシポンコツアンドロイド」のソロリミックス15曲を収録。
青空エール
2015年9月と10月に行われた、Jリーグのサガン鳥栖と「スターライトステージ」のコラボイベント「スターライ☆鳥栖☆ステージ」会場限定販売CD。脇山珠美（嘉山未紗）が参加した初のCD。
THE IDOLM@STER CINDERELLA GIRLS 3rdLIVE シンデレラの舞踏会 - Power of Smile - オリジナルCD
2015年11月開催のイベント「CINDERELLA GIRLS 3rdLIVE シンデレラの舞踏会 - Power of Smile -」での会場限定販売。
アニメ第1期のCINDERELLA PROJECTの各ユニットのデビュー曲「Memories」「Happy×2 Days」「LET'S GO HAPPY!!」「ØωØver!!」「できたてEvo! Revo! Generation」の各ソロ・リミックス合計14曲を収録（Rosenburg Engelのデビュー曲「-LEGNE- 仇なす剣 光の旋律」は元々ソロ曲なので、神崎蘭子のみアニメ第13話で歌った「Memories」のソロ・リミックスになっている）。
THE IDOLM@STER CINDERELLA GIRLS 4thLIVE TriCastle Story -Starlight Castle- 会場オリジナルCD
2016年9月・10月開催のイベント「CINDERELLA GIRLS 4thLIVE TriCastle Story」での会場限定販売。全公演にて販売。
「CINDERELLA GIRLS STARLIGHT MASTER」シリーズ収録のユニット曲「Snow Wings（M@STER VERSION）」「Tulip（M@STER VERSION）」「ハイファイ☆デイズ（M@STER VERSION）」のソロ・リミックスを収録。
THE IDOLM@STER CINDERELLA GIRLS 5thLIVE TOUR Serendipity Parade!!! 宮城・石川・大阪 会場オリジナルCD
2017年5月 - 8月開催のイベント「THE IDOLM@STER CINDERELLA GIRLS 5thLIVE TOUR Serendipity Parade!!!」での会場限定CD。ツアー前半3公演にて販売。
「CINDERELLA GIRLS STARLIGHT MASTER」シリーズ収録のユニット曲「生存本能ヴァルキュリア（M@STER VERSION）」「純情Midnight伝説（M@STER VERSION）」「Love∞Destiny（M@STER VERSION）」のソロ・リミックスを収録。
THE IDOLM@STER CINDERELLA GIRLS 5thLIVE TOUR Serendipity Parade!!! 静岡・幕張・福岡 会場オリジナルCD
2017年5月 - 8月開催のイベント「THE IDOLM@STER CINDERELLA GIRLS 5thLIVE TOUR Serendipity Parade!!!」での会場限定CD。ツアー後半3公演にて販売。
「CINDERELLA GIRLS STARLIGHT MASTER」シリーズ収録のユニット曲「サマカニ!!（M@STER VERSION）」「BEYOND THE STARLIGHT（M@STER VERSION）」のソロ・リミックスが収録されているほか、「CINDERELLA MASTER」シリーズより「EVERMORE（M@STER VERSION）」のソロ・リミックスも収録。
アイドルマスター シンデレラガールズ劇場 すぷりんぐふぇすてぃばる 2018 会場オリジナルCD
2018年3月開催のイベント「アイドルマスター シンデレラガールズ劇場 すぷりんぐふぇすてぃばる 2018」での会場限定CD。
「CINDERELLA_MASTER_We're the friends!」収録の「We're the friends!」ソロ・リミックス9曲と「メッセージ」ソロ・リミックス5曲を収録。
THE IDOLM@STER CINDERELLA GIRLS SS3A  Live Sound Booth♪ 会場オリジナルCD
2018年9月開催のイベント「THE IDOLM@STER CINDERELLA GIRLS SS3A Live Sound Booth♪」での会場限定CD。
「CINDERELLA GIRLS STARLIGHT MASTER」シリーズ収録のユニット曲「ラブレター（M@STER VERSION）」「Jet to the Future（M@STER VERSION）」「命燃やして恋せよ乙女（M@STER VERSION）」「Sweet Witches' Night 〜6人目はだぁれ〜（M@STER VERSION）」のソロ・リミックスを収録。
THE IDOLM@STER CINDERELLA GIRLS 6thLIVE MERRY-GO-ROUNDOME!!! MASTER SEASONS SPRING! SOLO REMIX
2018年11月開催のイベント「THE IDOLM@STER CINDERELLA GIRLS 6thLIVE MERRY-GO-ROUNDOME!!!」会場限定CD。メットライフドーム公演にて販売。
「CINDERELLA GIRLS MASTER SEASONS! SPRING!」に収録されている「桜の風」「HARURUNRUN」「未完成の歴史」「Spring Screaming」のソロ・リミックスを収録。
THE IDOLM@STER CINDERELLA GIRLS 6thLIVE MERRY-GO-ROUNDOME!!! MASTER SEASONS SUMMER! SOLO REMIX
2018年11月開催のイベント「THE IDOLM@STER CINDERELLA GIRLS 6thLIVE MERRY-GO-ROUNDOME!!!」会場限定CD。メットライフドーム公演にて販売。
「CINDERELLA GIRLS MASTER SEASONS! SUMMER!」に収録されている「銀のイルカと熱い風」「とんでいっちゃいたいの」「夏恋 -NATSU KOI-」「CoCo夏夏夏 Holiday」のソロ・リミックスを収録。
THE IDOLM@STER CINDERELLA GIRLS 6thLIVE MERRY-GO-ROUNDOME!!! MASTER SEASONS AUTUMN! SOLO REMIX
2018年12月開催のイベント「THE IDOLM@STER CINDERELLA GIRLS 6thLIVE MERRY-GO-ROUNDOME!!!」会場限定CD。ナゴヤドーム公演にて販売。
「CINDERELLA GIRLS MASTER SEASONS! AUTUMN!」に収録されている「秋風に手を振って」「Halloween♥︎code」「さよならアンドロメダ」「空想探査計画」のソロ・リミックスを収録。
THE IDOLM@STER CINDERELLA GIRLS 6thLIVE MERRY-GO-ROUNDOME!!! MASTER SEASONS WINTER! SOLO REMIX
2018年12月開催のイベント「THE IDOLM@STER CINDERELLA GIRLS 6thLIVE MERRY-GO-ROUNDOME!!!」会場限定CD。ナゴヤドーム公演にて販売。
「CINDERELLA GIRLS MASTER SEASONS! WINTER!」に収録されている「ツインテールの風」「White again」「Frost」「冬空プレシャス」のソロ・リミックスを収録。
THE IDOLM@STER CINDERELLA GIRLS 7thLIVE TOUR Special 3chord♪ Comical Pops! 会場オリジナルCD
2019年9月開催のイベント「THE IDOLM@STER CINDERELLA GIRLS 7thLIVE TOUR Special 3chord♪ Comical Pops!」での会場限定CD。
「CINDERELLA GIRLS STARLIGHT MASTER」シリーズ収録のユニット曲「情熱ファンファンファーレ（M@STER VERSION）」「桜の頃（M@STER VERSION）」「∀NSWER（M@STER VERSION）」「Nothing but You（M@STER VERSION）」のソロ・リミックスを収録。
THE IDOLM@STER CINDERELLA GIRLS 7thLIVE TOUR Special 3chord♪ Funky Dancing! 会場オリジナルCD
2019年11月開催のイベント「THE IDOLM@STER CINDERELLA GIRLS 7thLIVE TOUR Special 3chord♪ Funky Dancing!」での会場限定CD。
「CINDERELLA GIRLS STARLIGHT MASTER」シリーズ収録のユニット曲「モーレツ★世直しギルティ!（M@STER VERSION）」「With Love（M@STER VERSION）」「リトルリドル（M@STER VERSION）」「Kawaii make MY day!（M@STER VERSION）」のソロ・リミックスを収録。
THE IDOLM@STER CINDERELLA GIRLS 7thLIVE TOUR Special 3chord♪ Glowing Rock! 会場オリジナルCD
2020年2月開催のイベント「THE IDOLM@STER CINDERELLA GIRLS 7thLIVE TOUR Special 3chord♪ Glowing Rock!」での会場限定CD。
「CINDERELLA GIRLS STARLIGHT MASTER」シリーズ収録のユニット曲「双翼の独奏歌（M@STER VERSION）」「Trinity Field（M@STER VERSION）」「Happy New Yeah!（M@STER VERSION）」「美に入り彩を穿つ（M@STER VERSION）」「Vast world（M@STER VERSION）」のソロ・リミックスを収録。

### アニメ（シンデレラガールズ）
アイドルマスター シンデレラガールズ（アニメ）

2015年1月から1期、同年7月から2期が放送された。
アイドルマスター シンデレラガールズ劇場（アニメ）

同名5コマ漫画（ゲーム内コンテンツ）のアニメ化。2017年4月から1期、同年10月から2期、2018年7月から3期、2019年4月から4期が放送され、2020年4月から5期が配信された。
アイドルマスター シンデレラガールズ U149（アニメ）

2023年4月から放送された。

### 漫画（シンデレラガールズ）
シンデレラガールズ劇場
アイドルマスター シンデレラガールズ 本日のアイドルさん
アイドルマスター シンデレラガールズ 本日のデレラジさん
アイドルマスター シンデレラガールズ デレラジさん
アイドルマスター シンデレラガールズ Shuffle!!
アイドルマスターシンデレラガールズ ニュージェネレーションズ
アイドルマスター シンデレラガールズ ロッキングガール
アイドルマスター シンデレラガールズ あんさんぶる!
アイドルマスターシンデレラガールズ WILD WIND GIRL
アイドルマスターシンデレラガールズ U149
アイドルマスター シンデレラガールズ U149 第3芸能課だよ
アイドルマスター シンデレラガールズ After20

### 体験型ゲーム（シンデレラガールズ）
参加者は実際の新宿を歩いたりリモートワークをするなどして、アイドルをプロデュースする体験型ゲームイベントが開催。謎解き系の体験型ゲームとはやや異なり、人気IPの魅力を現実世界で体験を目的としたリアル・アクション・ロールプレイングという新しい形のイベント。選択するアイドルごとにストーリーは異なるが、すべてのコースでオーディションの内容やゲームの流れは同じである。
アイドルマスター シンデレラガールズ 突破せよっ♪難関オーディション☆
2018年12月13日から2019年4月7日にかけて、東京ミステリーサーカスおよびその周辺にて開催。開催場所の周遊型のイベント。インターネット環境にあるスマートフォンが時に必要となる。プロデュースできるのは、ピンクチェックスクール、トライアドプリムス、ポジティブパッションから1組。
アイドルマスター シンデレラガールズ 開幕直前!!目指せ☆アイドルフェスティバル
2019年9月3日から2020年1月13日にかけて、東京ミステリーサーカスおよびその周辺にて開催。開催場所の周遊型のイベント。インターネット環境にあるスマートフォンが時に必要となる。プロデュースできるのは、Masque:Rade、アインフェリア、LiPPSから1組。
アイドルマスター シンデレラガールズ SHOOTING QUEENTET 〜離れていてもプロデュース!〜
2020年12月10日から2021年1月31日にかけて、オンライン上で開催。リモートワーク型のイベント。Zoomのインストールが必須である。プロデュースできるのは、神谷奈緒、鷺沢文香、北条加蓮、一ノ瀬志希、高垣楓の5名。

### イベント（シンデレラガールズ）
アイドルマスター シンデレラガールズ 2周年記念イベント
2013年11月28日開催。新宿・ステーションスクエアで行われた。
初の単独ライブイベントである「WONDERFUL M@GIC!!」の開催が発表され、「お願い! シンデレラ」のアニメPVが公開された。
THE IDOLM@STER CINDERELLA GIRLS 1stLIVE WONDERFUL M@GIC!!
2014年4月5日・6日開催。『シンデレラガールズ』初の単独ライブイベントで、舞浜アンフィシアターで行われた。
参加声優は大橋彩香、福原綾香、原紗友里、青木瑠璃子、五十嵐裕美、高森奈津美、大坪由佳、津田美波、松嵜麗、山本希望、佳村はるか（以上5日・6日両日）、赤﨑千夏、上坂すみれ、桜咲千依、三宅麻理恵（以上5日のみ）、内田真礼、黒沢ともよ、洲崎綾、早見沙織（以上6日のみ）。
4月5日の公演で『シンデレラガールズ』のテレビアニメ化が発表された。
THE IDOLM@STER CINDERELLA GIRLS 2ndLIVE PARTY M@GIC!!
2014年11月30日、代々木競技場第一体育館で開催。シンデレラガールズの3周年記念イベントでもある。
参加声優は大橋彩香、福原綾香、原紗友里、青木瑠璃子、五十嵐裕美、上坂すみれ、桜咲千依、大空直美、金子有希、鈴木絵理、高森奈津美、立花理香、東山奈央、渕上舞、牧野由依、松井恵理子、松嵜麗、松田颯水、三宅麻理恵、山本希望、佳村はるか。
THE IDOLM@STER CINDERELLA GIRLS SUMMER FESTIV@L 2015
アイドルマスターとしては5度目、765プロ系統以外では初のライブツアー。東京と大阪で1度ずつ開催。
- 東京公演 2015年8月2日開催（舞浜アンフィシアター）。参加声優は大橋彩香、福原綾香、原紗友里、黒沢ともよ、大空直美、山本希望、青木瑠璃子、五十嵐裕美、高森奈津美、松嵜麗、三宅麻理恵。
- 大阪公演 2015年8月25日開催（グランキューブ大阪）。参加声優は大橋彩香、福原綾香、原紗友里、黒沢ともよ、大空直美、山本希望、青木瑠璃子、五十嵐裕美、高森奈津美、大坪由佳、松嵜麗、佳村はるか。

THE IDOLM@STER CINDERELLA GIRLS 3rdLIVE シンデレラの舞踏会 - Power of Smile -
2015年11月28日・29日、幕張メッセ国際展示場 9-11ホールで開催。
参加声優は大橋彩香、福原綾香、原紗友里、青木瑠璃子、五十嵐裕美、大空直美、大坪由佳、黒沢ともよ、高森奈津美、松嵜麗、山本希望、佳村はるか、三宅麻理恵（以上両日出演）、桜咲千依、金子有希、鈴木絵理、立花理香、津田美波、松田颯水、杜野まこ、和氣あず未（以上28日のみ）、洲崎綾、飯田友子、佐藤亜美菜、髙野麻美、照井春佳、東山奈央、松井恵理子、安野希世乃、ルゥティン（以上29日のみ）。
THE IDOLM@STER CINDERELLA GIRLS 4thLIVE TriCastle Story
アイドルマスターとしては7度目、シンデレラガールズとしては2度目のライブツアー。神戸と埼玉で2度ずつ開催。
- Starlight Castle 2016年9月3日・4日、神戸ワールド記念ホールで開催。参加声優は大橋彩香、青木瑠璃子、五十嵐裕美、桜咲千依、大坪由佳、高森奈津美、津田美波、牧野由依、松嵜麗、三宅麻理恵、佳村はるか（以上両日出演）、金子真由美、千菅春香、原優子、村中知、長島光那（以上3日のみ）、今井麻夏、黒沢ともよ、春瀬なつみ、松井恵理子、松田颯水（以上4日のみ）。サプライズゲストとして安野希世乃（3日のみ）、福原綾香、原紗友里（以上4日のみ）。
- Brand New Castle 2016年10月15日、さいたまスーパーアリーナで開催。参加声優は藍原ことみ、青木志貴、飯田友子、今井麻夏、桜咲千依、金子真由美、金子有希、木村珠莉、佐藤亜美菜、下地紫野、鈴木絵理、髙野麻美、立花理香、種﨑敦美、千菅春香、長島光那、原優子、春瀬なつみ、牧野由依、村中知、杜野まこ、山下七海、ルゥティン、和氣あず未。サプライズゲストとして竹達彩奈、久野美咲。
- 346 Castle 2016年10月16日、さいたまスーパーアリーナで開催。参加声優は大橋彩香、福原綾香、原紗友里、青木瑠璃子、五十嵐裕美、上坂すみれ、内田真礼、大坪由佳、大空直美、黒沢ともよ、洲崎綾、高森奈津美、渕上舞、松井恵理子、松嵜麗、三宅麻理恵、安野希世乃、山本希望、佳村はるか、武内駿輔。サプライズゲストとして早見沙織、東山奈央。

THE IDOLM@STER CINDERELLA GIRLS 5th Anniversary Party ニコ生SP
2016年11月19日、森のホール21で開催。
参加声優は大橋彩香、福原綾香、原紗友里、青木瑠璃子、大空直美、佳村はるか、種﨑敦美、高橋花林、原田彩楓、高田憂希、松田颯水、三宅麻理恵。
THE IDOLM@STER CINDERELLA GIRLS 5thLIVE TOUR Serendipity Parade!!!
アイドルマスターとしては9度目、シンデレラガールズとしては3度目のライブツアー。宮城、石川、大阪、静岡、幕張、福岡、さいたまスーパーアリーナで2度ずつ開催。
- 宮城公演 2017年5月13日・14日、宮城県総合運動公園総合体育館（セキスイハイムスーパーアリーナ）で開催。参加声優は五十嵐裕美、上坂すみれ、桜咲千依、大空直美、金子真由美、佐藤亜美菜、鈴木絵理、伊達朱里紗、千菅春香、東山奈央、のぐちゆり、松嵜麗、三宅麻理恵、杜野まこ、朝井彩加。
- 石川公演 2017年5月27日・28日、石川県産業展示館4号館で開催。参加声優は青木瑠璃子、飯田友子、大坪由佳、金子有希、洲崎綾、髙野麻美、高橋花林、種﨑敦美、津田美波、長島光那、花守ゆみり、原優子、春瀬なつみ、牧野由依、安野希世乃。
- 大阪公演 2017年6月9日・10日、大阪城ホールで開催。参加声優は大橋彩香、今井麻夏、内田真礼、桜咲千依、大空直美、鈴木絵理、立花理香、千菅春香、都丸ちよ、新田ひより、松嵜麗、松田颯水、佳村はるか、ルゥティン、和氣あず未。
- 静岡公演 2017年6月24日・25日、静岡県小笠山総合運動公園アリーナ（エコパアリーナ）で開催。参加声優は藍原ことみ、青木志貴、青木瑠璃子、安野希世乃、嘉山未紗、黒沢ともよ、髙野麻美、高森奈津美、津田美波、長島光那、原優子、春瀬なつみ、牧野由依、村中知、中島由貴。
- 幕張公演 2017年7月8日・9日、幕張メッセイベントホールで開催。参加声優は福原綾香、原紗友里、五十嵐裕美、今井麻夏、金子真由美、佐藤亜美菜、立花理香、原田彩楓、藤田茜、三宅麻理恵、杜野まこ、山下七海、佳村はるか、ルゥティン、和氣あず未。
- 福岡公演 2017年7月29日・30日、西日本総合展示場新館で開催。参加声優は藍原ことみ、青木志貴、飯田友子、大坪由佳、金子有希、木村珠莉、下地紫野、高田憂希、高森奈津美、種﨑敦美、春野ななみ、渕上舞、松井恵理子、村中知、山本希望。
- さいたまスーパーアリーナ公演 2017年8月12日・13日、さいたまスーパーアリーナで開催。参加声優は五十嵐裕美、上坂すみれ、桜咲千依、大坪由佳、嘉山未紗、木村珠莉、黒沢ともよ、佐藤亜美菜、下地紫野、洲崎綾、高田憂希、高橋花林、高森奈津美、田澤茉純、立花理香、都丸ちよ、中島由貴、新田ひより、のぐちゆり、花守ゆみり、原田彩楓、原田ひとみ、春瀬なつみ、藤田茜、牧野由依、松井恵理子、松嵜麗、三宅麻理恵、杜野まこ、和氣あず未（以上12日）、大橋彩香、福原綾香、原紗友里、藍原ことみ、青木志貴、青木瑠璃子、赤﨑千夏、朝井彩加、飯田友子、今井麻夏、大空直美、金子真由美、金子有希、鈴木絵理、髙野麻美、竹達彩奈、伊達朱里紗、種﨑敦美、津田美波、千菅春香、照井春佳、東山奈央、長島光那、原優子、春野ななみ、長島光那、村中知、安野希世乃、山本希望、佳村はるか、ルゥティン（以上13日）。

アイドルマスター シンデレラガールズ 6th Anniversary Memorial Party
2017年11月19日、舞浜アンフィシアターで開催。
参加声優は大橋彩香、津田美波、中島由貴、朝井彩加、福原綾香、松井恵理子、佐藤亜美菜、飯田友子、原紗友里、金子有希、鈴木絵理、黒沢ともよ。ゲストとして武田羅梨沙多胡、会沢紗弥、花井美春、田辺留依。
アイドルマスター シンデレラガールズ劇場 すぷりんぐふぇすてぃばる 2018
2018年3月3日・4日、舞浜アンフィシアターで開催。
参加声優は大空直美、三宅麻理恵、今井麻夏、長島光那、のぐちゆり、松嵜麗（以上両日）、種﨑敦美、渕上舞、鈴木絵理（以上3日のみ）、五十嵐裕美、原田彩楓、和氣あず未（以上4日のみ）。
THE IDOLM@STER CINDERELLA GIRLS Initial Mess@ge
2018年4月7日・8日、台北国際会議中心で開催。アイドルマスターとしては2度目、シンデレラガールズとしては初の単独海外台湾公演。
参加声優は大橋彩香、福原綾香、原紗友里、青木瑠璃子、五十嵐裕美、大空直美、大坪由佳、桜咲千依、黒沢ともよ、鈴木絵理、高森奈津美、松井恵理子、松嵜麗、佳村はるか、ルゥティン。
THE IDOLM@STER CINDERELLA GIRLS SS3A Live Sound Booth♪
2018年9月8日・9日、グリーンドーム前橋（ヤマダグリーンドーム前橋）で開催。
参加声優は福原綾香、藍原ことみ、会沢紗弥、朝井彩加、金子真由美、小市眞琴、鈴木絵理、鈴木みのり、髙野麻美、高橋花林、武田羅梨沙多胡、立花理香、田辺留依、津田美波、のぐちゆり、花井美春、原優子、原田彩楓、藤本彩花、松田颯水、安野希世乃、山本希望、佳村はるか、ルゥティン、和氣あず未。ゲストは深川芹亜、森下来奈、神谷早矢佳。
THE IDOLM@STER CINDERELLA GIRLS 6thLIVE MERRY-GO-ROUNDOME!!!
アイドルマスターとしては11度目、シンデレラガールズとしては4度目のライブツアー。アイドルマスターとしては2度目、シンデレラガールズとしては初のドーム公演となった。西武ドームとナゴヤドームで2度ずつ開催。
- メットライフドーム公演 2018年11月10日・11日、西武ドーム（メットライフドーム）で開催。参加声優は大橋彩香、福原綾香、原紗友里、藍原ことみ、飯田友子、桜咲千依、金子真由美、髙野麻美、立花理香、花守ゆみり、原優子、三宅麻理恵、安野希世乃、山本希望、佳村はるか、ルゥティン（以上両日出演）、青木瑠璃子、大坪由佳、木村珠莉、高森奈津美、伊達朱里紗、千菅春香、東山奈央、藤本彩花、村中知、杜野まこ、山下七海（以上10日のみ）、青木志貴、朝井彩加、五十嵐裕美、今井麻夏、上坂すみれ、黒沢ともよ、小市眞琴、佐藤亜美菜、洲崎綾、新田ひより、春瀬なつみ（以上11日のみ）
- ナゴヤドーム公演 2018年12月1日・2日、ナゴヤドームで開催。参加声優は大橋彩香、福原綾香、原紗友里、青木瑠璃子、朝井彩加、五十嵐裕美、大空直美、鈴木絵理、鈴木みのり、高田憂希、高橋花林、津田美波、のぐちゆり、渕上舞、牧野由依、松井恵理子、松嵜麗、松田颯水、和氣あず未（以上両日出演）、大坪由佳、金子有希、嘉山未紗、下地紫野、田澤茉純、都丸ちよ、原田彩楓、三宅麻理恵、神谷早矢佳・深川芹亜・森下来奈（以上1日のみ）、会沢紗弥、武田羅梨沙多胡、田辺留依、種﨑敦美、長島光那、中島由貴、花井美春、山下七海（以上2日のみ）

アイドルマスター シンデレラガールズ スターライトクルーズ
2019年1月6日・7日、ぱしふぃっくびいなす（神奈川県から出港）。アイドルマスターとしては初のクルーズ船イベント。
参加声優は五十嵐裕美、佐藤亜美菜、松嵜麗、藍原ことみ、青木瑠璃子、山本希望
アイドルマスター シンデレラガールズ プロデューサーさん感謝祭 in 新木場スタジオコースト
2019年6月16日、新木場STUDIO COASTにて開催。
参加声優は青木瑠璃子、桜咲千依、大坪由佳、高田憂希、立花理香、種﨑敦美、長島光那、原紗友里、松嵜麗
THE IDOLM@STER CINDERELLA GIRLS 7thLIVE TOUR Special 3chord♪
アイドルマスターとしては13度目、シンデレラガールズとしては5度目のライブツアー。ツアー開催地の内、2会場がアイドルマスターとしては3度目、シンデレラガールズとしては2度目のドーム公演となった。幕張、名古屋、大阪にて2度ずつ開催。
- Comical Pops! 2019年9月3日・4日、幕張メッセ国際展示場 9-11ホールで開催。参加声優は福原綾香、会沢紗弥、藍原ことみ、天野聡美、五十嵐裕美、今井麻夏、桜咲千依、金子真由美、神谷早矢佳、佐藤亜美菜、下地紫野、鈴木絵理、武田羅梨沙多胡、立花日菜、伊達朱里紗、都丸ちよ、長江里加、中島由貴、春瀬なつみ、牧野由依、松嵜麗、三宅麻理恵、森下来奈、杜野まこ、山下七海、山本希望、佳村はるか。
- Funky Dancing! 2019年11月9日・10日、ナゴヤドームで開催。参加声優は大橋彩香、福原綾香、原紗友里、藍原ことみ、五十嵐裕美、大空直美、大坪由佳、髙野麻美、立花理香、中島由貴、藤本彩花、青木志貴、飯田友子、小市眞琴、洲崎綾、鈴木みのり、高橋花林、田辺留依、長島光那、原田彩楓、松井恵理子、金子有希、鈴木絵理、高田憂希、のぐちゆり、深川芹亜、松嵜麗、杜野まこ、安野希世乃、山下七海、山本希望、佳村はるか、和氣あず未。ゲストとして花谷麻妃、生田輝。サプライズゲストとしてDJ KOO。
- Glowing Rock! 2020年2月15日・16日、大阪ドーム（京セラドーム大阪）で開催。参加声優は大橋彩香、福原綾香、原紗友里、朝井彩加、金子真由美、佐倉薫、関口理咲、高森奈津美、立花理香、種﨑敦美、津田美波、新田ひより、牧野由依、三宅麻理恵、青木志貴、青木瑠璃子、内田真礼、桜咲千依、嘉山未紗、佐藤亜美菜、洲崎綾、千菅春香、東山奈央、渕上舞、松井恵理子、村中知、ルゥティン、田澤茉純、花井美春、原優子、松田颯水。ゲストとして中澤ミナ、星希成奏。楽器演奏はIMAJO、睦月周平、滝澤俊輔、山本真央樹、小栢伸五。

### テレビ番組（シンデレラガールズ）
MUSIC JAPAN（NHK総合）
2015年11月8日放送、アイドルマスターシンデレラガールズの声優、大橋彩香、福原綾香、原紗友里、五十嵐裕美、松嵜麗、青木瑠璃子、佳村はるかの7名がテレビ初出演。
シブヤノオト（NHK総合）
2019年11月17日放送、アイドルマスターシンデレラガールズ スターライトステージ内のユニット『LiPPS』から、声優、飯田友子、ルゥティン、佳村はるか、髙野麻美、藍原ことみの5名が出演した。
ショッピングワンダーランド（BS日テレ）
2022年5月17日・24日・31日放送、シンデレラガールズ10周年を記念した商品を中心に販売する通販番組。梅澤めぐ、五十嵐裕美、青木瑠璃子、星希成奏が出演し、MCを天津 向が務めた。
第6回ももいろ歌合戦（BS日テレ・ABEMA他）
2022年12月31日放送、山下七海、渕上舞、安齋由香里が出演し、ももいろクローバーZとのコラボ楽曲「Majoram Therapie」を披露。

## 『ミリオンライブ!』からの展開
GREEのソーシャルゲーム『アイドルマスター ミリオンライブ!』を基幹として展開したものを下記に記述する。シンボルカラーは   黄色。シンボルマークは蝶。

### ゲーム（ミリオンライブ!）
- アイドルマスター ミリオンライブ!（GREE、ソーシャルゲーム）
- アイドルマスター ミリオンライブ! シアターデイズ（iOS・Androidアプリ）

### ラジオ（ミリオンライブ!）
THE IDOLM@STER MillionRADIO（2013年5月3日 - ）
パーソナリティ：山崎はるか、麻倉もも、田所あずさ

### CD（ミリオンライブ!）
LIVE THE@TER PERFORMANCE シリーズ
登場キャラクターのオリジナル楽曲とドラマパートを収録したCDシリーズ。

LIVE THE@TER HARMONY シリーズ
ゲーム内のプラチナスターライブのユニットによるCDシリーズ。

LIVE THE@TER DREAMERS シリーズ
登場キャラクターのオリジナルデュエット曲とドラマパートを収録したCDシリーズ。

THE@TER ACTIVITIES シリーズ
登場キャラクターの出演する映画（という設定）のドラマパートとその主題歌を収録したCDシリーズ。

LIVE THE@TER FORWARD シリーズ
4thライブ「THE IDOLM@STER MILLION LIVE! 4thLIVE TH@NK YOU for SMILE!!」と連動したCDシリーズ。

MILLION THE@TER GENERATION シリーズ
『アイドルマスター ミリオンライブ! シアターデイズ』の使用楽曲を集めたCDシリーズ。

M@STER SPARKLE シリーズ
登場キャラクターのソロ曲を収録したCDシリーズ。

THE@TER BOOST シリーズ
登場キャラクターの出演する映画（という設定）のドラマパートとその主題歌を収録したCDシリーズの第2弾。

MILLION THE@TER WAVE シリーズ
『アイドルマスター ミリオンライブ! シアターデイズ』の使用楽曲を集めたCDシリーズの第2弾。

THE@TER CHALLENGE シリーズ
登場キャラクターの出演する映画（という設定）のドラマパートとその主題歌を収録したCDシリーズの第3弾。

ラジオ『アイドルマスター ミリオンラジオ!』テーマソング&DJCD シリーズ
THE IDOLM@STER MillionRADIOのテーマソングCD。

LIVE THE@TER SOLO COLLECTION シリーズ
ライブ限定販売のCDシリーズ。LIVE THE@TER PERFORMANCEやLIVE THE@TER HARMONYなどのミリオンライブから販売されたCDシリーズに収録されたユニット曲のソロミックスが収録されている。

THE IDOLM@STER MILLION LIVE! ZWEIGLANZ アライアンス・スターダスト
2020年12月2日発売。『アイドルマスター ミリオンライブ! シアターデイズ』イベント曲「アライアンス・スターダスト」を収録したシングルCD。

STAR EQUINOX
2021年3月17日発売。『シンデレラガールズ』とのコラボシングルCD。
MILLION THE@TER SEASON シリーズ
『アイドルマスター ミリオンライブ! シアターデイズ』の使用楽曲を集めたCDシリーズの第3弾。

聖ミリオン女学園
2021年8月25日発売。「シアターデイズ」アドバンストコミュ「聖ミリオン女学園」関連楽曲を収録したシングルCD。
M@STER SPARKLE 2シリーズ
登場キャラクターのソロ曲を収録したCDシリーズ。

### アニメ（ミリオンライブ!）
アイドルマスター ミリオンライブ!

2023年10月から放送された。

### 漫画（ミリオンライブ!）
みりおんコミックシアター
アイドルマスター ミリオンライブ!（ゲッサン版）
アイドルマスター ミリオンライブ! バックステージ
アイドルマスター ミリオンライブ! Road to stage
アイドルマスター ミリオンライブ! Blooming Clover
アイドルマスター ミリオンライブ! シアターデイズ Brand New Song
アイドルマスター ミリオンライブ! シアターデイズ ライブリーフラワーズ
天色のアステリズム

### イベント（ミリオンライブ!）
THE IDOLM@STER LIVE THE@TER PERFORMANCE 発売記念イベント
CDシリーズ『LIVE THE@TER PERFORMANCE』の発売を記念して行われたシークレットイベント。
アイドルマスター ミリオンライブ! ローソンスペシャルパーティー
2013年8月11日に東京・恵比寿のライブハウス「LIVE GATE TOKYO」にて行われた。
THE IDOLM@STER LIVE THE@TER HARMONY 発売記念イベント
CDシリーズ『LIVE THE@TER HARMONY』の発売を記念して行われたシークレットイベント。
THE IDOLM@STER LIVE THE@TER DREAMERS 発売記念イベント
CDシリーズ『LIVE THE@TER DREAMERS』の発売を記念して行われたシークレットイベント。
THE IDOLM@STER THE@TER ACTIVITIES 発売記念イベント
CDシリーズ『THE@TER ACTIVITIES』の発売を記念して行われたシークレットイベント。
THE IDOLM@STER LIVE THE@TER FORWARD 発売記念イベント
CDシリーズ『LIVE THE@TER FORWARD』の発売を記念して行われたシークレットイベント。
THE IDOLM@STER MILLION THE@TER GENERATION 発売記念イベント
CDシリーズ『MILLION THE@TER GENERATION』の発売を記念して行われたシークレットイベント。
THE IDOLM@STER MILLION LIVE! M@STER SPARKLE 発売記念イベント
CDシリーズ『M@STER SPARKLE』の発売を記念して行われたシークレットイベント。『M@STER SPARKLE 04』以降は『MILLION THE@TER GENERATION』発売記念イベントと合同で開催。
THE IDOLM@STER THE@TER BOOST 発売記念イベント
CDシリーズ『THE@TER BOOST』の発売を記念して行われたシークレットイベント。
THE IDOLM@STER MILLION THE@TER WAVE 発売記念イベント
CDシリーズ『MILLION THE@TER WAVE』の発売を記念して行われたシークレットイベント。
THE IDOLM@STER THE@TER CHALLENGE 発売記念イベント
CDシリーズ『THE@TER CHALLENGE』の発売を記念して行われるシークレットイベント。
THE IDOLM@STER MILLION LIVE! 1stLIVE HAPPY☆PERFORMANCE!!
2014年6月7日・8日に中野サンプラザで開催された『ミリオンライブ!』初の単独ライブイベント。
参加声優は山崎はるか、Machico、麻倉もも、夏川椎菜、伊藤美来（以上両日出演）、愛美、大関英里、木戸衣吹、諏訪彩花、渡部優衣（以上7日のみ）、雨宮天、上田麗奈、郁原ゆう、種田梨沙、藤井ゆきよ、村川梨衣、田所あずさ（以上8日のみ）。
THE IDOLM@STER MILLION LIVE! 2ndLIVE ENJOY H@RMONY!!
2015年4月4日・5日、幕張メッセイベントホールで開催。
参加声優は山崎はるか、田所あずさ、Machico、麻倉もも、雨宮天、伊藤美来、夏川椎菜、藤井ゆきよ、渡部優衣（以上両日出演）、木戸衣吹、小岩井ことり、駒形友梨、近藤唯、戸田めぐみ、山口立花子（以上4日のみ）、愛美、上田麗奈、大関英里、末柄里恵、高橋未奈美、村川梨衣（以上5日のみ）。
THE IDOLM@STER MILLION LIVE! 3rdLIVE TOUR BELIEVE MY DRE@M!!
アイドルマスターとしては6度目、ミリオンライブ!としては初のライブツアー。名古屋・仙台・大阪・福岡・幕張で開催。
- @NAGOYA0131 2016年1月31日、名古屋国際会議場センチュリーホールで開催。参加声優は山崎はるか、Machico、愛美、稲川英里、木戸衣吹、桐谷蝶々、諏訪彩花、高橋未奈美、藤井ゆきよ、渡部恵子。リーダーはMachico、木戸衣吹。
- @SENDAI0207 2016年2月7日、ゼビオアリーナ仙台で開催。参加声優はMachico、麻倉もも、雨宮天、伊藤美来、郁原ゆう、近藤唯、夏川椎菜、原嶋あかり、村川梨衣、渡部優衣。リーダーは伊藤美来、夏川椎菜。
- @OSAKA0312&@OSAKA0313 2016年3月12日・13日、オリックス劇場で開催。参加声優は山崎はるか、田所あずさ、Machico、愛美、麻倉もも、大関英里、夏川椎菜、藤井ゆきよ、山口立花子、渡部優衣（以上両日出演）、上田麗奈、角元明日香、駒形友梨、野村香菜子（以上12日のみ）、小笠原早紀、末柄里恵、戸田めぐみ、村川梨衣（以上13日のみ）。リーダーは藤井ゆきよ、渡部優衣。
- @FUKUOKA0403 2016年4月3日、アルモニーサンク 北九州ソレイユホールで開催。参加声優は田所あずさ、麻倉もも、雨宮天、伊藤美来、上田麗奈、木戸衣吹、種田梨沙、田村奈央、中村温姫、平山笑美。リーダーは麻倉もも、雨宮天。
- @MAKUHARI0416&@MAKUHARI0417 2016年4月16日・17日、幕張メッセイベントホールで開催。参加声優は山崎はるか、田所あずさ、Machico、麻倉もも、雨宮天、伊藤美来、諏訪彩花、夏川椎菜、藤井ゆきよ、渡部優衣（以上両日出演）、愛美、阿部里果、小岩井ことり、斉藤佑圭、浜崎奈々、渡部恵子（以上16日のみ）、上田麗奈、大関英里、木戸衣吹、駒形友梨、高橋未奈美、山口立花子（以上17日のみ）。リーダーは山崎はるか、田所あずさ。

THE IDOLM@STER MILLION LIVE! 4thLIVE TH@NK YOU for SMILE!!
2017年3月10日 - 12日、日本武道館で開催。
参加声優はMachico、大関英里、角元明日香、郁原ゆう、木戸衣吹、田村奈央、中村温姫、夏川椎菜、浜崎奈々、原嶋あかり、山口立花子、渡部優衣（以上10日）、田所あずさ、愛美、阿部里果、伊藤美来、小岩井ことり、駒形友梨、近藤唯、斉藤佑圭、戸田めぐみ、野村香菜子、平山笑美、藤井ゆきよ（以上11日）、山崎はるか、麻倉もも、雨宮天、稲川英里、上田麗奈、小笠原早紀、桐谷蝶々、末柄里恵、諏訪彩花、高橋未奈美、村川梨衣、渡部恵子（以上12日）。サプライズゲストとして、山崎はるか、麻倉もも、伊藤美来、村川梨衣、小岩井ことり、阿部里果（以上10日）、木戸衣吹、大関英里、麻倉もも、小笠原早紀、雨宮天（以上11日）田村奈央、愛美、駒形友梨、小岩井ことり、田所あずさ、夏川椎菜、木戸衣吹、郁原ゆう、平山笑美、大関英里、角元明日香、斉藤佑圭、戸田めぐみ、阿部里果、山口立花子、渡部優衣、Machico、近藤唯、藤井ゆきよ、原嶋あかり、伊藤美来、野村香菜子、中村温姫、田中琴葉（以上12日。田中琴葉は映像で出演）。
THE IDOLM@STER MILLION LIVE! EXTRA LIVE MEG@TON VOICE!!
2017年9月17日、中野サンプラザで開催。
参加声優は山崎はるか、田所あずさ、Machico、上田麗奈、大関英里、香里有佐、末柄里恵、南早紀、渡部恵子、渡部優衣。
THE IDOLM@STER MILLION LIVE! 5thLIVE BRAND NEW PERFORM@NCE!!!
2018年6月2日・3日、さいたまスーパーアリーナで開催。
参加声優は山崎はるか、郁原ゆう、平山笑美、雨宮天、香里有佐、近藤唯、南早紀、渡部恵子、末柄里恵、原嶋あかり、伊藤美来、小笠原早紀、麻倉もも、高橋未奈美、戸田めぐみ、阿部里果、村川梨衣、木戸衣吹、中村温姫（以上2日）、田所あずさ、Machico、稲川英里、田村奈央、上田麗奈、大関英里、角元明日香、愛美、駒形友梨、種田梨沙、小岩井ことり、諏訪彩花、藤井ゆきよ、野村香菜子、浜崎奈々、桐谷蝶々、夏川椎菜、山口立花子、渡部優衣（以上3日）。
ミリシタ感謝祭
2018年10月21日、横須賀芸術劇場で開催。
参加声優は田所あずさ、愛美、阿部里果、角元明日香、桐谷蝶々、小岩井ことり、香里有佐、高橋未奈美、種田梨沙、野村香菜子、平山笑美、藤井ゆきよ、南早紀、渡部恵子。
THE IDOLM@STER MILLION LIVE! 6thLIVE TOUR UNI-ON@IR!!!!
アイドルマスターとしては12度目、ミリオンライブ!としては2度目のライブツアー。仙台・神戸・福岡・埼玉で開催。
- Angel STATION 2019年4月27日・28日、ゼビオアリーナ仙台で開催。参加声優はMachico、稲川英里、平山笑美、田村奈央、香里有佐、近藤唯、角元明日香、末柄里恵、小笠原早紀、麻倉もも、高橋未奈美、桐谷蝶々、夏川椎菜。
- Princess STATION 2019年5月18日・19日、神戸ワールド記念ホールで開催。参加声優は山崎はるか、郁原ゆう、上田麗奈、大関英里、駒形友梨、種田梨沙、諏訪彩花、原嶋あかり、伊藤美来、浜崎奈々、村川梨衣、木戸衣吹、渡部優衣。
- Fairy STATION 2019年6月28日・29日、マリンメッセ福岡で開催。参加声優は田所あずさ、雨宮天、愛美、南早紀、渡部恵子、小岩井ことり、藤井ゆきよ、斉藤佑圭、野村香菜子、戸田めぐみ、阿部里果、山口立花子、中村温姫。
- SPECIAL 2019年9月21日・22日、さいたまスーパーアリーナで開催。参加声優は原嶋あかり、伊藤美来、村川梨衣、駒形友梨、上田麗奈、浜崎奈々、渡部優衣、大関英里、田所あずさ、中村温姫、戸田めぐみ、斉藤佑圭、渡部恵子、角元明日香、桐谷蝶々、近藤唯、小笠原早紀、Machico。ゲストは藤井ゆきよ、末柄里恵、香里有佐、夏川椎菜、山口立花子（以上21日）、諏訪彩花、郁原ゆう、山崎はるか、木戸衣吹、種田梨沙、小岩井ことり、藤井ゆきよ、野村香菜子、山口立花子、阿部里果、南早紀、雨宮天、香里有佐、末柄里恵、平山笑美、高橋未奈美、田村奈央、麻倉もも、稲川英里、夏川椎菜。ゲストは渡部恵子、小笠原早紀、愛美（以上22日）。

ミリシタ感謝祭2019〜2020
2020年1月19日、舞浜アンフィシアターで開催。
参加声優は山崎はるか、田所あずさ、Machico、阿部里果、伊藤美来、郁原ゆう、小岩井ことり、香里有佐、斉藤佑圭、中村温姫、南早紀、長谷川明子、沼倉愛美。サプライズゲストとして、茅原実里、高橋李依。

## 『SideM』からの展開
Mobageのソーシャルゲーム『アイドルマスター SideM』を基幹として展開したものを下記に記述する。シンボルカラーは   緑。シンボルマークは鳥。

### ゲーム（SideM）
- アイドルマスター SideM（Mobage、ソーシャルゲーム）
- アイドルマスター SideM LIVE ON ST@GE!（iOS・Androidアプリ）
- アイドルマスター SideM GROWING STARS（iOS・Androidアプリ）

### ラジオ（SideM）
アイドルマスターSideMラジオ 315プロNight!（2015年4月3日 - ）
パーソナリティ：仲村宗悟、内田雄馬、八代拓（2015年4月3日 - 2016年3月25日）
パーソナリティ：各ユニットごと3ヶ月交代制（2016年4月8日 - ）

### CD（SideM）
ST@RTING LINEシリーズ
ユニット毎のオリジナル楽曲とボイスドラマを収録したシングルCDシリーズ。
2nd ANNIVERSARY DISCシリーズ
1stライブに出演した6組のユニットによる、ユニット超えのシングルCDシリーズ。
ORIGIN@L PIECESシリーズ
各キャラクターのソロ曲を収録したミニアルバム。
Beyond The Dream
2017年2月1日発売。全体曲「Beyond The Dream」を収録したシングルCD。
Cybernetics Wars ZERO 〜願いを宿す機械の子〜
2017年8月30日発売。ゲーム中の同名イベントを元にしたドラマCD。
ANIMATION PROJECTシリーズ
テレビアニメ『アイドルマスター SideM』で使用された楽曲を収録したサウンドトラックシリーズ。
3rd ANNIVERSARY DISC
1stライブ以降にデビューした9組のユニットによる、ユニット超えのシングルCDシリーズ。
WORLD TRE@SUREシリーズ
『アイドルマスター SideM LIVE ON ST@GE!』用に作成された楽曲を収録したシングルCDシリーズ。
WakeMini! MUSIC COLLECTION
テレビアニメ『アイドルマスター SideM 理由あってMini!』で使用された楽曲を収録したサウンドトラックシリーズ。
4th ANNIVERSARY DISC
2019年5月10日に行われたライブイベント『THE IDOLM@STER SideM 4th STAGE 〜TRE@SURE GATE〜』の会場で販売。「ANNIVERSARY DISC」シリーズでは唯一のライブ会場限定販売。
Best Game 2 〜命運を賭けるトリガー〜
2019年10月23日発売。ゲーム内の同名イベントを元にしたドラマCD。
5th ANNIVERSARY DISC
SideM全15組のユニットによる、ユニット超えのシングルCDシリーズ。
NEW STAGE EPISODEシリーズ
ユニット毎のオリジナル楽曲とボイスドラマを収録したシングルCDシリーズ。
ビーストクロニクル 〜Risin’ Soul〜
2020年10月21日発売。ゲーム内の同名イベントを元にしたドラマCD。
GROWING SIGN@Lシリーズ
『アイドルマスター SideM GROWING STARS』用に作成された楽曲を収録したシングルCDシリーズ。
緑陰のGymnasium
2021年10月27日発売。ゲーム内の同名イベントを元にしたドラマCD。
THE IDOLM@STER SideM 2nd ANNIVERSARY SOLO COLLECTION
『2nd ANNIVERSARY DISC』で収録された楽曲のソロバージョンを収録したアルバム。
THE IDOLM@STER SideM 3rd ANNIVERSARY SOLO COLLECTION
『3rd ANNIVERSARY DISC』で収録された楽曲のソロバージョンを収録したアルバム。
THE IDOLM@STER SideM WakeMini! SOLO COLLECTION
『WakeMini! MUSIC COLLECTION』で収録された楽曲のソロバージョンを収録したアルバム。
THE IDOLM@STER SideM 5th ANNIVERSARY UNIT COLLECTION -PRIDE STAR-
『5th ANNIVERSARY DISC 01』で収録された楽曲『PRIDE STAR』のユニットバージョンを収録したアルバム。

### アニメ（SideM）
アイドルマスター SideM（アニメ）

2017年10月から12月まで放送された。
アイドルマスター SideM 理由あってMini!（アニメ）

同名漫画のアニメ化。2018年10月から12月まで放送された。

### 体験型ゲーム（SideM）
イベント形式については体験型ゲーム（シンデレラガールズ）参照。
THE IDOLM@STER SideM THANKS ST@RRY PARTY!!!!!〜みんなでつくる感謝祭〜
2019年11月7日から2020年1月26日にかけて、東京ミステリーサーカス4Fにて開催。会場での公演型のイベント。BRIGHT MOON回とSHINING SUN回に分かれていて、回毎にプロデュースできるアイドルは異なる。プロデュースできるのは、BRIGHT MOONならばDRAMATIC STARS、FRAME、S.E.Mから、SHINING SUNならばW、High×Joker、神速一魂から1組である。

### 漫画（SideM）
アイドルマスター SideM ドラマチックステージ
アイドルマスター SideM 理由あってMini!
アイドルマスター SideM ストラグルハート
アイドルマスター SideM コミックアンソロジー
アイドルマスター SideM アンソロジー

### イベント（SideM）
THE IDOLM@STER ST@RTING LINE 発売記念イベント
CDシリーズ『THE IDOLM@STER ST@RTING LINE』の発売を記念して行われたシークレットイベント。
THE IDOLM@STER SideM 1st STAGE〜ST@RTING!〜
2015年12月6日、舞浜アンフィシアターにて開催された『SideM』初の単独ライブイベント。
参加声優は寺島拓篤、松岡禎丞、神原大地、仲村宗悟、内田雄馬、八代拓、梅原裕一郎、堀江瞬、高塚智人、野上翔、千葉翔也、白井悠介、永塚拓馬、渡辺紘、山谷祥生、菊池勇成、伊東健人、榎木淳弥、中島ヨシキ
THE IDOLM@STER SideM 2nd ANNIVERSARY DISC CD発売記念イベント
CDシリーズ『2nd ANNIVERSARY DISC』の発売を記念して行われたシークレットイベント。
THE IDOLM@STER ORIGIN@L PIECES 発売記念イベント
CDシリーズ『ORIGIN@L PIECES』の発売を記念して行われたシークレットイベント。
THE IDOLM@STER SideM 2nd STAGE〜ORIGIN@L STARS〜
2017年2月11・12日、幕張メッセイベントホールにて開催。
参加声優は仲村宗悟、内田雄馬、八代拓（以上11日・12日両日）、野上翔、千葉翔也、白井悠介、永塚拓馬、渡辺紘、バレッタ裕、山下大輝、中田祐矢、熊谷健太郎、濱健人、増元拓也、益山武明、深町寿成、永野由祐、土岐隼一、三瓶由布子、浦尾岳大、徳武竜也、笠間淳、汐谷文康、駒田航（以上11日のみ）、梅原裕一郎、堀江瞬、高塚智人、山谷祥生、菊池勇成、伊東健人、榎木淳弥、中島ヨシキ、狩野翔、天﨑滉平、古川慎、児玉卓也、小林大紀、寺島惇太、小松昌平、濱野大輝、矢野奨吾、古畑恵介、村瀬歩、松岡禎丞（以上12日のみ）。
THE IDOLM@STER SideM GREETING TOUR 2017 〜BEYOND THE DREAM〜
アイドルマスターとしては8度目、SideMとしては初のライブツアー。 広島、 大阪、 愛知、東京、 北海道、 石川で公演が行われた。
- 広島公演 2017年4月2日開催（BLUE LIVE HIROSHIMA）。参加声優は仲村宗悟、内田雄馬、八代拓、野上翔、千葉翔也、白井悠介、永塚拓馬、渡辺紘。
- 大阪公演 2017年4月16日開催（オリックス劇場）。参加声優は熊谷健太郎、濱健人、増元拓也、狩野翔、天﨑滉平、古川慎、児玉卓也、小林大紀、神原大地。
- 愛知公演 2017年5月6・7日の二回公演（名古屋国際会議場センチュリーホール）。参加声優は狩野翔、天﨑滉平、古川慎、児玉卓也、小林大紀、寺島惇太、小松昌平、濱野大輝、笠間淳、汐谷文康、駒田航、松岡禎丞（以上6日）、仲村宗悟、内田雄馬、八代拓、野上翔、千葉翔也、白井悠介、永塚拓馬、渡辺紘、益山武明、深町寿成（以上7日）。
- 東京公演 2017年6月4日開催（豊洲PIT）。参加声優は伊東健人、榎木淳弥、中島ヨシキ、矢野奨吾、古畑恵介、村瀬歩、三瓶由布子、徳武竜也、浦尾岳大、寺島拓篤。
- 北海道公演 2017年6月11日開催（Zepp Sapporo）。参加声優は山谷祥生、菊池勇成、熊谷健太郎、濱健人、増元拓也、永野由祐、土岐隼一。
- 石川公演 2017年6月18日開催（本多の森ホール）。参加声優は梅原裕一郎、堀江瞬、高塚智人、バレッタ裕、山下大輝、中田祐矢、矢野奨吾、古畑恵介、村瀬歩。

THE IDOLM@STER SideM 3rdLIVE TOUR 〜GLORIOUS ST@GE!〜
アイドルマスターとしては10度目、SideMとしては2度目のライブツアー。
- 幕張公演 2月3・4日開催（幕張メッセイベントホール）。参加声優は仲村宗悟、内田雄馬、八代拓、伊東健人、榎木淳弥、中島ヨシキ、狩野翔、天﨑滉平、古川慎、児玉卓也、小林大紀、永野由祐、土岐隼一、笠間淳、汐谷文康、駒田航（以上両日）、寺島拓篤、神原大地、松岡禎丞、梅原裕一郎、堀江瞬、高塚智人、野上翔、千葉翔也、白井悠介、永塚拓馬、渡辺紘、山谷祥生、菊池勇成、バレッタ裕、山下大輝、中田祐矢、熊谷健太郎、濱健人、増元拓也、益山武明、深町寿成、寺島惇太、小松昌平、濱野大輝、矢野奨吾、古畑恵介、村瀬歩、三瓶由布子、徳武竜也、浦尾岳大（以上3日のみ）
- 宮城公演 2月24・25日開催（ゼビオアリーナ仙台）。参加声優は野上翔、千葉翔也、白井悠介、永塚拓馬、渡辺紘、山谷祥生、菊池勇成、寺島惇太、小松昌平、濱野大輝、矢野奨吾、古畑恵介、村瀬歩、三瓶由布子、徳武竜也、浦尾岳大（以上両日）、益山武明、深町寿成（以上24日のみ）、熊谷健太郎、濱健人、増元拓也（以上25日のみ）
- 福岡公演  3月25日開催（西日本総合展示場）。参加声優は堀江瞬、高塚智人、伊東健人、榎木淳弥、中島ヨシキ、狩野翔、天﨑滉平、古川慎、児玉卓也、小林大紀、寺島惇太、小松昌平、濱野大輝、矢野奨吾、古畑恵介、村瀬歩、笠間淳、汐谷文康、駒田航。
- 静岡公演 4月28・29日開催（エコパアリーナ）。参加声優は仲村宗悟、内田雄馬、八代拓、熊谷健太郎、濱健人、増元拓也、永野由祐、土岐隼一（以上両日）、山谷祥生、菊池勇成、バレッタ裕、中田祐矢、益山武明、深町寿成、狩野翔、天﨑滉平、古川慎、児玉卓也、小林大紀（以上28日のみ）、野上翔、千葉翔也、白井悠介、永塚拓馬、渡辺紘、伊東健人、榎木淳弥、中島ヨシキ、笠間淳、汐谷文康、駒田航、サプライズゲストとして益山武明、菊池勇成（以上29日のみ）。

THE IDOLM@STER SideM Five-St@r Party!!
2018年5月20日、パシフィコ横浜国立大ホールにて開催。
出演声優は寺島拓篤、松岡禎丞、神原大地、仲村宗悟、内田雄馬、八代拓、堀江瞬、高塚智人、野上翔、千葉翔也、白井悠介、永塚拓馬、渡辺紘、山谷祥生、菊池勇成、伊東健人、榎木淳弥、中島ヨシキ、石川界人、河西健吾。
THE IDOLM@STER SideM WORLD TRE@SURE 発売記念イベント
CDシリーズ『WORLD TRE@SURE』の発売を記念して行われているシークレットイベント。
THE IDOLM@STER SideM PRODUCER MEETING 315 SP@RKLING TIME WITH ALL!!!
2019年3月15・16・17日、幕張メッセイベントホールにて開催。
参加声優は仲村宗悟、高塚智人、濱健人、古川慎、益山武明、古畑恵介、小松昌平、永野由祐、山谷祥生、永塚拓馬、深町寿成、矢野奨吾、徳武竜也、菊池勇成、増元拓也、バレッタ裕、児玉卓也、汐谷文康（以上15日）、寺島拓篤、濱健人、千葉翔也、小林大紀、古畑恵介、小松昌平、濱野大輝、永野由祐、山下大輝、深町寿成、矢野奨吾、伊東健人、駒田航、菊池勇成、増元拓也、中田祐矢、白井悠介、狩野翔、児玉卓也（以上16日）、寺島拓篤、仲村宗悟、高塚智人、野上翔、益山武明、寺島惇太、浦尾岳大、山谷祥生、熊谷健太郎、永塚拓馬、渡辺紘、天﨑滉平、中島ヨシキ、笠間淳、土岐隼一、バレッタ裕、中田祐矢、狩野翔、榎木淳弥、汐谷文康（以上17日）。
THE IDOLM@STER SideM 4th STAGE 〜TRE@SURE GATE〜
2019年5月11・12日、さいたまスーパーアリーナにて開催。
出演声優は神原大地、仲村宗悟、土岐隼一、堀江瞬、山谷祥生、熊谷健太郎、中田祐矢、千葉翔也、渡辺紘、益山武明、児玉卓也、矢野奨吾、古畑恵介、榎木淳弥、寺島惇太、浦尾岳大、笠間淳（以上両日）、永野由祐、菊池勇成、濱健人、増元拓也、バレッタ裕、山下大輝、深町寿成、伊東健人、中島ヨシキ、小松昌平、濱野大輝、汐谷文康、駒田航（以上11日のみ）、寺島拓篤、松岡禎丞、内田雄馬、八代拓、梅原裕一郎、高塚智人、野上翔、白井悠介、永塚拓馬、狩野翔、天﨑滉平、古川慎、小林大紀、村瀬歩、徳武竜也（以上12日のみ）

## 『シャイニーカラーズ』からの展開
スマートフォン向けゲーム『アイドルマスター シャイニーカラーズ』を基幹として展開したものを下記に記述する。シンボルカラーは   水色。シンボルマークは白鳥。

### ゲーム（シャイニーカラーズ）
- アイドルマスター シャイニーカラーズ（iOS・Android・PC）
- アイドルマスター シャイニーカラーズ Song for Prism（iOS・Android）

### ラジオ（シャイニーカラーズ）
アイドルマスター シャイニーカラーズ はばたきラジオステーション（2018年6月14日 - ）
パーソナリティ：各ユニット週替わり制
イルミネーションスターズ（第1回 - ）
- 関根瞳（櫻木真乃 役）
- 近藤玲奈（風野灯織 役）
- 峯田茉優（八宮めぐる 役）

アンティーカ（第2回 - ）
- 礒部花凜（月岡恋鐘 役）
- 菅沼千紗（田中摩美々 役）
- 八巻アンナ（白瀬咲耶 役）
- 成海瑠奈（三峰結華 役）
- 結名美月（幽谷霧子 役）

アルストロメリア（第3回 - ）
- 黒木ほの香（大崎甘奈 役）
- 前川涼子（大崎甜花 役）
- 芝崎典子（桑山千雪 役）

放課後クライマックスガールズ（第4回 - ）
- 河野ひより（小宮果穂 役）
- 白石晴香（園田智代子 役）
- 永井真里子（西城樹里 役）
- 丸岡和佳奈（杜野凛世 役）
- 涼本あきほ（有栖川夏葉 役）

ストレイライト（第38回 - ）
- 田中有紀（芹沢あさひ 役）
- 幸村恵理（黛冬優子 役）
- 北原沙弥香（和泉愛依 役）

ノクチル（第94回 - ）
- 和久井優（浅倉透 役）
- 土屋李央（樋口円香 役）
- 田嶌紗蘭（福丸小糸 役）
- 岡咲美保（市川雛菜 役）

シーズ（第138回 - ）
- 紫月杏朱彩（七草にちか 役）
- 山根綺（緋田美琴 役）

### CD（シャイニーカラーズ）
BRILLI@NT WINGシリーズ
ユニット毎のゲーム内オリジナル楽曲とボイスドラマを収録したシングルCDシリーズ。

SE@SONAL WINTER
2018年12月19日発売。ゲーム内全体曲「NOW FLAKES MEMORIES」「Let's get a chance」を収録したシングルCD。

FR@GMENT WINGシリーズ
ユニット毎のゲーム内オリジナル楽曲とボイスドラマを収録したシングルCDシリーズ。

FUTURITY SMILE
2019年12月18日発売。ゲーム内全体曲「FUTURITY SMILE」と歌唱にストレイライトを加えた「Spread the Wings!! -19 colors-」を収録したシングルCD。

SWEET♡STEP
2020年2月12日発売。ゲーム内全体曲「SWEET♡STEP」と歌唱にストレイライトを加えた「Multicolored Sky -19 colors-」を収録したシングルCD。

GR@DATE WINGシリーズ
ユニット毎のゲーム内オリジナル楽曲とボイスドラマを収録したシングルCDシリーズ。

デビ太郎 VS ジャスティスV
2020年7月29日発売。エイプリルフールイベント限定楽曲を収録したシングル。オンライン限定販売。
COLORFUL FE@THERSシリーズ
各キャラクターのソロ曲を収録したミニアルバム。

L@YERED WINGシリーズ
ユニット毎のゲーム内オリジナル楽曲とボイスドラマを収録したシングルCDシリーズ。

### アニメ（シャイニーカラーズ）
アイドルマスター シャイニーカラーズ

2024年に1st seasonと2nd seasonが放送された。

### 漫画（シャイニーカラーズ）
アイドルマスター シャイニーカラーズ シャニマスえぶりでい!
アイドルマスター シャイニーカラーズ
アイドルマスター シャイニーカラーズ コヒーレントライト
アイドルマスター シャイニーカラーズ 事務的光空記録（じむてきシャイノグラフィ）

### イベント（シャイニーカラーズ）
THE IDOLM@STER SHINY COLORS BRILLI@NT WING発売記念イベント
CDシリーズ『THE IDOLM@STER SHINY COLORS BRILLI@NT WING』の発売を記念して行われたシークレットイベント。
THE IDOLM@STER SHINY COLORS 1stLIVE FLY TO THE SHINY SKY
2019年3月9・10日、舞浜アンフィシアターにて開催された『シャイニーカラーズ』初の単独ライブイベント。
参加声優は関根瞳、近藤玲奈、峯田茉優、礒部花凜、菅沼千紗、八巻アンナ、成海瑠奈、結名美月、河野ひより、白石晴香、永井真里子、丸岡和佳奈、涼本あきほ、黒木ほの香、前川涼子、芝崎典子。
THE IDOLM@STER SHINY COLORS FR@GMENT WING発売記念イベント
CDシリーズ『THE IDOLM@STER SHINY COLORS FR@GMENT WING』の発売を記念して行われたシークレットイベント。
アソビストア presents THE IDOLM@STER SHINY COLORS SUMMER PARTY 2019
2019年8月18日、パシフィコ横浜国立大ホールにて開催。
参加声優は田中有紀、幸村恵理、北原沙弥香（以上両日）、関根瞳、近藤玲奈、峯田茉優、礒部花凜、菅沼千紗、八巻アンナ、成海瑠奈、結名美月（以上昼公演のみ）、河野ひより、白石晴香、永井真里子、丸岡和佳奈、涼本あきほ、黒木ほの香、前川涼子、芝崎典子（以上夜公演のみ）
283プロダクション プロデューサー感謝祭 〜1.5 Anniversary Festival!!〜
2019年10月27日、森のホール21にて開催。
参加声優は関根瞳、近藤玲奈、峯田茉優、礒部花凜、菅沼千紗、八巻アンナ、成海瑠奈、結名美月、河野ひより、白石晴香、永井真里子、丸岡和佳奈、涼本あきほ、黒木ほの香、前川涼子、芝崎典子、田中有紀、幸村恵理、北原沙弥香。
THE IDOLM@STER SHINY COLORS GR@DATE WING発売記念イベント
CDシリーズ『THE IDOLM@STER SHINY COLORS GR@DATE WING』の発売を記念して行われるシークレットイベント。

## 『KR』からの展開
テレビドラマ『THE IDOLM@STER.KR』を基幹として展開したものを下記に記述する。

### ドラマ（KR）
THE IDOLM@STER.KR
2017年4月28日よりSBSで放送後、Amazonプライムにて配信された。

### CD（KR）
THE IDOLM@STER.KR MUSIC シリーズ
THE IDOLM@STER.KRの挿入歌を収録したアルバムシリーズ。

### イベント（KR）
THE IDOLM@STER.KR 1st ST＠GE in Japan
2017年4月7日、ZEPPダイバーシティ東京で開催。
THE IDOLM@STER.KR 2nd ST＠GE in Japan
2017年8月20日、SELENE b2で開催。

## 『vα-liv』からの展開
バーチャルアイドルプロジェクト『PROJECT IM@S vα-liv』を基幹として展開したものを下記に記述する。

## 『学園アイドルマスター』からの展開
アイドルプロジェクト『学園アイドルマスター』を基幹として展開したものを下記に記述する。シンボルカラーは   オレンジ色。シンボルマークはハチドリ。

### ゲーム（学マス）
- 学園アイドルマスター（iOS・Android）

## シリーズ合同作品

### ゲーム（合同）
- アイドルマスター スターリットシーズン（PS4・Steam）
- アイドルマスター ポップリンクス（iOS・Android）
- アイドルマスター ツアーズ（アーケード）

### ラジオ（合同）
THE IDOLM@STER MUSIC ON THE RADIO
ニコニコ生放送：2018年10月17日 -
パーソナリティ：沼倉愛美

### イベント（合同）
THE IDOLM@STER M@STERS OF IDOL WORLD!!2014
2014年2月22・23日にさいたまスーパーアリーナにて開催。
参加声優は中村繪里子、長谷川明子、今井麻美、仁後真耶子、浅倉杏美、平田宏美、下田麻美、釘宮理恵、たかはし智秋、原由実、沼倉愛美、滝田樹里、『シンデレラガールズ』から福原綾香、松嵜麗、佳村はるか、大橋彩香、原紗友里、青木瑠璃子（以上22・23両日）、五十嵐裕美、山本希望、高森奈津美、黒沢ともよ、三宅麻理恵（以上23日のみ）、『ミリオンライブ!』から麻倉もも、田所あずさ、山崎はるか、渡部優衣、木戸衣吹、Machico（以上22・23両日）、伊藤美来、夏川椎菜、雨宮天、藤井ゆきよ、愛美（以上22日のみ）、サプライズゲストとして『DS』から戸松遥（23日のみ）。
THE IDOLM@STER M@STERS OF IDOL WORLD!!2015
2015年7月18・19日に西武プリンスドームにて開催。10周年記念。
参加声優は中村繪里子、今井麻美、浅倉杏美、平田宏美、下田麻美、釘宮理恵、たかはし智秋、原由実、沼倉愛美、滝田樹里、『シンデレラガールズ』から大橋彩香、福原綾香、原紗友里、大空直美、青木瑠璃子、松嵜麗、（以上18・19両日）、五十嵐裕美、山本希望、高森奈津美、黒沢ともよ、佳村はるか、洲崎綾（以上19日のみ）、『ミリオンライブ!』から山崎はるか、田所あずさ、Machico、麻倉もも、藤井ゆきよ、渡部優衣（以上18・19両日）、伊藤美来、夏川椎菜、雨宮天、上田麗奈、木戸衣吹、愛美（以上19日のみ）。
アイドルマスター マストソングス 赤盤/青盤×アイドルマスター シンデレラガールズ スターライトステージ ゲームでバトルしちゃいM@S!
2015年9月19日、幕張メッセで開催された東京ゲームショウ2015内で行われたイベントステージ。アイドルマスター マストソングスとアイドルマスター シンデレラガールズ スターライトステージの紹介がメイン。
参加声優は中村繪里子、今井麻美、原由実、『シンデレラガールズ』から大橋彩香、福原綾香、原紗友里。
IM@S GAME SHOW 2016
2016年9月18日、幕張メッセで開催された東京ゲームショウ2016内で行われたイベントステージ。アイドルマスター プラチナスターズとアイドルマスター シンデレラガールズ ビューイングレボリューションの紹介がメイン。
参加声優は今井麻美、原由実、『シンデレラガールズ』から大橋彩香、福原綾香、原紗友里。
THE IDOLM@STER 765 MILLIONSTARS First Time in TAIWAN
2017年4月22日・23日、台北国際会議中心で開催。アイドルマスター初の海外公演であり、765 MILLIONSTARS名義では初の公演である。
参加声優は中村繪里子、今井麻美、浅倉杏美、下田麻美、原由実、沼倉愛美、山崎はるか、Machico、稲川英里、愛美、末柄里恵、野村香菜子、麻倉もも、渡部優衣。
IM@S GAME SHOW 2017
2017年9月23日、幕張メッセで開催された東京ゲームショウ2017内で行われたイベントステージ。『アイドルマスター ステラステージ』と『アイドルマスター ミリオンライブ! シアターデイズ』の紹介がメイン。
参加声優は中村繪里子、今井麻美、下田麻美、『ミリオンライブ!』から阿部里果、平山笑美、小笠原早紀。
THE IDOLM@STER 765 MILLIONSTARS HOTCHPOTCH FESTIV@L!!
2017年10月7・8日、日本武道館で開催。
参加声優は中村繪里子、沼倉愛美、平田宏美、原由実、仁後真耶子、たかはし智秋、山崎はるか、郁原ゆう、平山笑美、上田麗奈、大関英里、近藤唯、愛美、南早紀、原嶋あかり、伊藤美来、 野村香菜子、小笠原早紀、麻倉もも、戸田めぐみ、桐谷蝶々、夏川椎菜、渡部優衣（以上7日）、今井麻美、長谷川明子、若林直美、浅倉杏美、下田麻美、釘宮理恵、田所あずさ、Machico、稲川英里、雨宮天、田村奈央、香里有佐、角元明日香、渡部恵子、駒形友梨、小岩井ことり、諏訪彩花、藤井ゆきよ、末柄里恵、高橋未奈美、浜崎奈々、阿部里果、山口立花子、中村温姫（以上8日）。

### CD（合同）
なんどでも笑おう
2020年9月30日発売。15周年記念曲「なんどでも笑おう」を収録したシングルCD。
THE IDOLM@STER POPLINKS POPLINKS TUNE!!!!!
2021年7月28日発売。 『ポップリンクス』テーマ曲「POPLINKS TUNE!!!!!」を収録したシングルCD。
VOY@GER
2021年8月4日発売。THE IDOLM@STERシリーズ イメージソング2021「VOY@GER」を収録したシングルCD。
STARLIT SEASON シリーズ
『スターリットシーズン』の楽曲などを収録したキャラクターソングシリーズ。

### Blu-ray（合同）
THE IDOLM@STER M@STERS OF IDOL WORLD!!2014 Day-1 / Day-2 / PERFECT BOX
2014年10月22日発売のブルーレイディスク。発売元はバンダイナムコゲームス、販売元はランティス。2014年2月に行われたライブイベント「THE IDOLM@STER M@STERS OF IDOL WORLD!!2014」の模様を収録。単品は22日公演収録のDay-1と23日公演収録のDay-2の2種類で各2枚組。そして、両公演に特典映像BDとイベントのテーマソング「IDOL POWER RAINBOW」を収録したCDを同梱した"PERFECT BOX"がある。
THE IDOLM@STER M@STERS OF IDOL WORLD!!2015 Day-1 / Day-2 / PERFECT BOX
2016年6月8日発売のブルーレイディスク。発売元はバンダイナムコエンターテインメント、販売元はランティス。2015年7月に行われたライブイベント「THE IDOLM@STER M@STERS OF IDOL WORLD!!2015」の模様を収録。単品は18日公演収録のDay-1と19日公演収録のDay-2の2種類で各2枚組。そして、両公演に特典映像BDとイベントのテーマソング「アイ MUST GO!」を収録したCDを同梱した"PERFECT BOX"がある。
THE IDOLM@STER 765 MILLIONSTARS HOTCHPOTCH FESTIV@L!! LIVE Blu-ray DAY-1 / DAY-2 / GOTTANI-BOX
2018年11月21日発売のブルーレイディスク。発売元はバンダイナムコエンターテインメント、販売元はバンダイナムコアーツ。2017年10月に行われたイベント「THE IDOLM@STER 765 MILLIONSTARS HOTCHPOTCH FESTIV@L!!」の模様を収録。単品は7日公演収録のDAY-1と8日公演収録のDAY-2の2種類で各2枚組。そして、両公演に特典映像BD同梱した"GOTTANI-BOXX"がある。

### テレビ番組（合同）
SONGS OF TOKYO Festival 2020（NHKワールド JAPAN）
2020年10月24・25・31日・11月1日に海外向け放送「NHKワールド JAPAN」にて放送、日本でもストリーミング配信で視聴できた他、総合テレビでも2021年1月3日に放送された。765PRO ALLSTARSから中村繪里子・浅倉杏美・原由実、『シンデレラガールズ』から大橋彩香・山下七海・松井恵理子、『ミリオンライブ!』から山崎はるか・木戸衣吹・伊藤美来、『SideM』から熊谷健太郎・濱健人・増元拓也、『シャイニーカラーズ』から関根瞳・近藤玲奈・峯田茉優が出演した。
声優パーク建設計画 メタバース部（テレビ朝日）
2022年9月11日放送、「豪華生放送!アイドルマスター全ブランド大集合」と称して生放送が放映された。765PRO ALLSTARSから今井麻美、『シンデレラガールズ』から牧野由依、『ミリオンライブ!』から木戸衣吹、『SideM』から駒田航、『シャイニーカラーズ』から峯田茉優が出演した。

## 他作品とのコラボレーション

### 太鼓の達人シリーズ
バンダイナムコエンターテインメント（以下BNEI）より発売されている音楽ゲーム『太鼓の達人』シリーズ。アーケード版では「太鼓の達人7」以降、家庭用ゲーム版ではニンテンドーDS用ソフト、Wii用ソフトの全作品、PSP用ソフトの「ぽ〜たぶる2」、PS2用ソフトの『アニメスペシャル』『ドカッ!と大盛り七代目』に、『THE IDOLM@STER』のゲーム内使用曲からいくつか使用されており、その曲でプレイするとデフォルメ化されたアイドル達が踊り子として登場する（ただし、DS版1作目『タッチでドコドン!!』のみ未登場）。楽曲はいずれも、アイドルを担当した声優全員が歌う形の音源が使われている。
また、太鼓の達人シリーズに登場するマスコットキャラである和田どん・和田かつが『THE IDOLM@STER』内で使用されるアクセサリとして登場する他、『SP』のオプションで変更出来るTV出演シーン時に背景に立てられる書き割りに太鼓の達人のキャラクターが描かれたものがある・『ミリオンライブ!』でカード内にどんとかつのお面が登場するなど、相互に出演する形となっている。
『シンデレラガールズ』関連ではアーケード版「キミドリVer.」の2015年1月アップデートから同作の楽曲が追加されている。『シンデレラガールズ』楽曲ではデフォルメキャラクター「ぷちデレラ」達が踊り子になっている。楽曲追加に合わせてコラボキャンペーンも行われ、『シンデレラガールズ』側では和田どんが「ダッコどん」の名前でぷち衣装としてプレゼントされている。また、アニメ版のEDや、アニメ26話にも筐体が登場している。2015年10月には『シンデレラガールズ』との単独コラボに加え、『SideM』との単独コラボキャンペーンも行われ、同作の楽曲も追加される。『SideM』楽曲ではデフォルメキャラクター「SideMini」達が踊り子になっている。
『アイドルマスター マストソングス』ではシンデレラガールズ、ミリオンライブ!、SideMの楽曲を除き太鼓の達人に収録されている楽曲が全て収録されている。
収録曲は以下の通り。アーケード版においては「キミドリVer.」の2014年12月アップデートからアイマス専用フォルダが追加されている。
- THE IDOLM@STER：「太鼓の達人7 - 9」、「太鼓の達人 ムラサキ Ver.〜」（AC）、「アニメスペシャル」（PS2）、「ぽ〜たぶる2（ダウンロード曲）」（PSP）
- ポジティブ!：「太鼓の達人7 - 8」（AC）、「アニメスペシャル」（PS2）
- 魔法をかけて!：「太鼓の達人8 - 9」、「太鼓の達人 ムラサキ Ver.〜」（AC）、「ぽ〜たぶる2」（PSP）、「ドカッ!と大盛り七代目」（PS2）、「どんとかつの時空大冒険（ダウンロード曲）」（3DS）
- GO MY WAY!!：「太鼓の達人9 - 10」、「太鼓の達人 キミドリ Ver.〜」（AC）、「タッチでドコドン!」（DS）、「Wii 決定版」（Wii）、「太鼓の達人 ぽ〜たぶるDX（ダウンロード曲）」（PSP）、「特盛り！」（Wii U）、「どんとかつの時空大冒険（ダウンロード曲）」（3DS）
- エージェント夜を往く：「太鼓の達人10 - 14」（AC）、「7つの島の大冒険」（DS）、「太鼓の達人 ぽ〜たぶるDX（ダウンロード曲）」（PSP）
- shiny smile：「太鼓の達人11（隠し曲）」、「太鼓の達人 ムラサキ Ver.〜」（AC）、「7つの島の大冒険」（DS）
- Do-Dai：「太鼓の達人12 - 13」（AC）「太鼓の達人Wii」（Wii）、「太鼓の達人 ぽ〜たぶるDX（ダウンロード曲）」（PSP）
- 神さまのBirthday：「太鼓の達人12 - 12 ド〜ン!と増量版（12は隠し曲、12増量版は最初から登場）」（AC）「太鼓の達人Wii」（Wii）
- キラメキラリ：「太鼓の達人12 ド〜ン!と増量版 - 14」、「太鼓の達人（新無印）〜」（AC）「太鼓の達人 ぽ〜たぶるDX」（PSP）、「どんとかつの時空大冒険（ダウンロード曲）」（3DS）
- I Want：「太鼓の達人12 ド〜ン!と増量版 - 13（12増量版は隠し曲、13は最初から登場）」（AC）、「Wii ドドーンと2代目!」（Wii）
- “HELLO!!”：「太鼓の達人13」（AC）、「Wii ドドーンと2代目!」（Wii）
- オーバーマスター：「太鼓の達人14」（AC）、「太鼓の達人 ぽ〜たぶる2（ダウンロード曲）」（PSP）、
- relations：「太鼓の達人14」（AC）、「ドロロン! ヨーカイ大決戦!!」（DS）、「Wii超ごうか版」（Wii）
- L・O・B・M：「Wii みんなでパーティ☆3代目!」（Wii）
- The world is all one !!：「太鼓の達人 ぽ〜たぶるDX」（PSP）「太鼓の達人（新無印）」（AC）
- SMOKY THRILL：「太鼓の達人 ぽ〜たぶるDX（ダウンロード曲）」（PSP）、「太鼓の達人（新無印）〜」（AC）

AC版新筐体移行後の追加曲
- READY!!：「太鼓の達人 (新無印)〜」（AC）、「太鼓の達人 ぽ〜たぶるDX（ダウンロード曲）」（PSP）
- きゅんっ!ヴァンパイアガール：「太鼓の達人 ソライロ Ver.〜」（AC）、「ちびドラゴンと不思議なオーブ」（3DS）
- 七彩ボタン：「太鼓の達人 KATSU-DON Ver.〜」　（AC）、「Wii Uば～じょん！」（Wii U）
- MUSIC♪：「Wii超ごうか版」（Wii）
- Honey Heartbeat 〜10 Stars Mix〜：「太鼓の達人 モモイロ Ver.〜」（AC）、「特盛り！」（Wii U）、「どんとかつの時空大冒険（ダウンロード曲）」（3DS）
- ONLY MY NOTE：「太鼓の達人 キミドリ Ver.〜」、「どんとかつの時空大冒険」（3DS）
- 自分REST@RT：「太鼓の達人 キミドリ Ver.〜」（AC）、「どんとかつの時空大冒険（ダウンロード曲）」（3DS）
- M@STERPIECE：「太鼓の達人 キミドリ Ver.〜」（AC）
- お願い!シンデレラ：「太鼓の達人 キミドリ Ver.〜」（AC）
- Star!!：「太鼓の達人 キミドリ Ver.〜」（AC）、「Vバージョン」（PS Vita）
- Thank You!：「太鼓の達人 ムラサキ Ver.〜」（AC）
- GOIN’!!!：「太鼓の達人 ムラサキ Ver.〜」（AC）
- 待ち受けプリンス：「太鼓の達人 ムラサキ Ver.〜」（AC）
- マジで…!?：「太鼓の達人 ムラサキ Ver.〜」（AC）
- Shine!!：「太鼓の達人 ムラサキ Ver.〜」（AC）
- DRIVE A LIVE：「太鼓の達人 ムラサキ Ver.〜」（AC）、「ドコドン！ミステリーアドベンチャー」（3DS）
- アイ MUST GO!：「太鼓の達人 ホワイト Ver.〜」（AC）
- あんずのうた：「太鼓の達人 レッド Ver.〜」（AC）、「Nintendo Switchば～じょん！」（NS）
- ミツボシ☆☆★：「太鼓の達人 レッド Ver.〜」（AC）
- 華蕾夢ミル狂詩曲〜魂ノ導〜：「太鼓の達人 レッド Ver.〜」（AC）
- Tulip：「太鼓の達人 レッド Ver.〜」（AC）
- S（mile）ING!：「太鼓の達人 レッド Ver.〜」（AC）
- Never say never：「太鼓の達人 レッド Ver.〜」（AC）
- TOKIMEKIエスカレート：「太鼓の達人 レッド Ver.〜」（AC）
- エンジェル ドリーム[注 10]：「太鼓の達人 イエロー Ver.〜」（AC）
- Brand New Theater!：「太鼓の達人 イエロー Ver.〜」（AC）
- Reason!!：「太鼓の達人 イエロー Ver.〜」（AC）
- GLORIOUS RO@D：「太鼓の達人 ブルー Ver.〜」（AC）
- Spread the Wings!!：「太鼓の達人 グリーン Ver.〜 ニジイロ Ver.」（AC）
- ヒカリのdestination：「太鼓の達人 グリーン Ver.〜 ニジイロ Ver.」（AC）
- なんどでも笑おう：「太鼓の達人 ニジイロ Ver.」（AC）
- Rat A Tat!!!：「太鼓の達人 ニジイロ Ver.」（AC）
- ツバサグラビティ：「太鼓の達人 ニジイロ Ver.」（AC）

### エースコンバットシリーズ
BNEIから発売されているフライトシューティングゲーム『ACE COMBAT』シリーズ。ゲーム中で使用する機体の配色と性能を変更した「スペシャルカラー機体」として、THE IDOLM@STERのキャラクターをデザインした機体が全13種類配信された（詳細は エースコンバット6 解放への戦火#ダウンロードコンテンツを参照）。また、模型メーカーのハセガワより、上記の機体のプラモデルが限定生産で商品化されている（詳細はアイドルマスタープロジェクトを参照）。
エースコンバット6 解放への戦火
Xbox 360用ソフト。DLCとしてTHE IDOLM@STERのキャラクターをデザインしたスペシャルカラー機体が配信された。
A-10A -THE IDOLM@STER SP-を除いて、機体の主翼（または胴体、あるいはその両方）及び垂直尾翼にはステージ衣装を着た765プロ所属アイドルが描かれる他、サインやアクセサリ、その他描かれたアイドルや声を演じた声優にちなんだアイテムが描かれており、機体のベースカラーには描かれたアイドルのイメージカラーが使用されている。
機体の挙動は描かれたアイドルの特徴に合わせて変更されており、例えば春香の場合、転びやすいという特徴を機体の失速のしやすさで表現している。ミサイル及び特殊兵装の搭載数はアイドルのプロフィールに合わせて変更されており、ミサイルの搭載数は身長と同じ数値に、特殊兵装の搭載数はバスト、ウエスト、ヒップの各サイズと同じ数値になり、特殊兵装が4種類となる機体の場合、4種類目は体重と同じ数値になる。A-10A -THE IDOLM@STER SP-に関しては一人のアイドルだけが描かれるのではなく、音無小鳥をメインに、高木社長とデフォルメ化された765プロ所属の全アイドル、3人の審査員などが描かれ、ミサイルと3種類の特殊兵装の搭載数はそれぞれ765、70、60、50となる。
これらの機体から発射されたミサイルの噴射煙の色は通常の白灰色ではなく、色付きのカラースモークとなっており、アイドルのイメージカラーに着色されている。ただし、美希を描いたSu-33、覚醒美希を描いたSu-47、律子を描いたF/A-18F、765プロ全員を描いたA-10Aは全て同じ色であり、イメージカラーが白である雪歩を描いたF-117Aには色の変更がない。
価格は他のダウンロード機体が200マイクロソフトポイント（約300円）なのに対しこのシリーズは400マイクロソフトポイント（約600円）である（ただし、亜美と真美の機体のみ2機セットで400マイクロソフトポイント、A-10A -THE IDOLM@STER SP-は100マイクロソフトポイントとなっている）。スペシャルカラー機体は毎月1回（2007年11月は1日と22日の2回）配信され、2008年7月24日をもって新機体の配信は終了した。
なお、それぞれの機体はアイドルの誕生日に近づけて配信された。
- Su-33 Flanker -THE IDOLMASTER MIKI- - 2007年11月22日配信開始。
- F-117A Night Hawk -THE IDOLMASTER YUKIHO- - 2007年12月19日配信開始。
- Su-47 Berkut - THE IDOLMASTER MIKI-EX- - 2008年1月30日配信開始。
- F-15E Strike Eagle - THE IDOLMASTER CHIHAYA- - 2008年2月28日配信開始。
- F-22A Raptor -THE IDOLMASTER HARUKA- - 2008年3月27日配信開始。
- Mirage2000-5 -THE IDOLMASTER YAYOI- - 2008年3月27日配信開始。
- Rafale M -THE IDOLMASTER IORI- - 2008年4月24日配信開始。
- F-2A -THE IDOLMASTER AMI- -2008年5月29日配信開始。
- F-16C Fighting Falcon -THE IDOLMASTER MAMI- -2008年5月29日配信開始。
- F/A-18F Super Hornet -THE IDOLMASTER RITSUKO- -2008年6月26日配信開始。
- F-14D Super Tomcat -THE IDOLMASTER AZUSA- -2008年6月26日配信開始。
- Typhoon -THE IDOLMASTER MAKOTO- -2008年7月24日配信開始。
- A-10A Thunderbolt II -THE IDOLMASTER SP- -2008年7月24日配信開始。

エースコンバット アサルト・ホライゾン
2011年11月30日配信のDLC第4弾以降にアイマス戦闘機が登場。今回は『6』同様のカラータイプの他にイメージカラーで纏められたモノトーンタイプの機体カラーを選べるようになっていて、3つセットのパッケージも新たに配信される。第1弾は春香・千早・美希（機体は『6』と同じで、F-22、F-15E、Su-33）。なお春香機は『6』とカラーリングが変化しており、機体の腹側も赤く塗られるようになった（『6』では真っ黒になっていた）。
2012年3月には第2弾として雪歩・やよい・真仕様が登場。機体は第1弾同様、『6』と同じ（F-117、ミラージュ2000、タイフーン）。
エースコンバット インフィニティ
2014年8月に、期間限定イベントとしてアイドルマスターのコラボエンブレムとして配信された。
2015年2月には、コラボ第2弾として前回とは別の絵柄のコラボエンブレムが配信される。
2015年3月5日から4月2日まで、コラボ第3弾として『6』・『AH』に登場したアイマス機が期間限定ドロップするコラボイベントが行われた。なお、『OFA』準拠となったためSu-47は配信されず、A-10の特殊カラーも無くなった。その代わりに、AV-8B（響）、Gripen C（貴音）、B-2A（765プロ）が新たに配信された。機体性能は『6』と比べ、独特の挙動を取ることが無くなった。
2015年10月と11月にはそれぞれ、『スターライトステージ』とのコラボを開催。期間中にオンラインモードで出撃することでコラボエンブレムを入手出来るイベントが開催された。

### テイルズ オブ シリーズ
BNEIより発売されているRPG『テイルズ オブ』シリーズ。シリーズ全体で、相互コラボレーションが行われている。
テイルズ オブ ザ ワールド レディアント マイソロジー
PSP用ソフト。Web連動企画として、アイドルが着ているピンクの衣装が配信された。配信されたのは春香・千早・亜美の衣装。
テイルズ オブ ハーツ
ニンテンドーDS用ソフト。特定条件下で「援護攻撃」を行うと、高槻やよいが援護キャラとして登場する。
テイルズ オブ グレイセス
Wii用ソフト。2009年12月16日から、『DS』の3人が着ている衣装が配信される。
また、『DS』では876プロにソフィのポスターが貼られている。
テイルズ オブ ヴェスペリア
Xbox 360用ソフト。PS3移植版用のDLCとして、2010年1月14日から、リタ専用に天海春香風衣装が配信されている。
また、『SP』のDLCとして、ヒロインであるエステルの衣装をモチーフとした「エステル衣装」が配信された。
その後、『シンデレラガールズ』にてエステルの衣装を着た三浦あずさが期間限定で配信された。
テイルズ オブ ジ アビス
PlayStation 2用ソフト。『SP』のDLCとして、登場人物の1人であるアニスの衣装をモチーフとした「アニス衣装」が配信されている。
その後、『シンデレラガールズ』にてアニスの衣装を着た萩原雪歩が期間限定で配信された。
テイルズ オブ ファンタジア なりきりダンジョンX
PSP用ソフト。なりきり士がなりきることの出来るコスチュームの一つとして、春香になりきる衣装が登場する（メル専用）。春香になりきった場合、キャラクターボイスはメルの声（阿澄佳奈）ではなく、春香本人の声（中村繪里子）になる。
テイルズ オブ エクシリア
PS3用ソフト。ミラ、レイア、エリーゼにそれぞれ貴音、響、春香が『2』のゲーム本編で着ている衣装が配信されている。
テイルズ オブ カード エボルブ
GREEで配信されていたソーシャルゲーム。同じくGREEで配信されている『ミリオンライブ!』との相互コラボレーションとして、『ミリオンライブ!』ではミラ=マクスウェルの衣装を着た島原エレナ、『エボルブ』では島原エレナの衣装を着たミラ=マクスウェルが期間限定で登場した。
テイルズ オブ イノセンス R
PS Vita用ソフト。ルカとスパーダに御手洗翔太、イリアに菊地真、アンジュに秋月律子、リカルドに伊集院北斗、エルマーナに高槻やよい、コンウェイに天ヶ瀬冬馬、キュキュに我那覇響の衣装が配信されている。
テイルズ オブ ゼスティリア
PS3用ソフト。アリーシャとロゼに如月千早と天海春香、ライラに星井美希、エドナに高槻やよいの衣装が配信されている。
テイルズ オブ アスタリア
スマートフォン用アプリゲーム。『プラチナスターズ』『シンデレラガールズ』『SideM』『ミリオンライブ!』の4タイトルとコラボイベントが開催される。
第1弾は『プラチナスターズ』から天海春香と星井美希が登場。ボイス付きの掛け合いの他、「Happy!（春香&美希Ver）」を聴くことが出来る。
第2弾は『シンデレラガールズ』から島村卯月と城ヶ崎美嘉が登場。「お願い!シンデレラ（M@STER VERSION）」を聴くことが出来る他、『スターライトステージ』に登場する衣装「スターリースカイ・ブライト」を纏ったテイルズ オブ シリーズのヒロインを期間限定ガシャで配信される。
第3弾は『sideM』から天ヶ瀬冬馬と伊瀬谷四季が登場。また『sideM』のイベントにもルークとユーリが特別出演する。
第4弾は『ミリオンライブ!』から春日未来と箱崎星梨花が登場。
それ以降も2018年1月に『ステラステージ』とのコラボイベントが開催され、如月千早と詩花が登場。
2019年11月には再び『sideM』とのコラボイベントが開催され、天道輝と握野英雄が登場。
2021年11月には『スターリットシーズン』とのコラボイベントが開催され、心白と亜夜が登場。
テイルズ オブ ベルセリア
PS3 / PlayStation 4用ソフト。ベルベットに渋谷凛、エレノアに諸星きらり、マギルゥに双葉杏の衣装が配信されている。
テイルズ オブ ザ レイズ
スマートフォン用アプリゲーム。2017年12月に『ステラステージ』とのコラボイベントとして「アイドルマスター ステラステージコラボ 目指せ伝説のステージ」を開催し、天海春香が登場。2018年12月には『シンデレラガールズ』とのコラボ「テイルズマスター シンデレラガールズ」を開催し島村卯月と神崎蘭子も登場する他、ベルベットが千川ちひろの衣装で登場する。また、同時期に『シンデレラガールズ』でもコラボイベント「真実の強さが集う公演 テイルズ オブ シンデリア」を開催する。2020年6月には再度『シンデレラガールズ』とのコラボが実施され、諸星きらりと双葉杏が登場。

### 鉄拳シリーズ
BNEIが発売するアーケードの対戦型格闘ゲーム『鉄拳』シリーズ。
鉄拳6
『SP』のDLCとして、登場人物の1人である凌暁雨の衣装をモチーフとした「シャオユウ衣装」が配信された。
鉄拳タッグトーナメント2
『ミリオンライブ!』にてリリの衣装を着た田中琴葉が期間限定で配信された。
鉄拳タッグトーナメント2 アンリミテッド
『ミリオンライブ!』にてリリの衣装を着た水瀬伊織、ポール・フェニックスの衣装を着た福田のり子、デビル仁の衣装を着た徳川まつり、クリスティ・モンテイロの衣装を着た豊川風花が期間限定で配信された。また、このカードデザインを使用した限定バナパスポートカードが発売された。
鉄拳7
鉄拳20周年とアイドルマスター10周年を祝して、2015年夏に期間限定でコラボキャンペーンを開催。『ワンフォーオール』版衣装をモデルとしたコラボ衣装の販売や、『ミリオンライブ!』のアイドル50人をあしらった限定アイコンも販売された。

### ファミスタシリーズ
BNEIが発売するプロ野球ゲーム『ファミスタ』シリーズ。
プロ野球 ファミスタ2011
ニンテンドー3DS用ソフト。ナムコスターズのメンバーが一新されたのに伴い、『アイドルマスター』から天海春香・如月千早・星井美希の3人がナムコスターズのメンバーとして登場する。ファミスタ2011仕様の3人の待ち受け用Flashがアイドルマスターモバイルで期間限定配信されたこともある。
プロ野球ファミスタオンライン
ハンゲームで運営されているオンラインゲーム。2011年9月15日から29日までの期間限定でナムコスターズのメンバーに765プロのアイドル13人が登場する。なお、『ファミスタオンライン2011』仕様のアイドル達の待ち受けFlashがモバイルで度々行われる特集の一環で配信されたことがあり、前回の3DS版『ファミスタ2011』に登場した春香・千早・美希も新しいイラストが用意されている。
プロ野球 ファミスタ クライマックス
ニンテンドー3DS用ソフト。「バンダイナムコスターズ」のメンバーとして、『アイドルマスター』から天海春香が登場。また、2017年12月に行われたアップデートによって、『シンデレラガールズ』から島村卯月、『ミリオンライブ』から春日未来、『sideM』から天道輝がメンバーに追加された。
プロ野球ファミスタ マスターオーナーズ
enzaで提供されるスマートフォン向けブラウザゲーム。アイドルマスター15周年を記念して『アイドルマスター』から天海春香・如月千早・星井美希、『シンデレラガールズ』から島村卯月・渋谷凛・本田未央、『ミリオンライブ』から春日未来・最上静香・伊吹翼、『sideM』から天道輝・桜庭薫・柏木翼、『シャイニーカラーズ』から櫻木真乃・風野灯織・八宮めぐるが期間限定で登場する。

### ゴッドイーターシリーズ
BNEIが発売するアクションゲーム『ゴッドイーター』シリーズ。
ゴッドイーター2
PSP / PS Vita用ソフト。アリサ用に天海春香の衣装が配信された。
また、『ミリオンライブ!』にてアリサの衣装を着た水瀬伊織、ナナの衣装を着た松田亜利沙が期間限定で配信された（亜利沙は『ゴッドイーター2 レイジバースト』が元ネタと表記されている）。
ゴッドイーター2 レイジバースト
PS4 / PS Vita用ソフト。2016年12月1日配信の「キャラクターコラボパック」により、以下の内容が追加される。
- 女性主人公用に天海春香、島村卯月、春日未来の衣装と髪型が配信。
- フリーミッションで選択できるオペレーターとして音無小鳥が登場。
- 「THE IDOLM＠STER 2nd-mix」・「Thank You!」がフリーミッション用の戦闘BGMとして選択可能となり、これらを戦闘BGMに選択中、「ブラッドレイジ」中のBGMが「お願い!シンデレラ」となる。
- 拠点「アナグラ」のBGMに「MainBGM」、「TOWN」、「ED_Morning」、「Morning」、「THINKING」を選択可能。
- アナグラでの「エモーション」にアイドル風のものを追加。

ゴッドイーター リザレクション
PS4 / PS Vita用ソフト。2016年12月1日配信の「キャラクターコラボパック」により、上記の『レイジバースト』とほぼ同じ内容が追加される。相違点として、こちらでは「THE IDOLM＠STER 2nd-mix」・「Thank You!」・「お願い!シンデレラ」をいずれもフリーミッションの戦闘BGMに選べる。

### スーパーロボット大戦シリーズ
BNEIが発売するシミュレーションRPG『スーパーロボット大戦』（スパロボ）シリーズ。
スーパーロボット大戦X-Ω
スマートフォン用アプリゲーム。
2015年12月に『XENOGLOSSIA』とのコラボイベント「ロボットとアイドル」が開催され、天海春香とインベルが登場。
2017年2月には『無尽合体キサラギ』とのコラボイベント「想いを紡ぎつなぐ少女達」が開催され、アミ・マミとキサラギ（オーバーマスター）、ハルシュタインとハルカイザーが登場。アミ・マミとハルシュタインにはボイスが実装され、BGMとして新規に編曲された「arcadia（X-Ω Ver.）」も使用される。
2017年9月には上記の2作に『シンデレラガールズ』を加えたコラボイベント「大決戦! きらりんロボVSキサラギVSインベル」・「乙女たちの休日」・「愛とはぴはぴな世界」が開催され、キラリ博士（きらり）ときらりんロボ、グラッシーハルナ（春菜）とグラッシーロボ、アンズ（杏）とうさぎロボが登場。3人にはボイスが実装され新規に編曲された「きらりんロボのテーマ」が使用される。『XENOGLOSSIA』からは新ユニットとして水瀬伊織とネーブラ、如月千早とヌービアムが登場し、BGMとして新規に編曲された「微熱S.O.S!!」が使用される。『シンデレラガールズ』ではコラボを記念して、ぷちデレラのアイテムとしてサイバスターの装備などの配布が2017年9月1日から22日まで行われている。
2019年12月には、後述の「LIVEツアーカーニバル スーパーロボット大戦CG」シリーズのウヅキ・シマムラ（卯月）が搭乗するサイバスターが登場。イベント「ベターマン対ガサラキ」の報酬でボイスが実装されている。
スーパーロボット大戦OG
2017年12月に『シンデレラガールズ』にてコラボイベント「LIVEツアーカーニバル スーパーロボット大戦CG -奏鳴の銀河へ-」が開催。自軍ユニットおよびライバルユニットとしてOGシリーズのオリジナル機体が登場し、自軍ではプレイヤーが持つアイドル（カード）を自由に搭乗させることができる。また、演出についても従来のLIVEツアーカーニバルとは異なり、スパロボの戦闘カットインアニメを再現している。イベントの報酬や景品には、もとになったキャラクターの服のアレンジ衣装を着たアイドルのカード、ダイゼンガーの装備などのぷちデレラのアイテムが用意されている。その他、本作以外のライバルキャラとしてルアフ・ガンエデン&ゲベル・ガンエデンとケイサル・エフェスが出演し、特定のステージには「鋼鉄公演きらりんロボ」からキラリ博士&きらりんロボがゲスト参戦している。
2019年12月には、続編として「LIVEツアーカーニバル 第2次スーパーロボット大戦CG チューン・デュエラーズ」が開催された。前作と同じくアイドル達がOGシリーズのオリジナル機体に搭乗する。イベントの報酬や景品には、もとになったキャラクターの服のアレンジ衣装を着たアイドルのカード、ガンレオンの装備などのぷちデレラのアイテムが用意されている。その他、本作以外のキャラとしてデブデダビデ、スカルナイト、クリスタルドラグーン、ダークブレイン、ユーゼス・ゴッツォ（ウーゼス・ガッツォ名義）&アダマトロンが出演し、特定のステージには「鋼鉄公演きらりんロボ」からキラリ博士&ぐれぇと☆きらりんロボとグラッシーハルナ&グラッシーロボ、「蒸機公演クロックワークメモリー」から主席蒸貴官ユカ&スチームユカがゲスト参戦している。

### その他のバンダイナムコエンターテインメント作品
ワンダーオーシャン
ナムコ時代の総合コミュニティーポータルサイト。『THE IDOLM@STER』のキャラクタを使ったアバター用販売アイテムの取り扱った。
ビューティフル塊魂
Xbox 360用ソフト。IM@S ALLSTARS（アイマスオールスターズ）として、楽曲「団結」を提供。なお、IM@S ALLSTARSとは、当該ゲームのために緊急結成されたスペシャルユニットで、765プロ所属アイドル10（+1）人で構成されている。『Live For You!』において塊魂の王子や王様、塊がアクセサリとして登場した他、初回限定版付属のDVDに収録された「団結」のPVでは塊魂に登場したメイツ達がPVに出演しており、こちらも相互出演となっている。
ファミリースキー
Wii用ソフト。ゲーム内で使用されるスキー板に、『THE IDOLM@STER』のキャラクターが描かれたものが登場する。
ぼくらのテレビゲーム検定 ピコッと!うでだめし
ニンテンドーDS用ソフト。『THE IDOLM@STER』のキャラクターと会話をするミニゲーム「女の子の心をつかめ!」などを収録。
ハッピーダンスコレクション
Wii用ソフト。ダンスミュージックの一つとして、「GO MY WAY!!」が使用されている。
タンくる
企画・開発をBNEI、販売・運営をベルクスが担当するオンラインゲーム。コラボレーション企画として期間限定で春香（配信終了）・あずさ・雪歩の衣装が配信されている。なお、アイマス衣装は使用出来るキャラクターが決まっている。
カピバラさん
バンプレストが製作したカピバラをモチーフとしたキャラクター。『SP』のDLCとして、ヘッド用アクセサリー「カピバラさん」が配信された。
バナフェス!タウン
オンラインコミュニティサイト。アイドルマスタータウンが追加された。
ヴァイスシュヴァルツ ポータブル
PSP用ソフト。カードゲームの参戦作品の一つとして登場する。
リッジレーサー
PS Vita用ソフト。『エースコンバットAH』同様、EXカラーとしてアイドル達の姿を描いた車がDLCとして配信される。また、EXソングとして「GO MY WAY!!」「THE IDOLM@STER 2nd-mix」「The world is all one!!」「MEGARE!」が配信。
クマ・トモ
3DS用ソフト。8周年記念ライブにてPVが公開された。
『ミリオンライブ!』では北沢志保のカードに登場している。『シンデレラガールズ』では4コマ「シンデレラガールズ劇場」第169回に登場しており、工藤忍がクマトモと発言している。
また、スマートフォン版『クマ・トモ』の事前登録特典として、統括プロデューサーの坂上陽三が愛用しているオレンジ色の「765プロポロシャツ」と、春香のワイルドストロベリー衣装として「春香スペシャルコス」が配信された。
CV 〜キャスティングボイス〜
PS3用ソフト。アイドルマスターのシナリオが、DLCで無料配信されている。
しんぐんデストロ〜イ!
スマートフォン用アプリゲーム。2014年11月に、ボイノベ版『無尽合体キサラギ』とのコラボで、キサラギ型戦車と美希・真美・亜美が登場した。2015年3月より、『ミリオンライブ!』とのコラボイベントを「アイドルマスター ミリオンライブ! × しんぐんデストロ〜イ!」と題して3度行われている。
第1弾では北上麗花、最上静香、真壁瑞希が登場。
第2弾では春日未来、最上静香、伊吹翼が登場。
第3弾では望月杏奈、高坂海美、七尾百合子が登場。
ドリフトスピリッツ
スマートフォン用アプリゲーム。2016年3月に『スターライトステージ』とのコラボで、島村卯月・渋谷凛・本田未央・双葉杏・諸星きらりの5人をあしらった「CR-Z デレステSP」をログインボーナスでプレゼントした他、「CUTE LANCER Evolution X 島村卯月SP」、「COOL S2000 渋谷凛SP」、「PASSION CIVIC 本田未央SP」が特別オーダー（ガチャ）で入手出来る。また、『スターライトステージ』のルームアイテムでもこれら4車種を入手出来る。
シンクロニカ
アーケードゲーム。『シンデレラガールズ』や『sideM』とのコラボとして、それぞれの楽曲を収録。
ネコ・トモ
3DS、Nintendo Switch用ソフト。ゲーム内であいことばを入力する事で各シリーズの衣装を獲得できる。
第1弾は『ステラステージ』から「高槻やよいのトップ!クローバー」が登場。
第2弾は『SideM』から「カエールの衣装」が登場。
第3弾は『ミリオンライブ!』から「765プロライブシアター」が登場。
第4弾は『シンデレラガールズ』から「ぴにゃこら太カラー」が登場。
第5弾は『シャイニーカラーズ』から「ビヨンドザブルースカイ」が登場。
コードギアス 反逆のルルーシュ
BNEIも製作委員会に参加する、サンライズ制作のアニメを筆頭とするメディアミックスプロジェクト。2019年10月に『スターライトステージ』でコラボ楽曲として「COLORS」「モザイクカケラ」のカヴァーが配信される。また、山下真司出演のCMではルルーシュ役の福山潤も出演している。
ことばのパズル もじぴったんアンコール
Nintendo Switch用ソフト。アイドルマスター5ブランド（765AS、シンデレラ、ミリオン、SideM、シャニマス）のステージが登場。
ソードアート・オンライン アンリーシュ・ブレイディング
2022年2月に『ミリオンライブ!シアターデイズ』との相互コラボイベントが開催。SAO側ではミリオンから七尾百合子・望月杏奈・星井美希が出演。ミリシタ側でも同作初の他社カヴァー楽曲として「IGNITE」（アニメ版ファントム・バレット編OP主題歌）が配信される。
転生したらスライムだった件 魔王と竜の建国譚
スマートフォン用アプリゲーム。2023年11月に『ミリオンライブ!』とのコラボイベントが開催。春日未来・最上静香・伊吹翼が登場。

### 他社作品

#### Cygames
Cygamesでは『シンデレラガールズ』シリーズの開発を担当しているため、同社製ソーシャルゲーム・スマートフォンアプリ各作品にて『シンデレラガールズ』を中心としたコラボイベントが不定期に開催されている。
グランブルーファンタジー
「シンデレラファンタジー」と題してこれまでにコラボイベントが8回行われている。アイドル達の衣装の元ネタは2014年4月1日にエイプリルフール企画として1日だけ実装されたミニゲーム、「ダイスdeシンデレラ♪」である。新規イベント開催前または開催中に過去のコラボイベントを復刻開催している。
第1弾（2014年10月）では島村卯月、渋谷凛、神崎蘭子が、ボス役にぴにゃこら太が登場。
第2弾（2015年1月）では本田未央、城ヶ崎美嘉、諸星きらりが登場。
第3弾（2015年5月）では川島瑞樹、前川みく、双葉杏が、ボス役にベルフェゴールが登場。演出として諸星きらりも登場する。
第4弾（2015年8月）では白坂小梅、三村かな子、城ヶ崎莉嘉が登場。ストーリーや特定のクエストのみ、城ヶ崎美嘉も登場する。
第5弾（2016年3月）では輿水幸子、十時愛梨が、ボス役に黒色の生物が登場。加えてストーリー等で島村卯月、渋谷凛、本田未央も登場する。
第6弾（2016年10月）では赤城みりあ、アナスタシア、ボス役ににこやかな巨人が登場。イベント開催期間中に『スターライトステージ』のルームに『グランブルーファンタジー』のビィが登場する。
第7弾（2017年6月）では新田美波、一ノ瀬志希、ボス役に桃色の生物が登場。同時に第1弾から第6弾までに登場した全てのアイドルをイベント期間内に容易に入手できるようにした。
第8弾（2020年5月）では高垣楓が登場する他、島村卯月・渋谷凛・本田未央の3名が1組のSSRキャラクターとして新規に登場する。レイドボスとなるぴにゃこら太のバリエーションは、2017年のエイプリルフールに登場した「ぴにゃあつめ」が元ネタとなっている。3年間開催していない間に他版権作品でのコラボイベントによる報酬レアリティ変更（SRからSSRへ格上げ）等があり、従来とは一新した取り組みとなる。加えて、新型コロナウイルス感染症の感染拡大に伴いボイス収録が一時見送られていたが、2021年1月に実装された。
2015年10月には『SideM』とのコラボイベント「サイコー!FANTASY」も開催され、天道輝、桜庭薫、柏木翼、ピエールが登場する一方、『SideM』のイベントにおいても『グランブルーファンタジー』のランスロットとビィが特別出演する。
プリンセスコネクト!
2015年9月に『スターライトステージ』とのコラボとして「スターライトプリンセス」を開催。島村卯月・渋谷凛・本田未央の3人とぴにゃこら太が登場。ゲーム内の衣装デザインは「ダイスdeシンデレラ♪」に準じている。
2020年3月には後継作品『プリンセスコネクト!Re:Dive』でも同旨のコラボイベント「スターライトプリンセス Re:M@STER」を開催。こちらでも島村卯月・渋谷凛・本田未央が出演し、レイドボスにはうえきちゃんが登場する。また、翌月には『スターライトステージ』でもコラボキャンペーンとして、作品主題歌「Lost Princess」「Connecting Happy!!」のカヴァーが配信される。
神撃のバハムート
2015年10月に『スターライトステージ』とのコラボイベント「月の使者と輝きの少女達」が開催される。『シンデレラガールズ』配信初期から同作との相互招待キャンペーンは行われていたが、アイドル達が実際にコラボ出演するのは今回が初となる。2016年7月に『シンデレラガールズ』とのコラボとして第2弾「渇きの里と輝きの少女達」が開催される。
第1弾では安部菜々・高垣楓・多田李衣菜・木村夏樹・前川みくが登場。みくの衣装は『グラブル』と同じ。
第2弾では宮本フレデリカ・新田美波・速水奏・一ノ瀬志希・高森藍子が登場。
Shadowverse
2020年4月に『シンデレラガールズ』とのコラボイベントを開催。五十嵐響子・安部菜々・佐久間まゆ・鷺沢文香・北条加蓮・白坂小梅・大槻唯・高森藍子・諸星きらりのリーダースキンが期間限定で発売される他、ぴにゃこら太を相手に勝負するソロプレイクエストも行われる。
2021年5月には再びコラボイベントが開催され、島村卯月・渋谷凛・本田未央・早坂美玲・星輝子・森久保乃々・辻野あかり・砂塚あきら・夢見りあむのリーダースキンが期間限定で発売された。
ゾンビランドサガ リベンジ
Cygames、MAPPA、エイベックス・ピクチャーズの3社が共同制作するテレビアニメ。2021年3月に『シンデレラガールズ』でコラボイベント「LIVEツアーカーニバル ゾンビガールズサガ 11人の伝説のアイドル」が開催された他、4月には『スターライトステージ』にて「徒花ネクロマンシー」「REVENGE」「大河よ共に泣いてくれ」がカヴァー楽曲として配信された。
ウマ娘 プリティーダービー
2022年8月に『スターライトステージ』にてコラボキャンペーンを開催。アイドル達がカバーした「うまぴょい伝説」がプレイ楽曲として追加した他、コラボを記念してウマ娘のキャラクターが「お願い!シンデレラ」を踊るショート動画がYouTubeチャンネル「ぱかチューブっ!」にて公開された。
なお、カヴァーの歌唱アイドルも動画に出演したウマ娘も、『シンデレラガールズ』と『ウマ娘』の両作に出演している声優が担当するキャラクターが宛てがわれている。

#### セガ
初音ミク -Project DIVA- 2nd
PSP用ソフト。5周年ライブで『SP』とのコラボレーションが告知され、その後ゲーマガ2010年8月増刊号でアイマス衣装が登場することと、楽曲提供が行われることが報じられた。アイマス衣装・楽曲は2010年10月28日からダウンロード配信される予定で、春香・亜美真美・千早が『SP』のパッケージイラストで着ている衣装が配信される。対応するのは春香用はミク、亜美真美用がリン（レンには使用出来ない）、千早用がルカ。配信される楽曲は「GO MY WAY!!」「relations」。
なお、PS3版『2』では初音ミク自身がDLCとして登場し、相互出演を果たした。DLCの制作協力には、本作のクレジットがある（ミクのモデリングそのものはアイドルマスターのキャラクターデザインに合わせられている）。
maimai
アーケードゲーム。2014年配信の『maimai GreeN PLUS』にて765PRO ALLSTARSの「GO MY WAY」「THE IDOLM@STER 2nd-mix」「The world is all one !!」が収録された。さらに2021年配信の『maimai でらっくす Splash PLUS』にて『ミリオンライブ!』『SideM』とのコラボイベントが開催され、「Shooting Stars」「MOON NIGHTのせいにして」が収録された。
チュウニズム
アーケードゲーム。2021年に『チュウニズム パラダイスロスト』にて765PRO ALLSTARS並びに『シンデレラガールズ』とのコラボイベントが開催され、「ザ・ライブ革命でSHOW!!」と「Yes, Party Time!!」が収録された。加えて2023年に『チュウニズム SUN PLUS』にて『シンデレラガールズU149』コラボイベントを開催、「Shine in the sky☆」「よりみちリトルスター」「ハイファイ☆デイズ」が収録された。
オンゲキ bright
アーケードゲーム。2021年に『シャイニーカラーズ』とのコラボとして「Hide & Attack」が収録された他、アイドルマスターシリーズ15周年記念楽曲の「なんどでも笑おう」も収録された。

#### Yostar
アズールレーン
Yostarが運営している艦船擬人化ゲーム。2021年7月22日 - 8月4日にて765PRO ALLSTARSとのコラボイベントを開催。天海春香・如月千早・三浦あずさ・水瀬伊織・秋月律子・双海亜美・双海真美がプレイアブルキャラクターとして実装された。
雀魂
Yostarが運営しているスマートフォン向け麻雀ゲーム。2024年11月25日 - 12月16日に『シャイニーカラーズ』とのコラボイベントを開催。noctchillの4人がコラボ雀士（プレイアブルキャラクター）として実装された。

#### その他のメーカー
ミュージックガンガン!シリーズ
タイトーから発売されているリズムゲーム。「曲がいっぱい☆超増加版!」から、『THE IDOLM@STER』のゲーム内使用曲が使用されるようになった。太鼓の達人シリーズと異なり、楽曲はソロバージョンとなっている。
収録曲は以下の通り。
- GO MY WAY!!（如月千早）：「曲がいっぱい☆超増加版!」

アットゲームズ
ジークレストで運営されているオンラインゲーム。2012年2月28日から5月29日までの期間限定で765プロのアイドル13人と音無小鳥のセルフィ（アバター）が販売された。
探検ドリランド
GREEで配信されているソーシャルゲーム。同じくGREEで配信されている『ミリオンライブ!』との相互コラボレーションとして、『ミリオンライブ!』では『ドリランド』のハルカと同じ衣装の天海春香が、『ドリランド』では天海春香・萩原雪歩・高坂海美・徳川まつり・箱崎星梨花がハンターカードとしてそれぞれ期間限定で登場した。
うーさーのその日暮らし 覚醒編
テレビアニメ。第8話にて如月千早がゲスト出演。放送日が千早の誕生日である2月25日だったため、うーさー達に祝われた。
この回のエンドカードは「ぷちます!」作者の明音が描いている。なお、千早のデザインは同作出演の女性キャラ風にアレンジされている。
デジモンアドベンチャー LAST EVOLUTION 絆
東映アニメーション制作の劇場用アニメ映画。2020年2月に『スターライトステージ』にてコラボキャンペーンを開催。1999年に放送されたTVアニメ版『デジモンアドベンチャー』主題歌・挿入歌と、劇場版『LAST EVOLUTION 絆』主題歌をシンデレラガールズのアイドルがカヴァーする。
Key
2020年6月に『スターライトステージ』にてコラボキャンペーンを開催。同ブランドが過去に発表したゲーム・アニメ作品の主題歌をシンデレラガールズのアイドルがカヴァーする。
【推しの子】
赤坂アカ×横槍メンゴ原作のテレビアニメ。2023年7月に『シャイニーカラーズ』でコラボイベントが開催。B小町とストレイライトを中心としたストーリーが展開される。
ラブライブ!シリーズ
従前より同じバンダイナムコグループが製作するアイドル物でありながら、制作体制の違い等から一種の競合IPと見なされてきた。一方で2015年開催の『Animelo Summer Live 2015 -THE GATE-』（765PRO ALLSTARSとµ's）や2019年・2022年の2回開催された『バンダイナムコエンターテインメントフェスティバル』など局所的に共演することもあった。2023年12月9日・10日開催の『異次元フェス アイドルマスター★♥ラブライブ!歌合戦』で本格的に両IP同士が共演することとなる。
ホロライブプロダクション
2024年3月に『スターライトステージ』にて星街すいせいコラボを開催、星街すいせいをアイドル（プレイアブルキャラ）として実装の他、『シンデレラガールズ』側アイドルの歌唱による星街すいせい楽曲カヴァーも配信する。

### 異業種

#### シリーズとのコラボレーション
2017年度プロ野球パシフィック・リーグ
2017年3月10日に日本武道館で行われた、『THE IDOLM@STER MILLION LIVE! 4thLIVE TH@NK YOU for SMILE!! DAY1 Sunshine Theater』において、『THE IDOLM@STER』『ミリオンライブ!』『シンデレラガールズ』『SideM』の4作品と2017年度のパシフィック・リーグとのコラボレーションが発表された。
パシフィック・リーグの6球団と各事務所のアイドル達によるコラボレーショングッズの販売やイベントなどが開催された。
北海道日本ハムファイターズ：天海春香（765）、島村卯月（346）、桜庭薫（315）
東北楽天ゴールデンイーグルス：永吉昴（765）、姫川友紀（346）、柏木翼（315）
埼玉西武ライオンズ：春日未来（765）、城ヶ崎美嘉（346）、ピエール（315）
千葉ロッテマリーンズ：高槻やよい（765）、諸星きらり（346）、天道輝（315）
オリックス・バファローズ：横山奈緒（765）、小早川紗枝（346）、渡辺みのり（315）
福岡ソフトバンクホークス：星井美希（765）、神崎蘭子（346）、鷹城恭二（315）
東急ハンズ
2018年3月24日から5月6日まで、全国の東急ハンズ32店舗にて、アイドルマスターシリーズ各作品（765プロ、シンデレラガールズ、ミリオンライブ!、SideM）とのコラボキャンペーンが開催された。
なお、東急ハンズとは2015年11月から12月にかけて『シンデレラガールズ』とのコラボイベント「東急ハンズの舞踏会」を、2017年11月から2018年1月には『SideM』とのコラボイベント「理由あって、渋谷! H@NDS DE Beit!」をそれぞれ開催している。
2019年11月16日から12月25日には、『シャイニーカラーズ』も加えたクリスマスコラボキャンペーンを開催した。
BRUTUS
2021年3月1日号にてシリーズ15周年を記念して特集記事が掲載された。
投票によって選抜されたアイドル5人がアンバサダーとして表紙を飾る他、描き下ろしイラストとインタビュー記事を掲載。
アンバサダーに選抜されたのは、『アイドルマスター』から秋月律子、『シンデレラガールズ』から高垣楓、『ミリオンライブ!』からロコ、『SideM』から天ヶ瀬冬馬、『シャイニーカラーズ』から三峰結華。
富士急ハイランド
富士急行6000系電車によるコラボ電車と富士急バスのラッピング車両
2021年5月1日から6月20日にかけてコラボレーションキャンペーンを開催。
各アトラクションとのコラボレーションやアイドルによる園内アナウンス、限定グッズやコラボレーションフードの販売などが行われる。
キャンペーンアイドルは『アイドルマスター』から星井美希・我那覇響、『シンデレラガールズ』から安部菜々・諸星きらり、『ミリオンライブ!』から桜守歌織・箱崎星梨花、『SideM』から秋月涼・ピエール、『シャイニーカラーズ』から小宮果穂・月岡恋鐘。
グループの富士急行（鉄道事業）及び富士急バスでも連動したコラボが行われ、6000系電車と高速バス車両にもラッピングが施行されている。
当初は2020年4月25日から6月14日までの期間で開催予定だったが、新型コロナウイルス感染症の影響により一時中止となった。
SUPER GT
2025年のSUPER GTに参戦するPACIFIC RACING TEAMとコラボレーション、レース車両であるメルセデスAMG・GT3にラッピングが施される。
筑西市
筑西市の20周年を記念して、同じく20周年を迎える『アイドルマスター』シリーズとのコラボが2024年10月19日から12月1日に実施された。10月19日に開催された「ちくせい花火大会」で『アイドルマスター』シリーズの楽曲を使用したコラボミュージックスターマインの打ち揚げが行われたほか、スタンプラリーの実施や道の駅グランテラス筑西でのグッズの販売などが行われた。
2025年10月11日から12月7日にも同市とのコラボが実施される。
伊勢志摩
「THE ISE-SHIM@STER」（イセシマスター）として、2025年9月13日から10月13日まで実施。伊勢志摩エリア各地をまわるデジタルスタンプラリーや、志摩スペイン村でのコラボグッズ・コラボフードの販売などが行われる。また、2025年日本国際博覧会関西パビリオン三重県ブースにもデジタルスタンプラリーのスポットが置かれ、2025年8月14日よりスタンプ取得が先行スタートした。

#### 765プロとのコラボレーション
2011年のアニメ『THE IDOLM@STER』放送後に、リアル765プロと銘打った各法人とのコラボを開催してきた。
アニメ『星空へ架かる橋』
同名作品のBD・DVDの宣伝ナレーションに天海春香らが起用された。なお、天海春香役の中村繪里子は同作のメインヒロイン中津川初役としても出演している。
ばんえい競馬
2011年11月20日に「ばんえいアイドルマスター記念」を開催した。本レース以前より所謂ファンコミュニティが出資した賞典がときどき開催されていたが、公式では初のコラボ賞典となる。
東京都神社庁
2013年の初詣プロモーションに起用された。
やよい軒
2022年3月にやよい軒と高槻やよいのコラボイベントが開催された。なおそれ以前より大阪にある「やよい軒高槻店」には多くのアイマスファンが訪れていたといい、特にやよいの誕生日となる3月25日は来店者数が通常の1.5倍に達していたという。
高槻市
2022年に高槻やよいが高槻市の観光大使となることが発表された。

#### シンデレラガールズとのコラボレーション
2015年のアニメ『アイドルマスター シンデレラガールズ』放送後に、リアル346プロと銘打った各法人とのコラボを開催してきた。
江戸切子
アニメ版シンデレラガールズ第18話にて三村かな子と緒方智絵里が江戸切子職人を取材するシーンがきっかけとなり、江戸切子協同組合とのコラボアイテムがANIPLEX+で抽選販売された。
サガン鳥栖
2015年9月から10月にかけて、コラボマッチ「スターライ☆鳥栖☆ステージ」として開催。同年9月12日にベストアメニティスタジアム開催された対清水エスパルス戦では、出演声優によるキックオフ前イベントも開催された。なお、本イベントの開催は当時サガン鳥栖のオフィシャルスポンサーをしていたCygamesからの依頼による。
日本商工会議所
2015年より日商簿記検定のナビゲーターとして新田美波を起用。2017年よりアナスタシアとのユニット「LOVE LAIKA」として、日商簿記区分改定ナビゲーターとして引き続き起用されている。また、2024年1月から3月にかけて、日商プログラミング検定のナビゲーターとして大石泉を起用した。
マース ジャパン「スニッカーズ」
2017年4月から6月にかけて「スニリプ」と称されたTwitter連動型コラボキャンペーンが展開された。
日清食品「カレーメシ」
2017年8月に特別コラボパッケージを発売。日野茜をブランドアンバサダーに起用した。2018年9月からも日野茜・本田未央・高森藍子のユニット「ポジティブパッション」を起用したコラボキャンペーンが展開され、新規書き下ろし曲やサンジゲン制作によるMVが披露された。
ファッションセンターしまむら
2018年3月に『アイドルマスター シンデレラガールズ劇場』とのコラボ商品を販売開始。島村卯月としまむら（店名）をかけたメンズ向けの商品を中心に展開した。
前橋市
2018年9月8日・9日にヤマダグリーンドーム前橋にて開催された『THE IDOLM@STER CINDERELLA GIRLS SS3A Live Sound Booth♪』の協賛団体に前橋市も名を連ねた。市および前橋観光コンベンション協会らが現地来訪客向けの観光マップの配布やデジタルサイネージをはじめとしたコラボ企画を展開。デレステ内ユニット「セクシーギルティ」（片桐早苗・及川雫・堀裕子）を一日市長として市公式サイトにも掲載した。
西武鉄道
2018年11月10日・11日にメットライフドームで開催される『THE IDOLM@STER CINDERELLA GIRLS 6thLIVE MERRY-GO-ROUNDOME!!!』を記念して、同年10月26日から11月25日にかけて西武線スタンプラリーを開催する。この他にもライブ開催当日に池袋駅 - 西武球場前駅間を直行する臨時特急（貸切ツアー商品）の運行、同会場を本拠地とする埼玉西武ライオンズのマスコット・ライナが1日目前座の“始球式”に参加などのコラボも行う。
キッコーマン豆乳
2020年7月13日から7月31日にかけて、「夏の豆乳総選挙コラボキャンペーン」と称して、松本沙理奈と大沼くるみがキャンペーンガールを務めた。また、同年12月1日から12月10日にも「ホッ豆乳ラブストーリー」のキャンペーンキャラクターとして出演。コラボ商品がBNEI公式通販サイト『アソビストア』で販売された。
タニタ
2021年8月10日より、『シンデレラガールズ』とのコラボ商品を販売開始。第1弾は五十嵐響子をフィーチャーしたデジタルクッキングスケール「アイドルマスター シンデレラガールズモデル（五十嵐響子）」。第2弾は登場アイドル190人全員をフィーチャーした3Dセンサー搭載歩数計「アイドルマスター シンデレラガールズモデル」。第3弾はピンクチェックスクールをフィーチャーした体組成計。2022年7月26日に発売された第4弾では歩数計に他ブランドのアイドル132名のモデルが追加され、合計322種類の歩数計が発売された。第5弾はトライアドプリムスをフィーチャーした体組成計。
でらます
2022年9月3日・4日に日本ガイシホールにて開催された『THE IDOLM@STER CINDERELLA GIRLS LIKE4LIVE #cg_ootd』と連動して、名鉄観光サービスを幹事企業に、中部電力 MIRAI TOWER、名古屋市博物館、名古屋観光コンベンションビューロー、名古屋城、丸川製菓、矢場とん、シー・アール・エム等名古屋の観光地・地元企業各社が連携した観光キャンペーンで、同年9月から10月にかけて開催される。

#### ミリオンライブ!とのコラボレーション
ゼンショー
ゼンショーグループの牛丼ファストフードチェーンすき家にて、2017年9月から10月にかけて『ミリオンライブ!』とのコラボキャンペーンを開催した。2020年1月から3月にかけて、同系列のファミリーレストランココスでも『ミリオンライブ!』とのコラボキャンペーンが開催される。
メルカリ
『シアターデイズ』1周年の期間限定コラボレーションキャンペーンとして、バンダイナムコエンターテインメントから提供された公式画像素材を利用したオリジナルグッズをメルカリ内にて出品、販売が可能に。
アトレ秋葉原
『シアターデイズ』1周年の期間限定コラボとして、2018年6月29日から7月15日まで入口付近の壁面装飾を『ミリオンライブ!』仕様にした他、田中琴葉による店内ナレーション等も行われた。以降も『シアターデイズ』の周年に合わせてコラボが行われている。
東北楽天ゴールデンイーグルス
2018年7月8日に楽天生命パーク宮城で開催された、対埼玉西武ライオンズ戦にて協賛。出演声優による始球式の他スタジアムMC等も行われた。
魂ネイション2022
2022年11月18日から20日にかけて開催されるイベントにおいて、天海春香、四条貴音、七尾百合子、桜守歌織がブランドアンバサダーに就任。会場内の各所にて音声ガイダンスなどを行う。また11月17日に配信されたオープニングセレモニーではミニライブが行われた、
横浜中華街
2024年8月22日から9月3日にかけて期間限定でPOP UP SHOPが開催された他、対象店舗でコラボキャンペーンが行われた。

#### SideMとのコラボレーション
2017年のアニメ『アイドルマスター SideM』放送後に、リアル315プロと銘打った各法人とのコラボを開催してきた。2021年にも315プロダクション お仕事コラボキャンペーンとして再度各法人とのコラボを募集・開催してきた。
yamanashi
「アイドルマスター SideM×yamanashi」と称して、2016年よりコラボキャンペーンを展開している。
池袋パルコ
2017年12月から2018年1月にかけて、コラボイベント「315 Winter Collection in P@RCO」として開催、イメージキャラクターに舞田類、伊瀬谷四季、伊集院北斗が起用された。
東京シティ競馬
2017年12月30日にコラボイベント「理由あって、SideM×TCK」を開催。当日の第7レースを同名の賞典として開催し、会場にはS.E.M.の3人を演じた声優がトークショーなどに出演した。
日清食品「カップメシシリーズ」
2018年3月よりコラボキャンペーンを開催し、スペシャルセットを日清食品公式オンラインストアにて数量限定で販売した。前述のシンデレラガールズとのコラボはカレーメシに限定していたが、本コラボでは「カップヌードルぶっこみ飯」等の姉妹品にも対象を広げ、S.E.M.がキャンペーンアイドルとして出演した。
銚子電気鉄道
2021年10月よりコラボが開催され、コラボグッズ販売の他ヘッドマークや中吊り広告をSideM仕様にした列車の運行等が行われる。また、mobage版SideMにてPRポスターを作成でき、優秀な作品は実際にポスターとして銚子電鉄駅構内に掲出されるキャンペーンも開催された。2024年には開業100周年を記念してJupiterによるPR楽曲が発売された。

#### シャイニーカラーズとのコラボレーション
menu
2020年10月31日から11月15日にかけて、デリバリー&テイクアウトアプリ「menu」とコラボ。主に出演声優サイン入りグッズプレゼントキャンペーンと、Twitter連動キャンペーンが開催された。
森永製菓「DARS」
2022年2月にコラボ企画「DARSでHAPPYキャンペーン」が開催。八宮めぐる・園田智代子・大崎甘奈・黛冬優子・樋口円香の5人が公式アンバサダーに任命された。なお、森永製菓とBNEIは本社の最寄駅（JR東日本田町駅・都営地下鉄三田駅）が共通しており、JR田町駅に大型広告が掲示された。
2023年2月には第2弾が開催。芹沢あさひ、七草にちか、浅倉透、幽谷霧子、市川雛菜が公式アンバサダーに任命された他、園田智代子が名誉アンバサダーに起用された。
環境省
2023年春に放課後クライマックスガールズの5人を起用したプラスチック資源循環に関するPRサイトを公開（2024年現在は公開終了）。
大塚製薬「ポカリスエット」
2023年7月にコラボ企画「夏はポカリで水分補給!ノクチル×ポカリスエット コラボキャンペーン」が開催、ノクチルの4人を起用し、ゲーム内で限定アイテムを配布する。
日清食品「炎メシ」
2023年11月に特別コラボパッケージを発売。ストレイライト・シーズをブランドアンバサダーに起用し、新規書き下ろし曲が披露された。